# Battaglia del Sangro
La battaglia del Sangro fu un conflitto armato che vide contrapporsi l’VIII Armata inglese a sud e l’esercito tedesco in ritirata a nord del fiume, nel corso della seconda guerra mondiale. 
In realtà il termine "del Sangro" sarebbe improprio, in quanto questa guerra è composta da una serie di micro-battaglie, ed alcune più importanti, combattute in vari luoghi della provincia di Chieti, e dell'Aquila, partendo dalla foce del Sangro a Fossacesia (CH), e risalendo sino a Roccaraso e Castel di Sangro (AQ), tra i britannici ed i tedeschi occupanti. In sostanza, l'evento rappresentò un momento cruciale per la storia della resistenza italiana e dell'Abruzzo, dato che tale guerriglia si interpone nelle vicende storiche dell'immediata fuga di re Vittorio Emanuele III da Ortona per Brindisi (9 settembre 1943), e l'avanzata delle truppe canadesi e britanniche da Foggia e dalla Sicilia dopo l'operazione Husky del 10 luglio a Messina, che penetrarono in Abruzzo attraverso la "battaglia del Trigno" tra Vasto e a San Salvo (CH).

## Storia

### Precedenti: la battaglia del Trigno

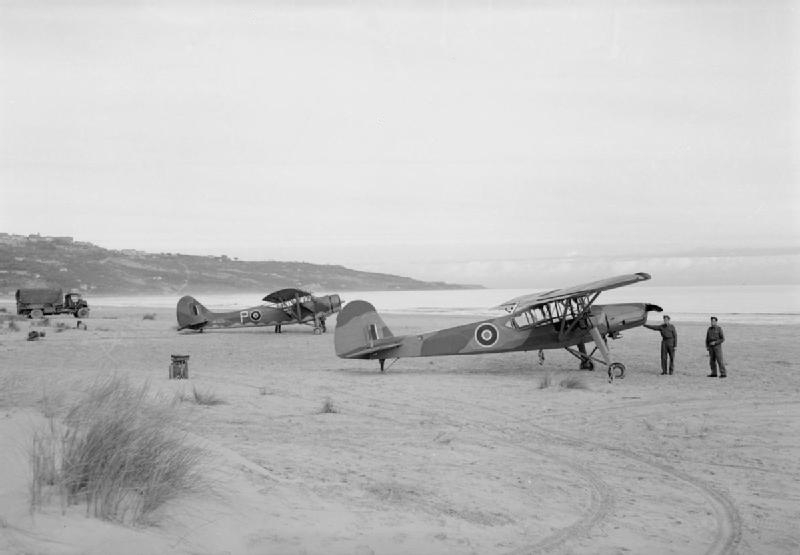
Aerei della Royal Air Force sulla spiaggia di Vasto (1944)

I precedenti della cosiddetta "battaglia del Sangro" avvennero nei dintorni di Vasto, San Salvo e Cupello, al confine col Molise della costa termolese. La campagna d'Italia era già iniziata da luglio in Sicilia con il famoso sbarco, e mentre l'8 settembre veniva dichiarato l'armistizio, e i reali Savoia fuggivano da Ortona per Brindisi via mare, sostando una notte soltanto nel castello ducale di Crecchio (CH), già parte dell'VIII Armata Britannica del generale Bernard Law Montgomery risaliva velocemente la Calabria, mentre la parte restante sbarcava in Puglia al porto di Taranto, per poter avanzare verso Foggia; mentre la V Armata americana del generale Clark sbarcava a Salerno (9 settembre), per dirigersi a Napoli.
In sostanza l'obiettivo dei due schieramenti era di accerchiare le due fasce costiere estreme dell'Italia meridionale per potersi ricongiungere a Roma per liberarla dall'occupazione tedesca, l'obbiettivo di Montgomery infatti, dopo Foggia, era di raggiungere immediatamente Pescara, già provata da duri bombardamenti alleati che distrussero gran parte della città, mietendo migliaia di vittime; da Pescara l'armata britannica avrebbe percorso la strada della via Tiburtina Valeria per raggiungere così Roma.
Il Comando Supremo della Wehrmacht all'inizio era incerto se impegnare gli angloamericani a sud di Roma, come voleva il generale Albert Kesselring, oppure sull'Appennino tosco-emiliano, come voleva Rommel; intanto decideva, dal 15-20 settembre di accrescere l'opposizione all'avanzata nemica e ordinava alle truppe della X Armata di von Vietinghoff, acquartierata nell'Italia meridionale, di ripiegare a nord, ma lentamente, e in attesa di rinforzi, di attestarsi sulle linee difensive dei fiumi Biferno-Volturno (la linea Viktor-Stellung), del Trigno-Alto Volturno (linea Barbara-Stellung), del Sangro-Garigliano (linea Bernhard-Stellung), per contrastare ed arrestare se possibile gradatamente l'avanzata delle due armate. Le operazioni tedesche in Abruzzo iniziarono appunto nelle campagne attorno a Vasto, tra il settembre e l'ottobre 1943, con la distruzione di tutte le ferrovie e le stazioni, poi con le requisizioni di armi, viveri, vettovaglie, obbligando gli uomini civili validi a lavorare gratuitamente per realizzare le trincee di fortificazione lungo i fiumi.

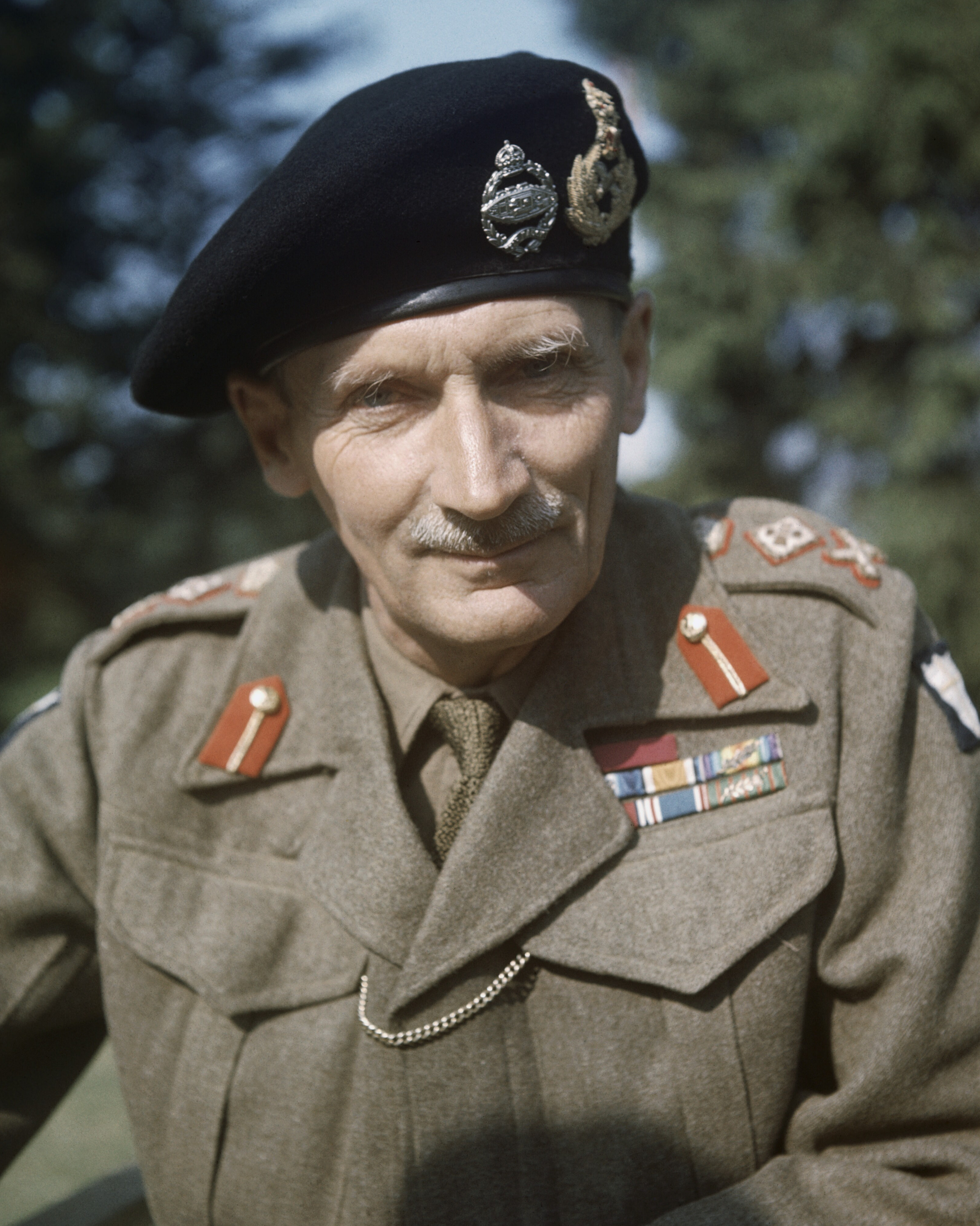
Il generale Bernard Law Montgomery nel 1943

### L'occupazione tedesca dell'area del Trigno
Intanto l'VIII Armata di Montgomery aveva occupato i principali porti pugliesi, rifornendosi di viveri e di altri uomini, e alla fine di settembre era pronta per raggiungere il Molise, e poi l'Abruzzo. Le nuove divisioni dell'armata erano l'8° Indiana e la 78° Britannica, che vennero impiegate per la linea sul Biferno e poi sul Trigno. L'attacco a sorpresa di Termoli (CB), caposaldo della deboli linea del Biferno, ci fu la notte del 2 ottobre, con circa 1 000 commando britannici provenienti da Manfredonia (FG), con l'aiuto della 78ª proveniente da Serracapriola e Foggia; dopo la conquista di Termoli gli uomini furono spediti all'interno verso Larino e Vinchiaturo (CB), mentre i tedeschi richiamavano la 16ª Panzer-Division, reduce dai combattimenti di Salerno. La battaglia di Termoli durò il 4, 5 e il 6 ottobre con gravi perdite, ma Montgomery, grazie all'arrivo di altri uomini della 78ª divisione, costrinse gli uomini della Panzer-Division a ritirarsi a Guglionesi, poco distante, poi a Petacciato e infine a San Salvo, in Abruzzo.
Già l'episodio della guerriglia di Termoli-San Giacomo degli Schiavoni rappresentò per gli alleati un chiaro messaggio dei tedeschi di voler resistere sino alla fine, cosa che avrebbero fatto infatti anche sulle altre linee adriatiche del Trigno, del Sangro e del Moro presso Ortona.

### Battaglie nel Molise
Nei giorni seguenti dell'8-22 ottobre, Montgomery concesse riposo alle truppe, mentre una parte veniva inviata sul Biferno verso Petacciato e Montenero di Bisaccia (CB) il 22 ottobre, poi ad Acquaviva Collecroce il 24, a San Felice del Molise, Montemitro e Montefalcone nel Sannio (CB) il 27, per un altro scontro contro i tedeschi lungo la linea difensiva San Salvo-Colli a Volturno. I tedeschi erano inizialmente incerti se trascorrere l'inverno sul Trigno alla sua foce tra San Salvo e Marina di Montenero, ma poi per guadagnare tempo sull'opera di maggiore fortificazione della linea del Sangro, si ritirarono in maggio parte, per resistere ad oltranza sulla "linea Bernhard-Stellung". La precedente linea del Trigno, la "Barbara-Stellung", assunse il compito tattico di semplice postazione di guerriglia ritardatrice delle operazioni alleate, per permettere a quella successiva di distruggere definitivamente il già sfiancato reparto dell'8° Indiana e dell'VIII Britannica di Montgomery.
In questi giorni iniziarono anche i primi malumori delle truppe alleate, soprattutto per difficoltà logistiche e per le cattive condizioni del tempo autunnale (quell'anno fu particolarmente piovoso, con notevoli difficoltà di trasporto lungo le strade, come si vedrà ad Ortona), mentre invece i tedeschi pianificavano, grazie anche alle cartine geografiche più accurate, nei minimi dettagli le postazioni delle truppe, dei mortai, e dei carri.

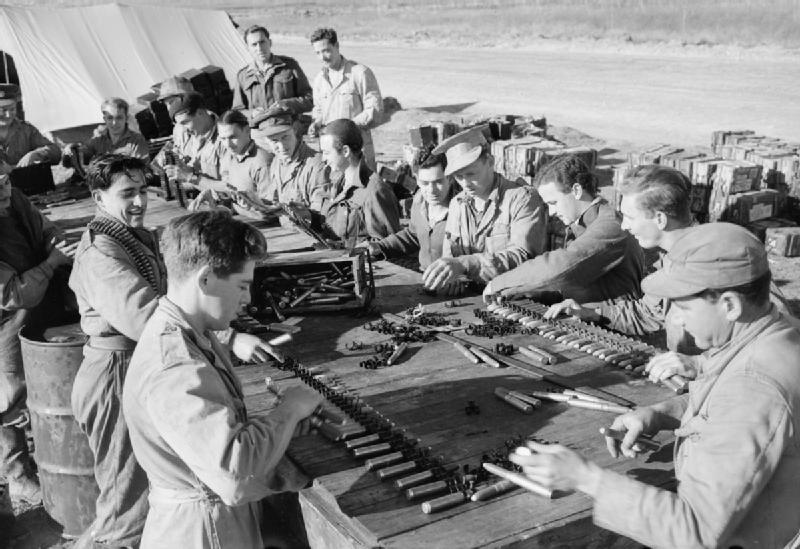
Truppe della Royal Air Force in un momento di pausa lungo il Trigno

### Angherie tedesche contro San Salvo e Tufillo
Nella metà d'ottobre sulla linea San Salvo-Colli, i tedeschi disponevano 4 divisioni: la 16° Panzer, la 1° paracadutisti, la 26° Panzer e la 29° Panzergrenadier, raggruppate insieme come la LXXVI Panzer Korps capitanata dal generale Herr, che avrebbero fronteggiato la 78° Britannica, l'8° Indiana, la 1° Canadese a la 5° Britannica, con 18 000 uomini ciascuna. I tedeschi, minacciati da incursioni aeree alleate di giorno, lavorarono nelle operazioni quasi esclusivamente di notte, facendo saltare ferrovie, strade e ponti tra San Salvo e Tufillo, imponendo il coprifuoco alla popolazione, razziando cibo e bestiame ai contadini, veicoli, macchine. La linea di fortificazione era accompagnata da una seconda: la "Hauptkampfline", tra San Salvo, Tufillo, Torrebruna, Poggio Sannita, Sessano, Pesche, Colli al Volturno, e da una terza linea più arretrata di riserva, tra Vasto, Furci, Carunchio, Castiglione M. Marino, Forlì del Sannio; intanto gli alleati si assicuravano il territorio basso-molisano conquistato di Termoli-San Giacomo-Petacciato-Montenero-Mafalda-San Felice-Montemitro-Montefalcone.
Il piano di Montgomery per lo sfondamento della linea del Trigno prevedeva l'attacco sulla direttrice Vinchiaturo-Isernia per il 28 ottobre, e il secondo decisivo sulla costa adriatica nella notte tra il 30-31 ottobre, volendo sorprendere i tedeschi col primo attacco simulatore, proseguendo per la strada statale 17 sull'asse Tufillo-Palmoli, quando invece il piano fu di sfondare la difesa di San Salvo, lungo la statale 16 Adriatica.

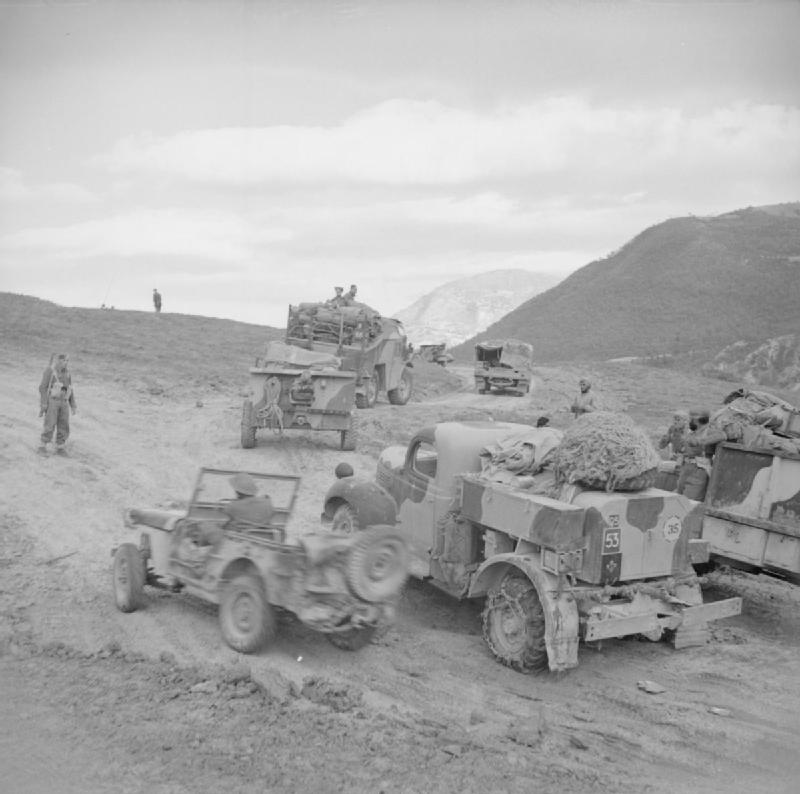
Mezzi logistici inglesi lungo la strada del Trigno

### Inizio della penetrazione dell'VIII Armata nel Trigno
La battaglia del Trigno ebbe inizio nella notte del 22-23 ottobre, un battaglione della 78 Divisione riuscì ad attraversare il fiume presso San Salvo e a stabilire una testa di ponte sulla riva sinistra nel bosco Monticce-Padula, ma la risposta tedesca indusse Montgomery ad accelerare le operazioni di sfondamento a San Salvo tra il 27 e il 28 ottobre: le truppe della 38ª Brigata e della 78ª Britannica tentarono di conquistare il paese il 28 ottobre, ma senza successo. Il mese di ottobre dunque si concluse per gli alleati con la sola conquista di Cantalupo nel Sannio (CB), il 31, con le principali città di Isernia e San Salvo ancora in mano tedesca. Montgomery allora concentrò le forze lungo la costa tra il 2 e il 3 novembre, mentre all'interno l'8° Indiana avrebbe preceduto tra il 1 e il 2 novembre le operazioni nell'entroterra tra Tufillo e Palmoli (CH). Il nuovo assalto alleato fu progettato con maggior cura, poiché era in gioco la stessa avanzata verso il Sangro: Tufillo e il colle alle sue spalle - Monte Farano - vennero attaccati senza successo dagli indo-pakistani del 6/13° Royal Frontier Force Regiment e l'area a ovest del paese verso il torrente Monnola dal battaglione inglese 5° Essex la notte del 2 novembre, mentre sempre il 2 bombardamenti alleati colpivano Cupello, Furci, Fresagrandinaria, Dogliola, Celenza e Carunchio, provocando più morti civili che nemici, con obiettivo tuttavia di demoralizzare e isolare le truppe tedesche a difesa del territorio San Salvo-Tufillo, che sarebbe stato assaltato dai carri la notte del 3.
Nella tarda sera del 2 novembre, mentre l'8° Indiana tentava un secondo assalto a Tufillo con la 19ª Brigata di fanteria, fallendo ancora contro il 3º Reggimento Paracadutisti del Colonnello Heilmann, lo scontro in terra sulle colline di San Salvo, Cupello e Vasto divenne violentissimo; nella notte del 3 novembre i cannoni Bofors sparavano proiettili traccianti, simulando un'azione sulla direttrice Montenero-Montalfano, i battaglioni d'assalto della 78ª Britannica iniziarono l'avanzata verso le posizioni nemiche a San Salvo, sul fronte lungo 5 km che partiva dal mare sino all'inizio di contrada Bufalara. Nella notte intorno alle 3:30, una flottiglia di motosiluranti alleati simulava uno sbarco a tergo delle posizioni germaniche, al punto di mezza strada della foce del Trigno e la Marina di Vasto per tenere sotto pressione il nemico. La simulazione ebbe effetto positivo, perché all'alba del 3 novembre la battaglia vide gli effetti a favore degli alleati: i carri Sherman della 46ª Royal Tank Regiment aprendo un varco negli avamposti nemici in località "Colli", lungo la direttrice della via vecchia di Montenero e dell'attuale via Bellisario, consentirono alle fanterie irlandesi e inglesi di raggiungere la periferia sud di San Salvo.

### Guerriglia di San Salvo
Il battaglione irlandese della "Inniskilling" iniziò lo sgombero del paese di San Salvo, con alcune scaramucce contro i tedeschi, tra cui l'uccisione di 2 militari tedeschi da parte dei civili; nel frattempo il contado di Cupello (CH) veniva costantemente bombardato dagli alleati, causando però la morte di 74 persone per alcune granate lanciate in mezzo al paese. Sul fronte tedesco di San Salvo, il 2º Reggimento Panzer tentò un contrattacco con i carri in mezzo alle campagne d'olivo, uno dei più cruenti d'Abruzzo, che costrinse gli Sherman alleati a ritirarsi verso il fiume, mentre i tedeschi, fiaccati dalle precedenti operazioni, non riuscivano in tempo a richiudere la falla difensiva sfondata dai britannici.
Il generale Sieckenius, comandante della 16ª Panzer-Division, preparò una nuova controffensiva a sorpresa per riprendersi San Salvo, concentrandosi sullo scalo ferroviario dove si trovava il 64º Reggimento Panzergrenadier, che resisteva agli alleati. Questo contrattacco a cannonate respinse momentaneamente le fanterie britanniche dei "Buffs" del Royal East Kent Regiment, che presidiava l'area di contrada Sant'Antonio; nella sera di quel giorno, l'ordine del generale Herr, impose la ritirata tattica tedesca lungo la linea Vasto-Cupello-Furci; dopo alcuni scontri il 4 novembre, lungo la linea di Colle Pizzuto (la Vineyard Hill) in Masseria Genova-Rulli, il 5 novembre le prime unità dell'VIII Armata poterono entrare a Vasto e Cupello, ormai abbandonate dai tedeschi, che ripiegavano sulla linea Scerni-Paglieta-Atessa, e soprattutto sul Sangro.
La marcia d'inseguimento dei britannici continuò, dopo aver posto il quartier generale a Vasto, lungo le campagne, verso nord, sino a raggiungere la riva destra del Sangro presso l'abitato di Torino di Sangro già tra l'8 e il 9 novembre, mentre il contiguo schieramento dell'8° Indiana al quarto assalto riuscì il 4 novembre, finalmente ad occupare Tufillo, sconfiggendo la 1ª Divisione Paracadutisti di Heidrich, raggiungendo Palmoli il 5 novembre, e sgomberando la strada statale 86 tra Vasto e Torrebruna (CH). Più nel centro del Molise, la città strategica di Isernia, attaccata gli stessi giorni dalla 5ª Divisione britannica, era stata raggiunta e occupata il 4 novembre, mentre le truppe infine pattugliava le sponde del Trigno lungo l'asse dei centri di Lentella, Fresagrandinaria, Dogliola, Furci, fino a Vasto, questo fino all'8 novembre, quando vennero richiamate lungo il Sangro. Prima degli episodi del Moro e del Sangro, già lungo la direttrice Campobasso-Torella del Sannio, occupata dalla 1ª Divisione Canadese, i tedeschi di Kesselring avevano praticato la tattica della terra bruciata, distruggendo interi paesi pietra dopo pietra. Ad esempio Capracotta (IS), raggiunta dagli alleati il 19 novembre, venne trovata pressoché demolita, distrutta dalla X Armata tedesca di Kesselring, poiché era compresa nel piano distruttivo dell'Alta Val di Sangro e dell'Aventino, con obiettivo finale Castel di Sangro e Roccaraso. In tutto 20 comuni posti in quest'area, verranno letteralmente cancellati dalla storia, tra questi Gessopalena, Taranta Peligna, Lettopalena, Roccaraso, San Pietro Avellana, Lama dei Peligni, Torricella Peligna, Montenerodomo, Capracotta, Castel di Sangro, Alfedena, Roio del Sangro, Borrello, Quadri.

### Vasto durante la battaglia

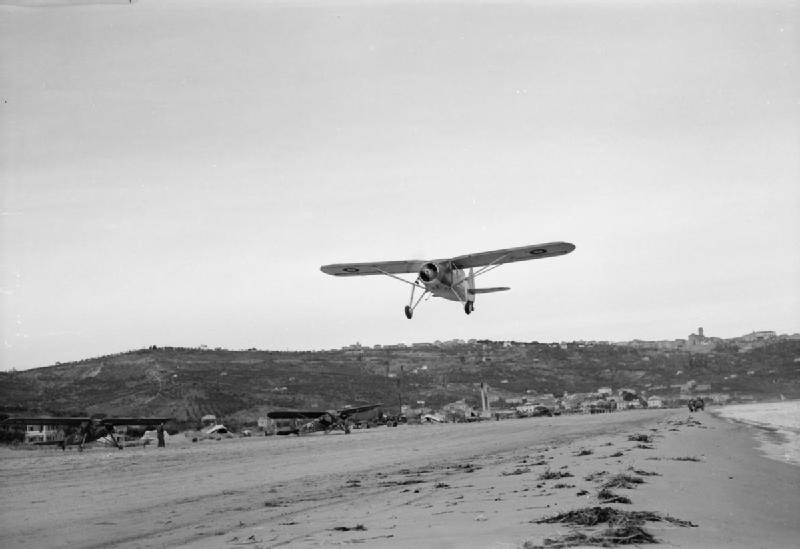
Un aereo della Royal Air Force sulla spiaggia di Vasto

L'entrata delle truppe alleate a Vasto, il 5 dicembre 1943, fu preceduta in città da una serie di eventi. Man mano che l'VIII Armata di Montgomery si avvicinava alla città, dei carri armati tedeschi posizioni in contrada Sant'Antonio abate (a sud dell'abitato), e sulla via Incoronata (a nord), bersagliavano le truppe sulla Marina, simulando la presenza di un corposo contingente nazista a difesa della città. A Vasto intanto il podestà Silvio Ciccarone operò un piano di salvaguardia della popolazione civile, temendo un grande scontro tra le due forze, e parlamentò con i civili stessi affinché non ci fossero disordini, a cui avrebbero seguito feroci rappresaglie. Il 16 ottobre gli alleati effettuarono un rapido bombardamento aereo che colpì la cappella del Sacramento e del Monte dei Morti presso la chiesa di San Pietro; due giorni dopo due cacciatorpediniere inglesi si posizionarono nel golfo, cannoneggiando la città, danneggiando due abitazioni della Loggia Amblingh, la cappella della Madonna delle Grazie, e il campanile della chiesa di Santa Maria Maggiore. I comandanti tedeschi al momento della ritirata, abbandonarono frettolosamente la città, prendendo cinque ostaggi, tra cui Silvio Ciccarone, che si consegnò spontaneamente.
Altri bombardamenti si effettuarono tra il 2 e il 3 novembre su Cupello, danneggiando alcune abitazioni e mietendo delle vittime.

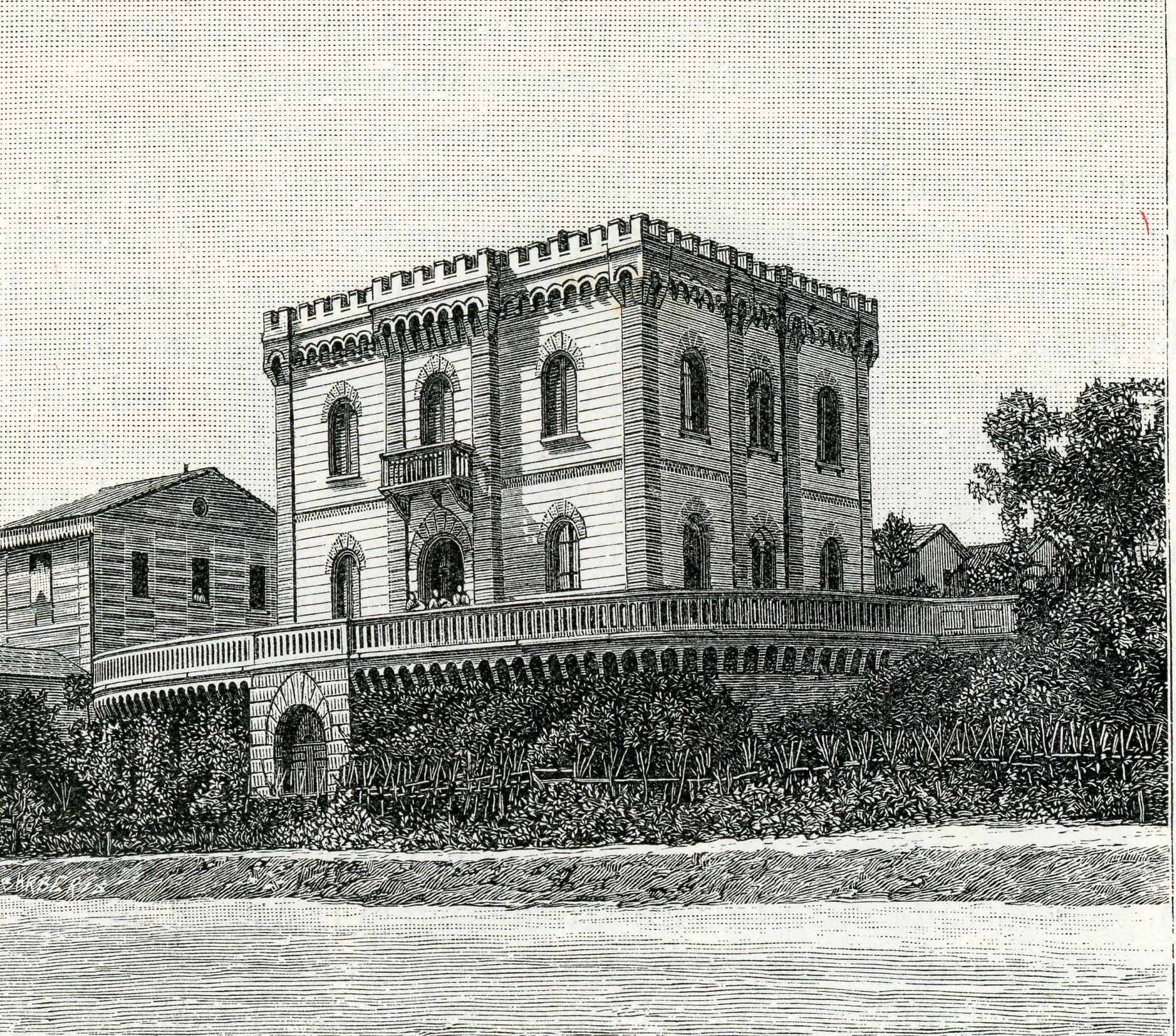
Villa Marchesani a Vasto, dove soggiornò Montgomery

Cupello rappresentava per l'VIII Armata una base logistica per il traffico militare, collegato alla statale 16, e sin dal mese di settembre del 1943, i tedeschi avevano assunto il controllo della cittadina, requisendo alcuni civili affinché potessero fortificare la linea di difesa, e fornire viveri alle truppe tedesche sul Trigno. Stazionava nel paese la XXVI Panzer-Division per contrastare l'avanzata alleata, a fine settembre un gruppo di guastatori della Wehrmacht si installò nel paese, presso Palazzo Marchione, mentre il comando decretò la consegna di tutte le armi, e il bando per il reclutamento dei civili abili al lavoro; il 2 ottobre numerosi uomini vennero infatti trasportati su automezzi militari per lavorare non solo alla linea del Trigno, ma anche sul Sangro presso Fossacesia.
Il primo bombardamento alleato di Cupello avvenne il 2 novembre pomeriggio, con danneggiamenti di case, e morte di persone sorprese in mezzo alla strada; il secondo grave bombardamento ci fu la mattina del 3 novembre: i bombardieri Lancaster a doppia fusoliera si scagliarono sul centro del paese, crivellandolo di bombe. In tutto i morti, tra paese e campagne, furono 106.
Intanto a Vasto i tedeschi nella ritirata avevano minato alcune postazioni, facendo esplodere due abitazioni sul Corso Italia, in via del Cimitero, per sbarrare l'accesso agli alleati. Minarono altri palazzi sul Corso Mazzini, e uno in via San Francesco d'Assisi, con morti e feriti. Ritiratisi a Casalbordino, Vasto venne lasciata abbandonata, venendo occupata dagli alleati con l'avanzata dei carri armati Sherman. Le principali cariche politiche, decisero in un incontro a Piazza Rossetti di andare incontro agli alleati per tranquillizzare la situazione, presso la contrada Sant'Antonio, venendo fatti salire sugli autoblindo. Il generale Montgomery soggiornò alcuni giorni presso la Villa Marchesani, dove si trovava il campo d'internamento dei dissidenti politici, evacuato nel 1943 con trasferimento dei detenuti alla Caserma Rebeggiani di Chieti e a Fonte d'Amore a Sulmona

## La Linea Gustav in Abruzzo

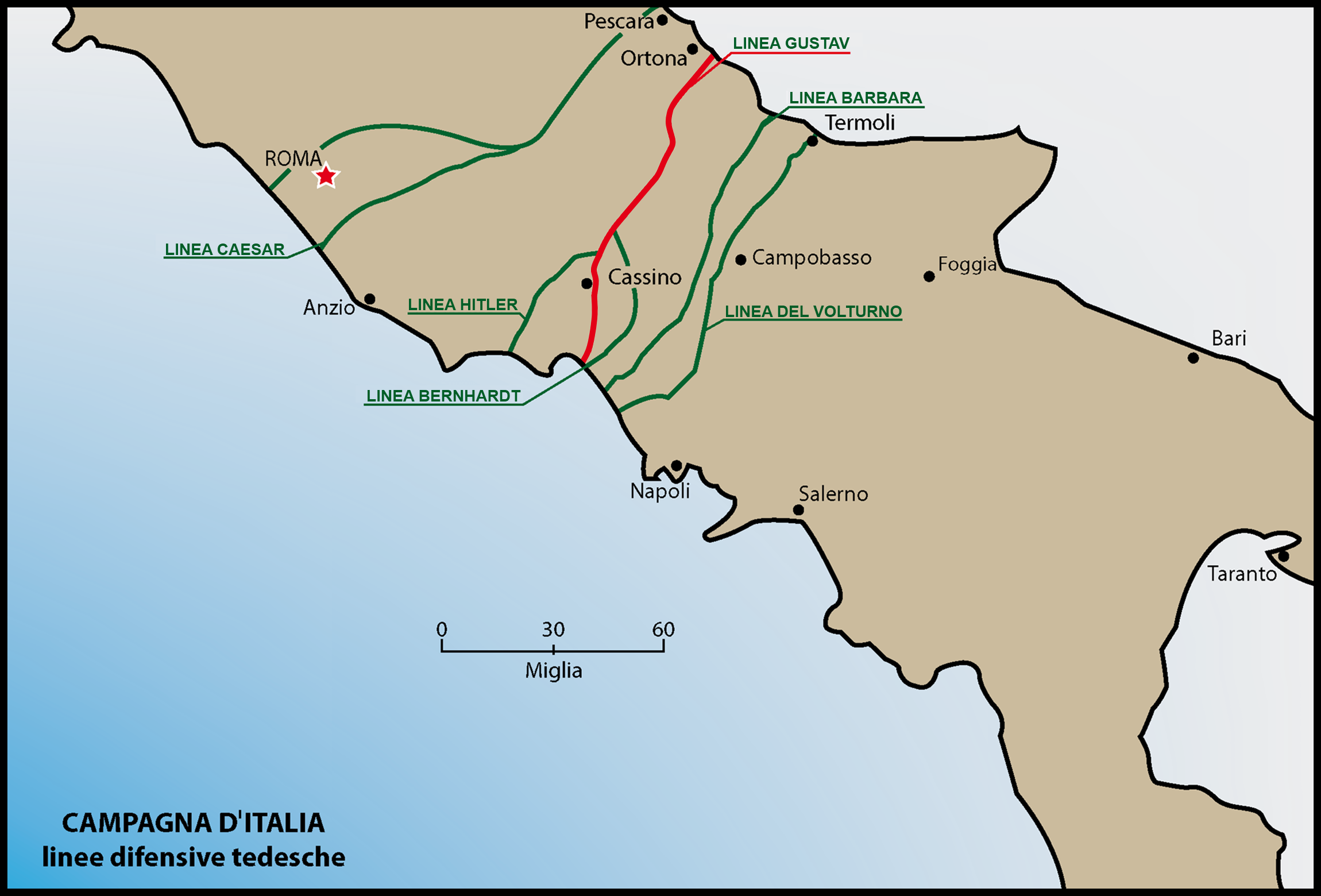
Linea Gustav: in Abruzzo il capo è Ortona, e la linea si congiungeva con Cassino

Dopo la fuga di Vittorio Emanuele III, il comando delle operazioni militari nella parte meridionale d'Italia fu affidato al comandante tedesco Albert Kesselring; l'Abruzzo come il resto dell'Italia del sud dovette sottostare politicamente alle decisioni dei militari tedeschi, la popolazione fu costretta a collaborare, reclutata in modo coatto, per svolgere mansioni lavorative pesanti e la produzione industriale e agricola venne requisita per il fabbisogno dei gerarchi, mentre le vettovaglie del disciolto Esercito Regio vennero confiscate. I militari italiani senza guida, cercarono di tornare a casa dai vari luoghi dove erano stati dislocati, arrestati e disarmati dai tedeschi e posti di fronte alla scelta di combattere per l'ideale nazifasista, o essere avviati nei campi di prigionia in Germania.
In Abruzzo è il caso del sovraffollamento di vari campi d'internamento di ebrei e dissidenti politici (15 in tutto nella regione), di cui i principali erano quelli della Caserma Rebeggiani a Chieti Scalo e Fonte d'Amore a Sulmona, parlando di quelli posti nella zona del Sangro, cui si aggiunsero i prigionieri di Villa Marchesani di Vasto.
Con l'esercito fascista allo sbando dopo l'armistizio dell'8 settembre, vennero organizzate soprattutto a Sulmona alcune evasioni, e i prigionieri avendo scalato la Maiella, grazie anche all'aiuto della popolazione, si unirono al futuro gruppo della "Brigata Maiella"

### I bombardamenti di Pescara
Nel frattempo numerosi furono i bombardamenti alleati sul territorio abruzzese, sull'area della provincia di Chieti e Pescara, i più gravi furono il bombardamento di Pescara, scandito dagli attacchi aerei del 31, 17 e 20 settembre, che distrussero gran parte della città, mietendo varie vittime, poi quelli nell'area vastese della metà di ottobre, e di Sulmona, bombardata nell'area della stazione il 27 agosto. Questi bombardamenti, ad eccezione di quello massiccio di Pescara, servirono a tentar di fiaccare il morale tedesco, e a indurre la popolazione civile alla ribellione, ma non fecero altro che aggiungere danni a danni già presenti, poiché i tedeschi per arrestare il più possibile l'avanzata degli schieramenti alleati, avevano distrutto ponti sui fiumi, strade e ferrovie, isolando di fatto i comuni interessati dalla guerra.

### I tedeschi occupano i paesi del Sangro
In Abruzzo operò l'VIII Armata britannica capitanata dal generale Bernard Montgomery, che contava divisioni provenienti da tutto il Commonwealth britannico. I tedeschi tennero testa agli alleati britannici, spalleggiati da truppe canadesi, nonostante l'inferiorità numerica, impegnandosi in una ritirata di combattimento e distruzione, che aveva il compito, ordinato da Kesselring, di arrestare il più possibile l'avanzamento nemico, lungo precise "linee" di combattimento stabilite nel territorio abruzzese. Queste determinate aree vennero fortificate, intuito dai tedeschi immediatamente il piano di Montgomery di voler arrivare a Roma via Pescara, per ricongiungersi all'armata americana del generale Clark. Dal fiume Sangro al Garigliano, tagliando idealmente a metà l'Italia, i tedeschi lavorarono alacremente da Ortona a Cassino per realizzare la cosiddetta "linea Gustav, fortificando i fossi e le insenature del fiume comune dopo comune, sfruttando anche l'orografia del terreno e gli ostacoli naturali, come i colli e le montagne della Maiella e dei Monti Frentani.

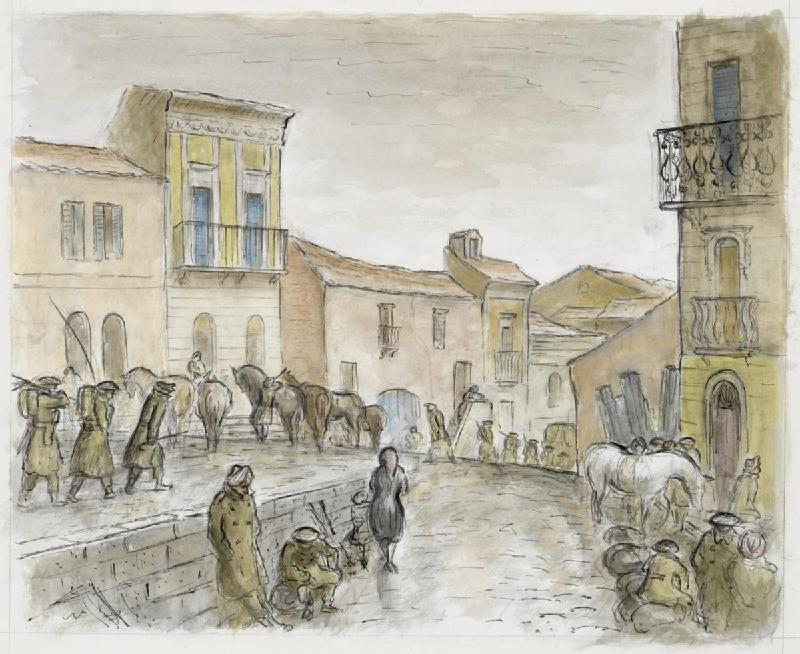
Acquarello di Torino di Sangro il giorno della liberazione del 21 novembre 1943, opera di Edward Ardizzone

La maggior parte degli abitanti dei paesi coinvolti si dimostrarono riluttanti a lasciare le proprie abitazioni e i loro averi, per sfollare i centri, gli oggetti di pregio vennero accuratamente nascosti e murati nelle case, e la vita durante gli eventi bellici venne trascorsa o in grotte naturali nelle vicinanze di ciascun comune, oppure le famiglie si unirono ad altre alla volta di Chieti, dichiarata "città aperta", avendo ospitato quasi tutta la provincia omonima e quella di Pescara. Con l'imminente avanzata degli alleati, i tedeschi operarono sempre di più una politica aggressiva, facendo scoppiare piccole rivolte popolari sedate prontamente con rappresaglie ed esecuzioni. A Chieti si costituì la "Banda Palombaro" contro l'oppressione nazista, benché operasse nel territorio montano di Palombaro e Fara San Martino già dal settembre 1943, Inizialmente concentrata su azioni di sabotaggio e spionaggio, passò poi alle azioni di guerriglia. Si tratta del primo nucleo partigiano abruzzese che subirà le rappresaglie naziste con fucilazione di alcuni patrioti. Svanito apparentemente il sogno di un gruppo partigiano organizzato contro i tedeschi, i superstiti della banda si riunirono ad altri gruppi di formazione a Chieti, e poi anche nella Brigata Maiella.

### La rivolta dei martiri ottobrini di Lanciano
Il secondo attacco organizzato contro i tedeschi fu messo in atto a Lanciano (CH) tra il 5 e il 6 ottobre, quando alcuni giovani capitanati da Trentino La Barba requisirono delle armi dalla caserma Santa Chiara e dettero inizio a una rivolta armata contro le truppe nemiche, dando un chiaro segnale della tenacia degli abruzzesi di ribellarsi al nemico. Tuttavia venne messa a tacere anche questa rivolta con esecuzioni sommarie, e violente rappresaglie successive contro la cittadinanza.
All'arrivo in novembre di Montgomery con l'armata britannica nella costa sud d'Abruzzo, tra Vasto, Casalbordino e Fossacesia, le operazioni militari successive sul Sangro e sulla costa adriatica furono complicate dal cattivo tempo e dal problema di superare lo stesso fiume, che per le piogge aveva considerevolmente aumentato la portata. I ponti ferrovieri in pietra per il passaggio dei carri e quelli ferrovieri della linea Sangritana San Vito-Castel di Sangro erano stati fatti saltare appositamente dai tedeschi per rallentare l'avanzata. Un primo tentativo di costruzione di ponti di legno per far passare i carri e le autovetture venne infranto dalla piena del fiume, le strade erano troppo fangose per il passaggio dei mezzi pesanti, sicché l'attacco di Montgomery presso Mozzagrogna, per prendere Lanciano e Ortona, slittò sino al 27 novembre, quando le strade tornarono ad essere percorribili. Profittando della notte, in quel giorno iniziò realmente la "battaglia del Sangro", con l'attacco dei centri di Mozzagrogna e Santa Maria Imbaro, alle porte di Lanciano, per dirigersi da una parte a Fossacesia, dall'altra a Lanciano, e poi a Castel Frentano verso la montagna.

### I due fronti dei corpi alleati
La battaglia dunque si divise in due fronti, uno marino verso Fossacesia, da cui le truppe, principalmente canadesi, si sarebbero dirette a San Vito Chietino e poi a Ortona per raggiungere Pescara via Francavilla, l'altro contingente di Montgomery si sarebbe diretto nel chietino passando per Orsogna e Guardiagrele. Soprattutto su quest'ultimo versante di montagna, i tedeschi s'erano ben organizzati, anche se intercettarono delle false notizie alleate di voler compiere un attacco strategico nella Piana delle Cinquemiglia, tra Alfedena, Castel di Sangro e Roccaraso. Dunque la linea Gustav subì delle modifiche, e quest'ultima area divenne inespugnabile, sulle alture vengono posti nidi di mitragliatrici per poter contrastare l'avanzata della fanteria, mentre sui fossi sono scavate trincee, costruiti rifugi, e i punti strategici, specialmente all'interno dei paesi, sono minati.

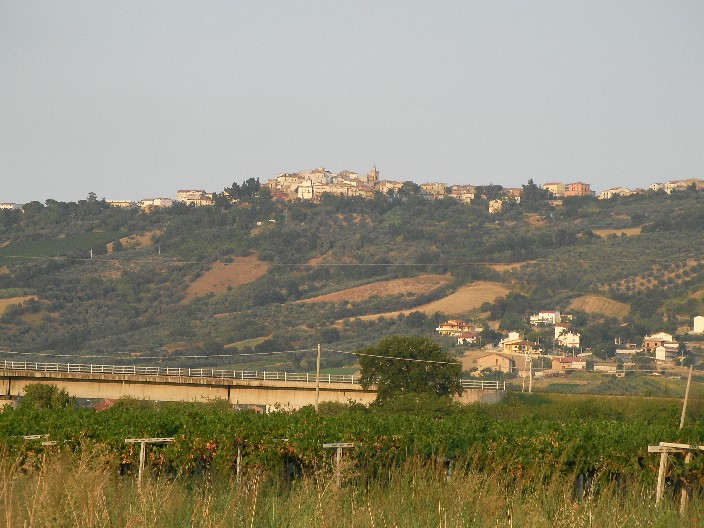
La campagna di Paglieta sul Sangro

Benché con gravissimi danni, già il 24 novembre 1943 vennero liberate le cittadine di Alfedena e Castel di Sangro, mentre sorte diversa ebbero i paesi dell'entroterra montano, evacuati dai tedeschi, depredati e sistematicamente minati e fatti saltare in aria, come Lettopalena, Gessopalena, Roccaraso; in pratica venne adottata la tattica kesselringhiana della terra bruciata per non lasciare alcun riparo agli alleati dopo aver conquistato una postazione, nessun bene di consumo per rifornimenti, e nessun civile pronto ad ospitarli in una masseria per il riparo dal freddo, o informazioni di supporto per continuare l'avanzata di liberazione.
Nuovamente all'arrivo dell'inverno a fine novembre 1943, le operazioni alleati subirono uno stallo, a causa delle precipitazioni e della neve, anche perché numerose truppe dell'VIII Armata sono richiamate da Montgomery per lo sbarco in Normandia. Dopo anche la vittoria conquistata per sfinimento nella battaglia di Ortona (21-28 dicembre 1943), il fronte del Sangro si spostò a fine maggio e inizio giugno del 1944 sull'Alto Sangro, quando i tedeschi si ritirarono spontaneamente dalla Maiella, per preparare la fortificazione in attesa della battaglia di Cassino, che segnò il definitivo sfondamento della linea Gustav.
Nel giugno 1944, con l'ultima operazione della battaglia di Orsogna (CH), il territorio della provincia di Chieti, insieme al resto d'Abruzzo, è liberato, anche se la maggior parte dei paesi è ridotta in macerie o gravemente danneggiata, la popolazione decimata e ridotta allo stremo.

### Il ruolo della Brigata Maiella
Durante le operazioni belliche alleate, la popolazione civile dimostrò la propria riconoscenza partecipando alle attività di guerriglie, di sabotaggio, di spionaggio per favorire l'avanzata alleata. Emblematico è il ruolo dei partigiani della Brigata Maiella costituitasi a Casoli (CH) dall'avvocato di Torricella Peligna Ettore Troilo, d'ispirazione antifascista, con sottoscrizione dell'atto di nascita presso il castello ducale. Il gruppo di combattimento era formato prevalentemente da volontari, alcuni intellettuali, avvocati, o ricoprenti altre cariche pubbliche, mentre altri invece di umili condizioni sociali che lottavano per difendere il territorio dalle distruzioni e dalle razzie. Il Troilo collaborò anche con Domenico Troilo di Gessopalena, e con il Ten. Maggiore inglese Lionel Wigram, in comando nella base alleata di Casoli, che fornirà le principali vettovaglie e mezzi necessari per sostenere la guerriglia contro i tedeschi
La dedizione dei volontari della Brigata, la loro conoscenza del territorio, unita al supporto militare britannico di Wigram fece sì che in breve tempo, anche se con gravi sacrifici, una parte dell'Abruzzo (l'Alto Aventino) venisse liberato in breve tempo dalla presenza nazista e, dopo la vittoria nella regione, i volontari seguirono l'esercito alleato in altre spedizioni di liberazione nelle Marche, nell'Emilia-Romagna e nel Veneto. Nel 1945 a Brisighella, liberata dai brigadisti senza altri ausili militari, si sciolse la banda abruzzese, venendo decorata poi con la Medaglia d'Oro al Valor Militare.

## Il fronte abruzzese

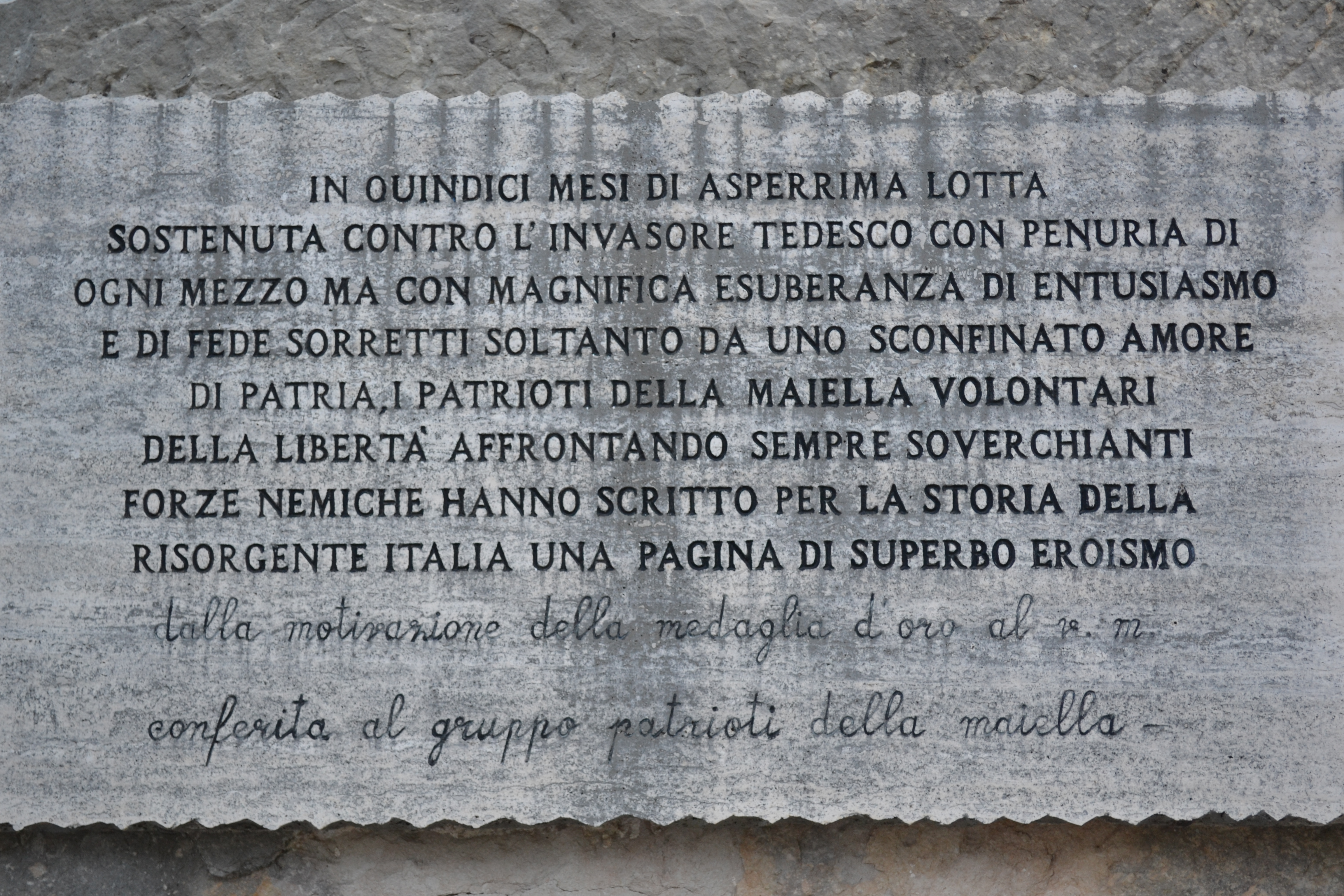
Targa commemorativa per i caduti della Brigata Maiella, presso il Sacrario di Taranta Peligna (CH)

Prima del diretto coinvolgimento della regione nella seconda guerra mondiale, dai primi anni '40 l'Abruzzo ospitò vari campi d'internamento per cittadini di nazioni ostili (Francia, Gran Bretagna, Polonia), ebrei, zingari e detenuti politici o intellettuali antifascisti. In tutto i campi erano 15, dislocati nelle 4 province scelte dal regime in luoghi specifici per le caratteristiche orografiche "difficili" del territorio, come montagne o gole.
Lungo la linea Gustav v'erano due città che ospitavano i campi, una era Lanciano (campo femminile ebraico di Villa Sorge), e l'altro a Casoli, per uomini, in Palazzo Tilli. Altre cittadine come Paglieta, Atessa, Castelfrentano, Torricella, Alfedena e Castel di Sangro avevano strutture specifiche atte ad ospitare persone con obbligo di residenza. Gli internati vivevano in condizioni dure, ma non estreme come nei casi dei campi di sterminio tedeschi, era limitata fortemente la loro libertà di movimento ed espressione, e negli anni le condizioni si inasprirono a causa dei sovraffollamenti, della scarsa igiene e delle poche risorse a disposizione. Alcuni prigionieri furono trasferiti nei lager tedeschi, altri morirono in Abruzzo, e molti prigionieri riuscirono ad evadere dopo la loro chiusura l'8 settembre.
Il Campo 78 di Fonte d'Amore a Sulmona ospitò 3 000 militari anglosassoni, provenienti soprattutto dalle operazioni belliche d'Africa, e dopo l'armistizio fuggirono per la Maiella, cercando di passare il fronte e ricongiungersi alle truppe alleate. Proprio per l'ospitalità che ricevettero dalla popolazione, impedendo così che venissero uccisi da pattuglie tedesche di guardia, negli anni a seguire della guerra, ogni 25 aprile è stata organizzata una marcia di 3 giorni chiamata "Il sentiero della libertà" che nei giorni a ridosso della liberazione dell'Italia, propone un percorso a piedi da Casoli a Sulmona, con racconti e rievocazioni storiche.

### Abruzzo I: territorio di Ortona
I comuni erano: Ortona, Villa Caldari, Villa San Leonardo, Guastameroli, Frisa, Sant'Apollinare Chietino, Poggiofiorito, Arielli, Canosa Sannita, Tollo, Crecchio, Miglianico, Orsogna, Filetto, Giuliano Teatino, Ari.

#### Abruzzo II: territorio di Casoli
Casoli (città libera nel 1943), Paglieta, Castello di Sette, Gessopalena, Torricella Peligna, Montenerodomo, Pizzoferrato, Gamberale, Quadri, Civitaluparella, Fallo, Borrello, Rosello, Roio del Sangro.

#### Abruzzo III: territorio di Lama dei Peligni
Lama dei Peligni, Taranta Peligna, Lettopalena, Palena, Colledimacine, Rocca Pia, Rivisondoli, Roccaraso, Ateleta.

## Vicende belliche a Lanciano

### La ribellione degli Eroi Ottobrini di Lanciano (5-6 ottobre 1943)
Dopo le vicende di Ortona, i tedeschi furono respinti e inseguiti dagli Alleati, benché ancora provvidi di munizioni e carri armati. Il percorso da Ortona a Lanciano fu molto tormentato per l'inverno rigido: furono rasi al suolo i paesi di Miglianico, Tollo, le maggiori frazioni di Ortona, Arielli, Canosa, Poggiofiorito, e i centri vicini Lanciano: Sant'Apollinare, Guastameroli e Frisa.
Lanciano, città più grande di Ortona, era considerata di importante valore strategico sul tutta la valle del fiume Sangro. In città la situazione economica e politica già si era fatta molto difficile dall'estate del '43, con la notizie della deposizione e dell'arresto di Mussolini, traslato a Campo Imperatore. Il 22 agosto degli aerei alleati gettarono sulla città una pioggia di volantini dove si invitava la popolazione a ricacciare i tedeschi Il 13-14 settembre i tedeschi arrivarono a Lanciano, stabilendosi nel quartier generale di Villa Paolucci e a Castelfrentano presso Villa Lanza, sul Colle della Vittoria; già prima dell'azione dei "martiri ottobrini" del 5-6 ottobre, nel mese di settembre si era costituito un gruppo partigiano di resistenza, comandato da Carlo Shoneim e altri 16 elementi, di cui Trentino La Barba, mentre sempre nello stesso anno esisteva un gruppo di resistenza a carattere però prettamente politico, comandato dall'avvocato e poeta Federico Mola, che intendeva rovesciare il governo fascista della città. Altri gruppi, come quello dei sabotatori del Di Ienno, erano semplicemente animati da spirito patriottico, ma senza adeguata preparazione.

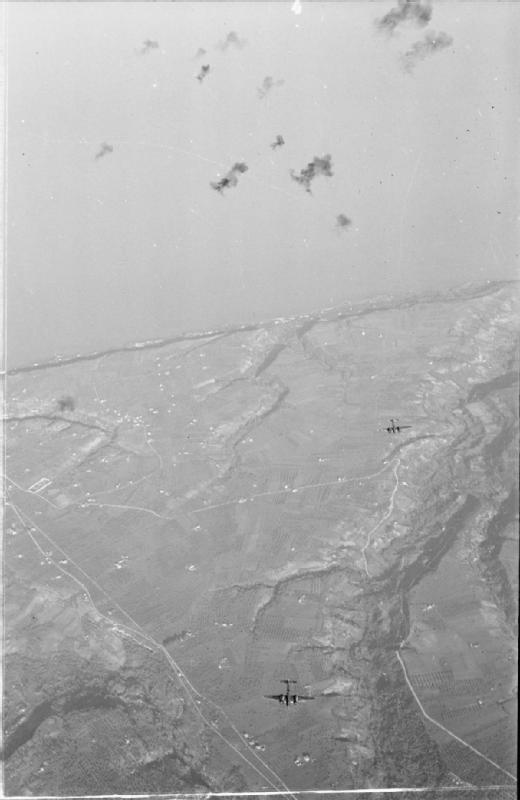
La Royal Air Force sorvola Lanciano e la piana del Sangro

### Il sacrificio di partigiani di Trentino La Barba
Nei momenti in cui Kesselring ordinava la costruzione della linea Gustav, la presenza tedesca a Lanciano iniziò a farsi sempre più pressante, con la requisizione di viveri e vettovaglie, addirittura di 10 000 litri d'olio da trasportare a Villa Paolucci. Tutti questi atti di intimidazione delle squadre tedesche contro la popolazione, comportò la nascita di un gruppo di giovani d'ideali liberali, che il 2 ottobre penetrarono nella caserma militare presso la chiesa di Santa Chiara, requisendo delle armi di nascosto. Il 4 giunse a Lanciano la notizie della presa alleata di Termoli, i tedeschi s'innervosirono ancora di più, mettendosi a requisire altri viveri, suscitando l'ira del generale italiano Genesio Mercadante, che li apostrofò come ladri, rischiando l'arresto Si scongiurò per questo anche una possibile guerriglia urbana, anche perché la cittadinanza venne minacciata di venire ridotta in macerie dalla Panzer-Division dei paracadutisti, acquartierata a Piazzano d'Atessa.
Nel frattempo i giovani d'ispirazione patriottica nascosero le armi requisite in una grotta di Pozzo Bagnaro, nei pressi del Ponte romano di Diocleziano; il 5 ottobre iniziò la guerriglia urbana dei giovani, risalendo da Porta San Biagio, incendiando delle camionette tedesche, dirigendosi presso il rione Borgo. Tuttavia nel disordine in via dei Bastioni, i tedeschi giunti immediatamente con rinforzi da Villa Paolucci, catturarono Trentino La Barba e Antonio Memmo, che riuscì in seguito a fuggire. La Barba fu condotto nel quartier generale, interrogato e torturato, con l'abbrustolimento degli occhi, e condotto all'inizio del viale Cappuccini, fucilato e impiccato al primo albero.
Il 6 ottobre il resto della brigata partigiana lancianese occupò i punti strategici della città, le Torri Montanare, Porta Santa Chiara con la caserma militare, il torrione aragonese. Nello scontro immediato coi tedeschi, avvertiti da una spia fascista, presso Porta Santa Chiara, perirono Trentino La Barba, Remo Falcone, Nicolino Trozzi presso via Marconi, Achille Cuonzo, Adamo Giangiulio e Giuseppe Marsilio.
In seguito alla loro morte, lo scontro col resto della brigata si spostò per le vie del centro storico, tra Corso Roma, via del Commercio (oggi via Fenaroli) e il quartiere della Fiera. Questo episodio segnò l'inizio della partecipazione attiva di tutta la cittadinanza alla Resistenza, motivo per il quale Lanciano è stata insignita della medaglia d'oro al valore militare dal presidente Einaudi nel 1952, è quindi tra le città decorate al valor militare per la guerra di liberazione. Negli anni '70 è stato realizzato un monumento commemorativo presso il Piazzale VI Ottobre all'inizio di via Ferro di Cavallo, a ricordo dei martiri, mentre nel 2016 veniva realizzata una statua, posta in Largo dell'Appello, ritraente Trentino La Barba mentre guarda verso la Maiella.

### Lanciano: dalla rappresaglia tedesca

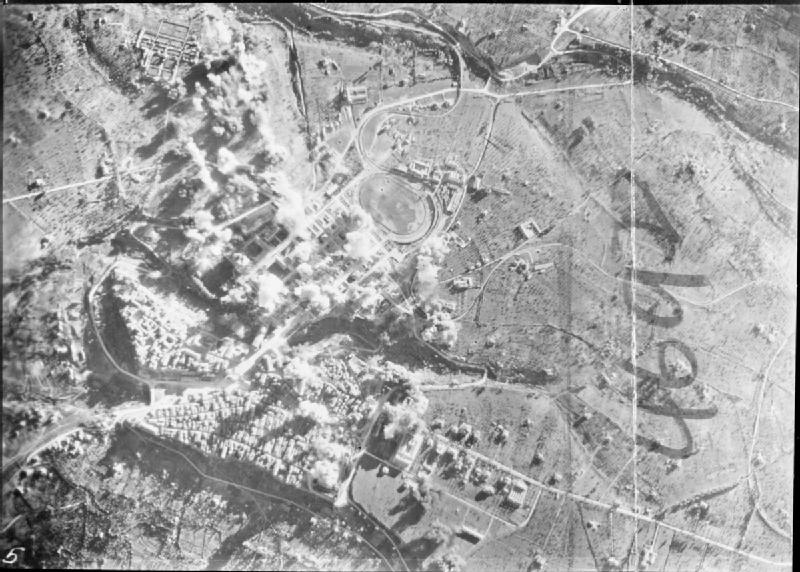
Bombardamento alleato di Lanciano del novembre 1943

La rappresaglia tedesca, il 6 stesso, fu tremenda contro Lanciano: vennero incendiati i portici del Corso Trento e Trieste, prese a fucilate le case e le vetrine dei negozi, incendiata la Casa di Conversazione del palazzo comunale, mentre i partigiani "ottobrini" si ritiravano verso la Civitanova da Piazza Garibaldi o della Verdura; durante la ritirata Guido Rosato venne scoperto da un tedesco e fucilato per rappresaglia davanti alla chiesa di Sant'Agostino, mentre era appostato dietro la chiesa della Candelora I morti civili che non parteciparono alla guerriglia furono 12, mentre i caduti tedeschi 47. Il 7 ottobre il vescovo Monsignor Tesauri organizzò un'ambasciata presso Villa Lanza a Castelfrentano per chiedere ai tedeschi di non compiere ulteriori rappresaglie, ma il capitano Foltsche accusò il podestà Antonio Di Ienno di essere stato l'organizzatore della rivolta, ma alla fine si riuscì a trovare l'accordo.

### Bombardamento alleato di Lanciano del 28 ottobre
Dopo il seppellimento delle salme l'8 ottobre, i tedeschi non badarono per il momento alla vendetta su Lanciano, per concentrarsi a fortificare la "Winter Line" lungo i centri di Fossacesia Marina, Pianibbie-Altino, schierando la 65ª Divisione di fanteria comandata dal generale von Ziehlbergh, comprendente il 145º e il 146º Reggimento Granatieri, e il 165° Regg. d'Artiglieria. L'area di Lanciano era difesa dal 145° Regg. del Colonnello Kroekel con comando operativo a Treglio. Per mettere in piano la tattica della terra bruciata kesselringhiana, i tedeschi distrussero la ferrovia Sangritana, i ponti, le strade, mentre cominciava anche il rastrellamento degli uomini abili per l'opera di fortificazione della linea. Il podestà Di Ienno a Lanciano riuscì a ridurre il rastrellamento da 600 a 60 unità, commutando il lavoro degli altri graziati a mansioni di servizio meno gravose. Tutti i ponti sul Sangro, da Fossacesia a Lanciano e Casoli, vennero fatti saltare in aria il 24 ottobre.
Il 28 ottobre, dopo i bombardamenti dei due giorni precedenti, giunse l'ordine tedesco di sgombero civile della città per le operazioni belliche, ma essendo la popolazione relativamente numerosa, circa 30 000 persone, l'ordine ricevette la risposta negativa del podestà, andando a chiedere udienza dal prefetto di Chieti, trattando col Colonnello Kroekel. La soluzione fu consegnare a ciascun cittadino uno speciale lasciapassare, a partire dal 3 novembre, sotto la minaccia di immediata fucilazione come nemico spia per chi non l'avesse esibito ai posti di blocco.
In seguito all'entrata alleata a Vasto, i bombardamenti aerei americani iniziarono a comparire anche a Lanciano, con il danneggiamento il 4 novembre del Calzificio Torrieri presso la villa comunale, mettendo a dura prova i nervi del podestà Di Ienno, che temeva un nuovo ordine tedesco di sgombero civile. In un nuovo colloquio col prefetto di Chieti, Di Ienno assicurò ogni cura e premura per la popolazione, soprattutto per i vecchi e i bambini, e in caso estremo di evacuazione, pretese che in città rimanessero soltanto 7 000 persone, ossia le parti della società più vulnerabili necessitanti di cure. Queste persone nei giorni seguenti, vista la "bolla d'aria" entro cui si trovava Chieti dichiarata città aperta, verranno trasferite nell'ospedale teatino.
Profittando del mancato controllo tedesco sulla strada tra San Vito e Ortona, il podestà iniziò pian piano a far sfollare altri civili, mentre l'8 novembre, come prevedeva, venne affisso un nuovo manifesto che intimava un nuovo massiccio sfollamento civile; anche se Di Ienno comunicò alla prefettura di Chieti che erano sfollate dalla città 22 000 persone, quando in realtà solo 5 000 avevano lasciato la città

### Altri bombardamenti alleati di Lanciano
Intanto i territori di Paglieta e Montecalvo dall'altra parte del Sangro venivano occupati da Montgomery il 17 novembre; il 22 fu gettata una testa di ponte dalla divisione neozelandese dell'VIII Armata, sotto il territorio di Atessa, presso Piazzano-Saletti, nonostante vi fosse la piena del Sangro. Altri ponte all'altezza delle campagne di Paglieta e Piane d'Archi vennero realizzate tra il 23 e il 26 novembre, e il 28 il tempo fu abbastanza buono per scavalcare il fiume verso contrada Sant'Onofrio e Fossacesia.
Nel frattempo Lanciano subì il primo vero bombardamento aereo il 20 novembre, mentre la gente si riparava nei sotterranei, e sotto i locali della Cattedrale. Il 22 novembre un secondo bombardamento colpì il rione Lanciano Vecchio, danneggiando la chiesa di San Giovanni, il 23 al terzo bombardamento, i tedeschi intimarono lo sgombero degli ultimi residenti di Lanciano per poter minare la città dalle fondamenta, ma il podestà Di Ienno riuscì a ritardare lo sfollamento di 6 giorni, mentre le mine di distruzione venivano accumulate nel campo sportivo. I bombardamenti alleati continuarono il 24, il 25 e il 26, facendo interrompere l'afflusso di energia elettrica, mentre venivano danneggiati gravemente l'ospedale civile, le carceri e l'attigua chiesa di Santa Giovina. I feriti vennero trasportati a Palazzo De Giorgio.

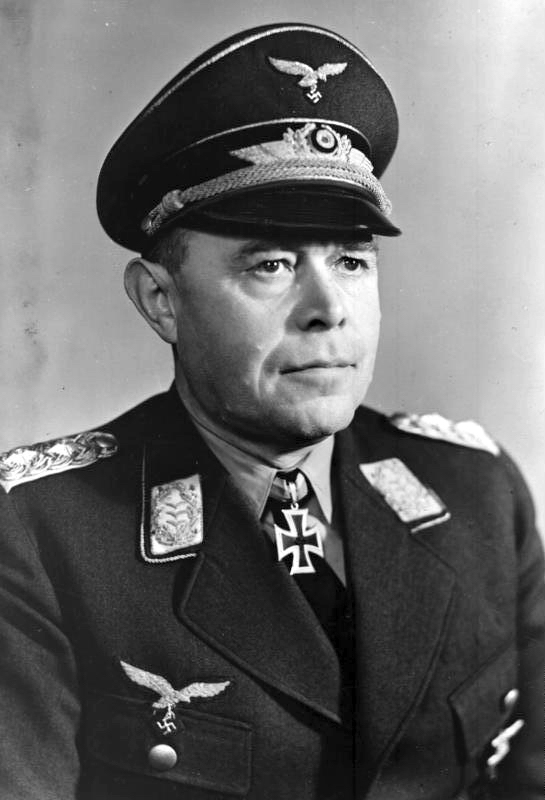
Albert Kesselring

Il 27 novembre, con la visita di Kesselring alla Winter Line, ci fu un nuovo bombardamento alleato lungo la riva del Sangro. I mezzi di trasporto dell'VIII Armata erano giunti nelle campagne lancianesi, e presidiavano gli accessi principali alla città, il XIII Corpo d'Armata con la 2ª Divisione neozelandese e l'8° Indiana Sick, che puntavano verso Castelfrentano, mentre la 78ª Divisione inglese e l'8° Indiana Gurkha puntata verso il mare, passando per Mozzagrogna e Santa Maria Imbaro A Mozzagrogna ci furono combattimento corpo a corpo coi tedeschi, che il 29 novembre contrattaccarono con la XXVI Divisione Panzer, ricacciandoli, e venendo sostenuti dai 3 Battaglioni Irlandesi di riserva. All'alba del giorno successivo, i due piccoli paesi posti a metà tra Lanciano e Fossacesia, lungo la strada Nazionale, vennero abbandonati per l'intervento massiccio degli aerei alleati. Vennero organizzate due divisioni per raggiungere Lanciano, una passò per Rocca San Giovanni, conquistata il 1 dicembre senza combattimenti, l'altra si recò a Fossacesia.

### Avanzata neozelandese verso Lanciano
I Neozelandesi avevano passato il Sangro da sud, ma arrivati a contrada Cotti (comune di Castelfrentano) il 28 novembre, si divisero per raggiungere Lanciano, passando da una parte per Colle Campitelli e Rizzacorno, dall'altra attraverso Sant'Onofrio-Villa Elce, raggiunsero la città frentana; il 29 novembre raggiunsero contrada Castello-Cotti di Castelfrentano, e poi Crocetta e Colle San Tommaso. L'attacco a Castelfrentano fu sferrato il 1 dicembre, con intensi bombardamenti, e il paese fu occupato il giorno seguente. Tutte le contrade circostanti: Trastulli, Paludi, San Tommaso, Moscete, vennero occupate, mentre la divisione avanzava in direzione di Orsogna e Guardiagrele, occupando, discendendo il colle, anche le contrade di Nasuti, Madonna del Carmine e Sant'Amato. Così si concluse lo sfondamento della cosiddetta Winter Line del Sangro.

### Liberazione di Lanciano dagli alleati
Precedendo i fatti della campagna del fiume Moro e della battaglia di Ortona (tra novembre e fine dicembre 1943), i tedeschi approfittarono del ritardo di Montgomery di dirigersi immediatamente a nord di Lanciano, di abbandonare la città frentana per fortificarsi in una nuova linea sul fiume Moro, tra Orsogna e Ortona. Il 30 novembre il Colonnello Kroekel abbandonò velocemente la postazione a Treglio (paese posto tra San Vito e Lanciano), dirigendosi verso Ortona da San Vito, ma l'autovettura fu intercettata da mitragliatori britannici, che uccisero il colonnello. Per via del clima di indecisione e nervosismo generale, i tedeschi non fecero in tempo a distruggere l'ultimo ponte sul Feltrino, e si concentrarono su una micro-linea di difesa sul grande fossato di Pagliaroni-Treglio-Serroni, resistendo sino al 3 dicembre, quando vennero sconfitti.

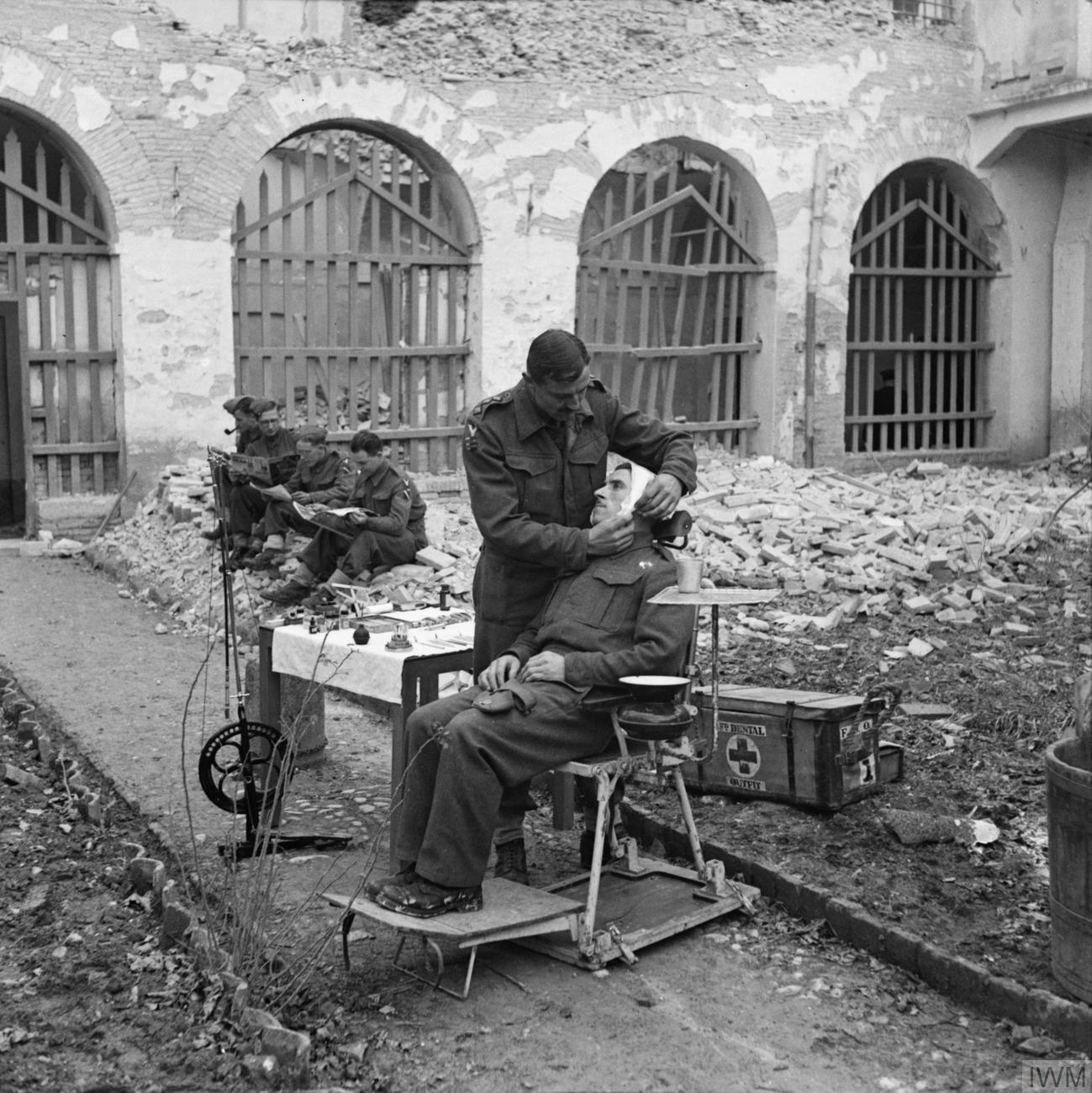
Soldati dell'VIII Arkata britannica a Lanciano, presso le rovine, 22 dicembre 1943

Lo sfollamento di Lanciano, iniziato il 1 dicembre, fu interrotto alla volta del vicino paese di Frisa alla notizia dell'abbandono dei tedeschi del quartier generale di Treglio, e così la gente tornò in città; il 3 dicembre reparti dell'8ª Divisione Indiana e della 78ª inglese giunsero presso il convento di Sant'Antonio di Padova, come testimonia lo sfollato Angelo Ciavarelli, uscito dalle grotte del Ponte di Diocleziano dove stazionava con donne e bambini. La mattina del 3 dunque la truppe indiane marciarono trionfalmente con alcune cariche politiche della città per il Corso Trento e Trieste, raggiungendo Piazza Plebiscito. Tra i lancianesi a scortarli c'era un tal Angelo Ciavarelli, poi divenuto noto nel panorama politico cittadino per gli incarichi al Comune, e per la nomina di presidente onorario della sezione ANPI di Lanciano.
Tal Ciavarelli a differenza di lancianesi che combattevano dal 1941, chi morti, chi catturati dagli inglesi o dai tedeschi, si rifugiò con donne e bambini sotto il ponte di Diocleziano, ed ebbe rapporti con il Comando Speciale installatosi al Municipio, presentandosi come uno dei liberatori della città. Con il nuovo governo ottenne promozioni, a differenza di altri concittadini che dovettero faticare per ritornare a un normale rapporto sociale, dopo il loro ritorno in patria dalla guerra.

### Lanciano durante l'occupazione alleata
Il Maggiore Patterson si installò nel palazzo municipale, a capo dell'Allied Military Government, mostrandosi in alcuni casi assai spigoloso nella gestione dell'emergenza e della cosa pubblica.
Il periodo di ripresa sociale ed economico della città dal novembre alla fine dell'anno fu lento, segnato anche da una nuova incursione tedesca, con bombardamenti della città iniziati il 22 dicembre 1943, sino al 9 gennaio 1944, quando i bombardamenti si concentrarono nelle contrade. Dato che l'ospedale civile Renzetti e quello di via del Mare erano inagibili per danneggiamenti, vennero costituiti piccoli presidi di ricovero nel liceo ginnasio, nel seminario e nell'ex Casa del Fanciullo e nel Collegio Suore del Bambin Gesù.
Il 31 dicembre 1943 il generale Bernard Montgomery, dopo aver passato il giorno precedente a un concerto speciale nel teatro Rossetti di Vasto, lasciò l'Abruzzo partendo da un aereo sul campo di Villa Romagnoli, abbandonando di fatto il comando dell'VIII Armata per interessarsi alla preparazione dello sbarco in Normandia.
Il comando passò al generale Leese, che impose il coprifuoco alla città, mentre l'attività di ricostruzione e ripresa della vita quotidiana veniva riavviata. Tuttavia i frequenti bombardamenti tedeschi misero a dura prova i nervi del Comandante Patterson, che amministrava la politica di Lanciano, il quale scongiurò un secondo possibile sfollamento coatto della popolazione. Nel marzo 1944 un nuovo reparto di paracadutisti della Divisione "Nembo", proveniente da contrada Santa Maria dei Mesi, pacificò gli animi, e dal 29 marzo iniziò lo sgombero parziale delle truppe armate nella città. Tuttavia il 20 aprile 1944 un micidiale attacco a sorpresa tedesco danneggiò il corso principale e la Piazza del Plebiscito, con gravi danni alla torre civica, alla facciata del palazzo municipale, al Palazzo del liceo classico e al teatro comunale, mietendo delle vittime: 300 militari e 45 civili.
L'attacco aereo fu solamente un atto dimostrativo e beffardo dei tedeschi, volendo celebrare il compleanno del Fǘhrer.

## Battaglia lungo il Sangro

### Da Torino di Sangro a Paglieta
Il generale britannico Bernard Law Montgomery proveniva, verso novembre 1943, dalla valle del fiume Trigno, situata nel territorio vastese, avendo liberato Vasto, Casalbordino e i paesi di Gissi, Fraine, Furci e Roccaspinalveti.

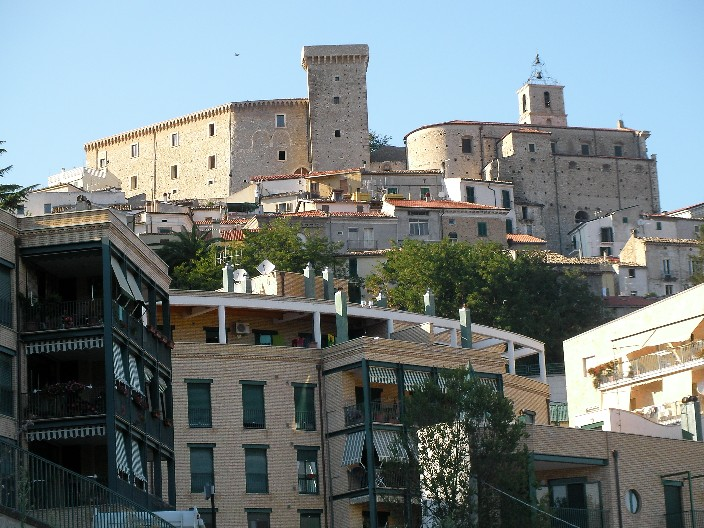
Casoli: il castello ducale, dove Ettore Troilo si riunì con i generali britannici per le prime operazioni di guerra

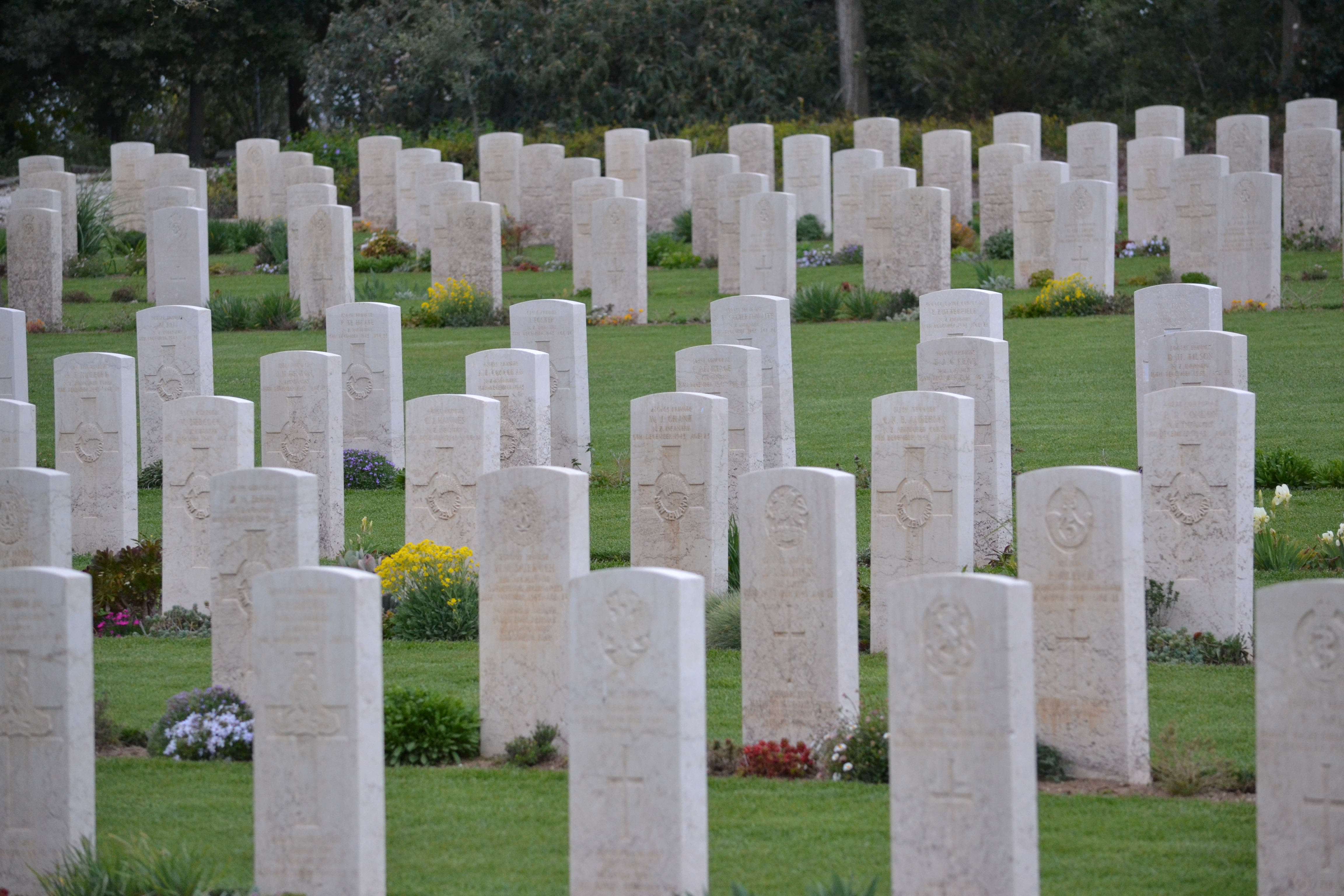
Lapidi del cimitero militare britannico a Torino di Sangro

Torino di Sangrofu il primo paese preso dall'VIII Armata nella campagna del Sangro, provenendo da Vasto e Casalbordino. Benché fatta sfollare preventivamente, la cittadina fu bombardata dagli alleati perché si credeva che vi fossero delle spie tedesche nascoste nelle case. Constatata l'assenza di tedeschi, venne mandata in avanscoperta l'8ª Divisione Indiana, acclamati dalla popolazione, mentre sulla riva del fiume venivano concentrate le truppe e i mezzi militari per gettare la testa di ponte sull'altra sponda, al fine di raggiungere Fossacesia e Mozzagrogna. Il generale Montgomery fu ospitato nel paese, pianificando l'attacco alla sponda nord del Sangro il 20 novembre, che però venne rimandato a una settimana dopo per le cattive condizioni meteorologiche. Torino di Sangro oggi viene ricordata negli eventi bellici del Sangro per la costruzione del Sangro River War Cemetery, un camposanto militare che accoglie le spoglie di 2617 caduti appartenenti all'esercito del Commonwealth; sul lato destro del cimitero si trova anche il monumento commemorativo delle Cremazioni, dei 517 caduti, uno dei tre esistenti in tutta Italia, dedicato agli ufficiali e soldati Hindu e Sikh dell'8ª Divisione. Il cimitero è stato realizzato dall'architetto Louis de Soissons, i filari delle sepolture, lapidi in marmo bianco, come un teatro, sono disposte a semicerchio sul prato verde.

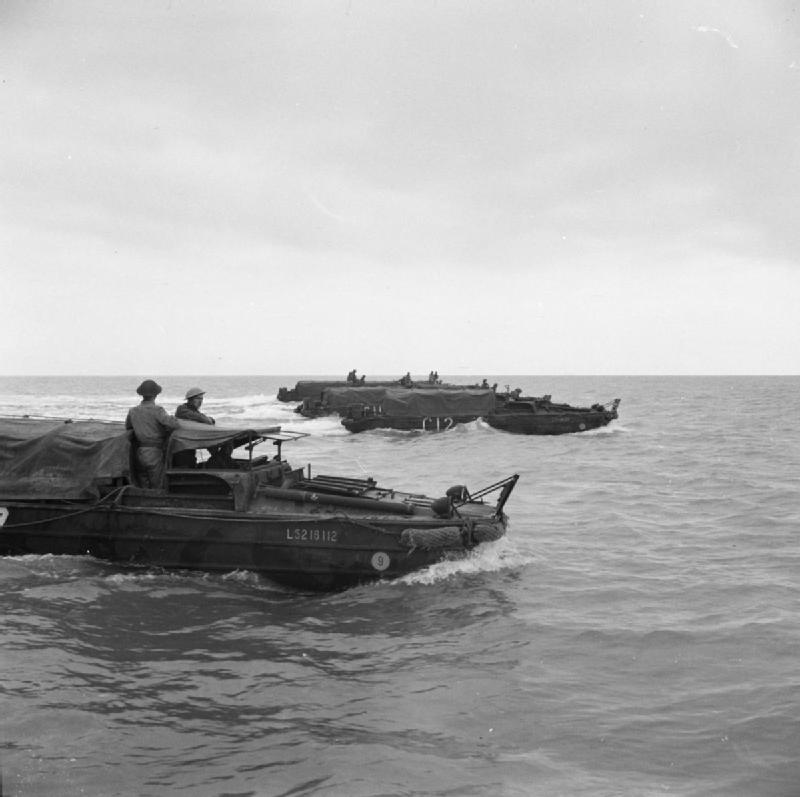
Militari inglesi sul mare di Fossacesia, 15 dicembre 1943

Fossacesiafu una delle prime località abruzzesi, a subire la forte distruzione dei bombardamenti alleati. La mattina del 12 ottobre gli alleati bombardarono il paese, causando ingenti danni, la morte di 8 civili e il ferimento di molti cittadini, mentre i tedeschi rispondevano debolmente con dei mortai. Il 14 ottobre venne emanato un ordine di sgombero e la popolazione di disperse sul territorio, oltrepassando il fiume verso Paglieta e Atessa, oppure nelle grotte di campagna. Gli abitanti di Fossacesia Marina ripararono a sud verso Torino di Sangro, mentre altri si trincerarono dentro le macchine di legno dei "trabocchi". I lavori tedeschi di fortificazione della parte a sud del fiume Sangro, interessarono notevolmente il colle di Fossacesia, specialmente sul promontorio dell'abbazia di San Giovanni in Venere, dove venne posizionata la contraerea, e proprio nel tentativo di abbattere queste postazioni, gli alleati bombardarono il colle, risparmiando però l'abbazia per ricevuto ordine di non nuocere a quel prezioso luogo storico. Le convenzioni nazionali per la salvaguardia dei siti d'importanza artistici, fecero sì che la badia di San Giovanni riportasse solo danni nel chiostro a fianco, mentre l'abitato di Fossacesia non venne risparmiato. Crollarono le antiche gallerie sotterranee che fornivano da secoli un collegamento di protezione dei monaci con l'abitato di Rocca San Giovanni, così chiamato perché era a difesa dell'abbazia. Alti bombardamenti di Fossacesia ci furono il 22 e il 30 novembre, che causarono la totale distruzione del centro; l'VIII Armata entrò in paese il 1 dicembre, catturando i tedeschi, dopo che ebbero preso Mozzagrogna e Santa Maria Imbaro.
In quel giorno i cittadini poterono tornare nel paese, ormai ridotto in macerie, erano andati distrutti il Municipio, le scuole, la chiesa di San Donato che era la parrocchia, la rete idrica ed elettrica. Nella documentazione fotografica militare, esemplare emblema della distruzione di questo paese è l'immagine del generale Montgomery fattasi scattare mentre contempla le macerie della chiesa di San Donato dal suo interno. Altre morti ci furono nei giorni successive, a causa delle mine inesplose, che venivano inavvertitamente a contatto con i civili, e progressivamente il territorio venne bonificato. Per le perdite subite, Fossacesia venne insignita della Medaglia d'Argento al Merito Civile.
Paglietai tedeschi occuparono la cittadine nell'agosto 1943, vi fu installato un distaccamento del Genio Minatori che quotidianamente si recava sul Sangro per minare e distruggere i ponti. Malgrado la presenza opprimente dei nazisti, i rapporti con la popolazione non furono segnati da malumori e rivolte, anche se man mano che si avvicinava l'armata di Montgomery, l'insofferenza cresceva sempre di più per le pressanti richieste tedesche, e per il numeroso impiego di uomini. Molti uomini si dettero alla macchia anziché lavorare, molti si rifugiarono nel mulino di Antoni Di Lallo nella valle del Sangro, che offerse riparo a 50 persone.
Il 3 settembre quando ci fu la prima offensiva aerea alleata sui cieli di Lanciano, Castel Frentano e Atessa, i bombardamenti alleati e i caccia tedeschi si affrontarono con l'abbattimento di almeno due aerei americani e di un caccia tedesco. Uno di questi aerei alleati andò a finire anche in mezzo al centro di Atessa, distruggendo una parte del campanile della chiesa di Sant'Antonio abate. La richiesta di manodopera a Paglieta aumentò vertiginosamente, per fortificare il più possibile la linea difensiva sul Sangro, ma i civili, prontamente avvisati prima dell'arrivo delle squadre, si dileguarono nei campi. Tuttavia l'operazione di minata dei ponti continuava, anche quando vennero degli aerei americani da Termoli, che mitragliarono sia tedeschi che civili intenti nell'opera. A fine ottobre il paese venne fatto sfollare, e i civili si diressero nei centri limitrofi di Villalfonsina, Torino di Sangro e Casalbordino.
I ponti vennero fatti saltare il 7 e l'8 novembre, anche se quest'ultimo giorno, per assenza di adeguate forze, la cittadina venne occupata dagli alleati. Costoro si impegnarono subito per costruire nuovi ponti, di cui si ricorda il Ponte Bailey, dove passarono i carri per raggiungere Lanciano. Tuttavia nel tempo in cui il quartier generale fu installato a Paglieta, vennero requisite le case principali, e la città fu riconsegnata all'amministrazione comunale alla fine del 1944.

### Da Mozzagrogna a Sant'Eusanio

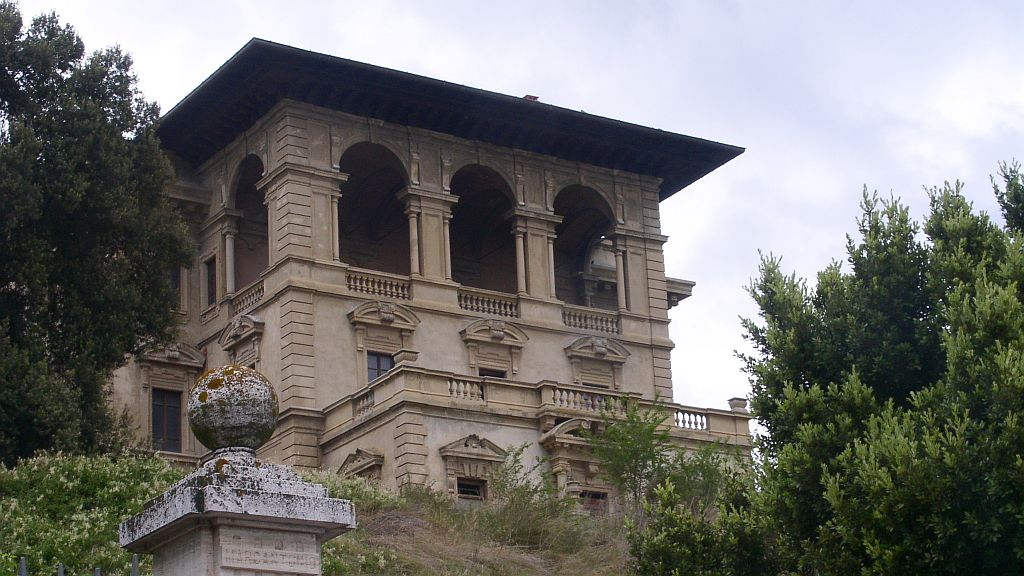
Palazzo Marcantonio a Mozzagrogna, sede del comando militare tedesco

Mozzagrognainsieme al paese vicino di Santa Maria Imbaro, fu teatro di violenti scontri tra alleati e tedeschi per raggiungere Lanciano e Fossacesia. L'attacco del 27 novembre, scavalcato il fiume Sangro dalle truppe britanniche, fu diretto proprio sul "ciglione del Sangro", come lo aveva definito Montgomery. Furono necessari 3 giorni di scontri per sconfiggere i tedeschi, dove vennero inviati i reparti dell'8° Indiana, che anche all'interno dei paesi ingaggiarono scontri corpo a corpo coi tedeschi, venendo sostenuti poi dal Reggimento Irlandesi. I tedeschi a Mozzagrogna avevano installato il presidio nel Palazzo Marcantonio, facendo sfollare la popolazione, e abbattendo 2 000 olivi e casali per avere un'ottima visuale sul colle verso il fiume.
Le divisioni indiane e britanniche attaccarono di notte a sorpresa, supportati dall'aviazione che bombardava i carri armati Panzer. La battaglia proseguì sino al 29 novembre quando Mozzagrogna e Santa Maria Imbaro furono espugnate, con grandi perdite di 1 500 soldati e 5 000 feriti. Gli abitanti ricordano la tenacia e il valore dei combattenti Indu, che si avvalevano del pugnale "kukri" per uccidere il nemico. Liberato il territorio pianeggiante di Santa Maria, Mozzagrogna e Villa Romagnoli, i militari alleati poterono traslare le loro munizioni verso Lanciano, ma durante il tragitto vennero bersagliati, il 2 dicembre, dall'aviazione tedesca. Gli indiani rimasero a lungo a presidiare Mozzagrogna, mentre il 31 a Villa Romagnoli partiva in aereo Montgomery per la Francia. Anche Mozzagrogna, per i patimenti e le distruzioni subite, fu decorata con La Medaglia d'Argento al Merito Civile.

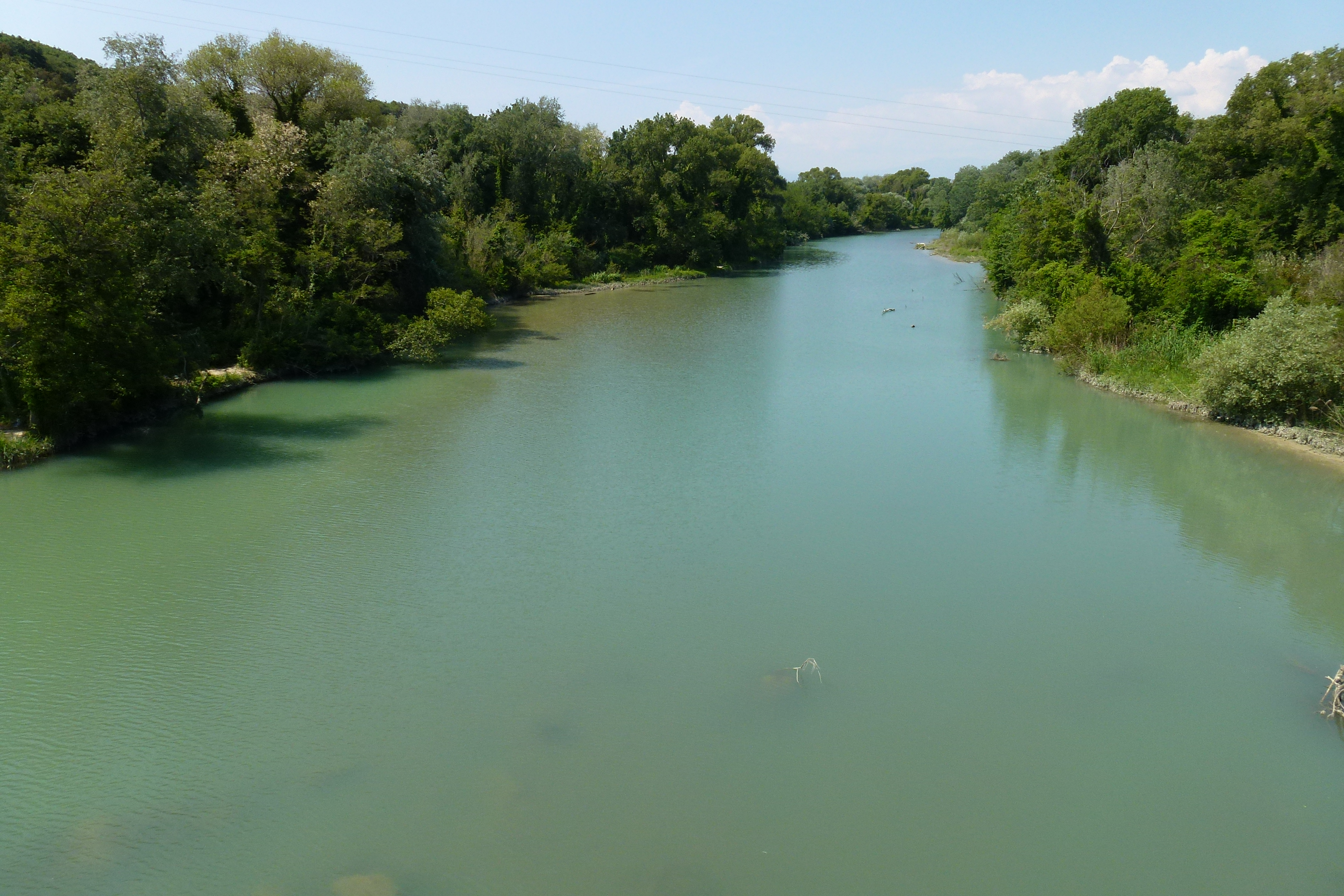
Il fiume Sangro visto dal Ponte Valigia delle Indie (Fossacesia Marina)

Sant'Eusanio del Sangroil piccolo paese posto tra Casoli e Castel Frentano, fu interessato da frequenti scontri tra i due schieramenti, poiché posto a guardia di una vastissima piana di campagne e contrade, sino alla riva del fiume Sangro in località Brecciaio. I tedeschi occuparono il paese, iniziando l'opera di rastrellamento e sfollamento; a metà novembre 1943 gli alleati avevano costruito le teste di ponte sulla sponda nord del fiume proprio al Brecciaio, e proprio grazie alla collaborazione con gli sfollati, nella speranza di poter rientrare nelle loro masserie, gli alleati ebbero un gran vantaggio nella conquista del centro. Il 20 novembre si ebbe uno scontro aereo sopra il paese, e cadde un caccia tedesco nelle campagne circostanti. La battaglia vera e propria si ebbe alcuni giorni dopo tra il 29 e il 20 dicembre, quando la divisione neozelandese conquistò le colline a nord del Sangro: Cotti, Castello, Trastulli. L'avanzata in salita di contrada Castello fu difficoltosa per i carri alleati, bersagliati dalle mitragliatrici tedesche; si pensò di risolvere la cosa con un massiccio bombardamento dei casali, con perdite anche di civili, ma i carri trovarono un'ulteriore resistenza alla stazione di Sant'Eusanio, con nuovi scontri e perdite di 30 militari.
Il 30 novembre Sant'Eusanio fu liberata dai neozelandesi, mentre i tedeschi si ritiravano a Castel Frentano, che verrà liberata due giorni appresso. Incalzati dalle truppe alleate lungo il crinale collinare di Moscete-Nasuti-Sant'Amato, i tedeschi ripiegarono verso Orsogna e Guardiagrele, continuando a cannoneggiare con i mortali le campagne frentane, per disturbare le operazioni di avanzamento alleato.

## Ritirata tedesca tra Ortona e Orsogna

### L'errore della "Faina", da Ortona a Orsogna
Un fronte a parte della battaglia del Sangro, riguardò il Moro, tra i centri di Ortona e Orsogna, insieme ai piccoli paesi che si trovano nelle vicinanze, irrimediabilmente segnati dalla guerra, come Arielli, Tollo, Miglianico, Canosa Sannita, Francavilla al Mare.

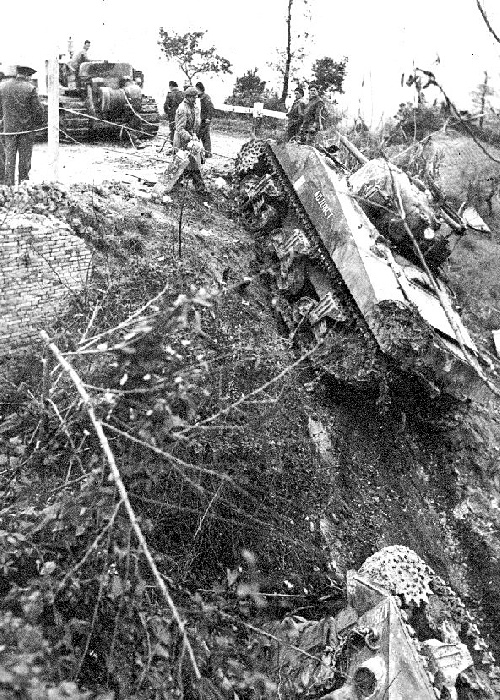
Un carro armato canadese precipitato nel fosso di Casa Berardi

Il piano di Montgomery di raggiungere Pescara per arrivare a Roma non tenne conto delle cattive condizioni meteo che intralciarono per almeno una settimana le operazioni sul Sangro, e soprattutto non si curò di occupare immediatamente Ortona dopo la presa di Lanciano, ancora non fortificata dai tedeschi. La cittadina adriatica avrebbe potuto essere aggirata, se non fosse stato per la campagna mediatico di propaganda della stampa alleata, come sostiene lo storico abruzzese Marco Patricelli, riguardo a Ortona, poiché Stalin dopo la vittoria ottenuta a Stalingrado, si lamentava dell'immobilismo degli alleati in Italia. In seguito alla campagna mediatica, per Hitler divenne un chiodo fisso organizzare un'agguerritissima resistenza ad Ortona, comandando: "Die Festung Ortona ist bis zum letzten Mann zu halten!" (La fortezza di Ortona deve essere difesa sino all'ultimo uomo!)
In città dunque fu fatta confluire la 1ª Divisione Fallschirmjäger (i paracadutisti), che fino ad allora avevano ceduto terreno in Italia meridionale seguendo la strategia di Kesselring. Ben equipaggiati i soldati della Divisione tedesca, i problemi per la divisione canadese comandata dal generale Chris Vokes per la presa di Ortona iniziarono subito. Benché equipaggiati molto più dei tedeschi, essendo tre volte più numerosi di truppe, disponendo di una logistica più avanzata, la loro inesperienza nell'attraversamento del territorio divenne per i canadesi fatale. L'operazione iniziò nei pressi di Villa Caldari, tra Orsogna e Ortona, per la presa del Casale Berardi in contrada Alboreto, posto su una ripida gola da cui si poteva avere un controllo strategico sulla città di Ortona.
Nella casa erano asserragliati 5 soldati tedeschi con i familiari ostaggi, mentre i carri canadesi Sherman attaccavano frontalmente, attraversando maldestramente il fossato, tanto che alcuni caddero di sotto, divenendo inservibili. La difficoltosa battaglia fu vinta dal capitano canadese Paul Triquet, che verrà decorato con la Victoria Cross, il quale passò da destra la Casa Berardi, sorprendendo l'unico panzer tedesco, mettendolo fuori combattimento.

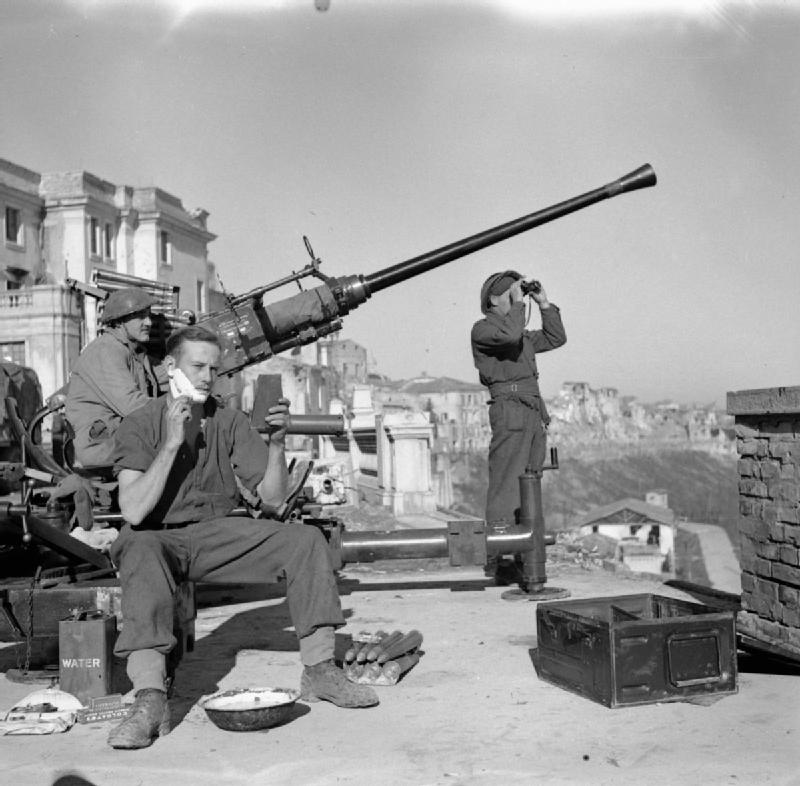
Cannone canadese Bofors da a guardia del belvedere, presso il teatro comunale

### Guerra di Ortona tra nazisti e canadesi
Nel frattempo Ortona, occupata dai tedeschi formalmente già dall'ottobre del 1943, nel novembre venne fatta sfollare, insieme ai piccoli villaggi circostanti di Villa Grande, Villa San Leonardo, Villa Torre, Caldari, Selciaroli, Iubatti; la tattica kesselringhiana della terra bruciata riguardava anche il centro della città, onde impedire e arrestare l'avanzata alleata nel centro della città. Mentre i canadesi alle soglie del 21 dicembre erano occupate nel territorio di Caldari e di San Vito-Villa San Donato e a San Leonardo, la città di Ortona veniva minata casa per casa. Proprio in vista del Natale, la torre dell'orologio della Cattedrale di San Tommaso Apostolo, detta "il faro" perché serviva per l'attracco dei mercantili al porto di Ortona, già distrutto appositamente dai tedeschi nel novembre, venne fatta saltare in aria. La distruzione fu così micidiale che la facciata della chiesa venne distrutta, insieme a metà della cupola, sopra cui crollò la torre, sventrando di fatto la basilica ortonese.
Il 21 i carri militari canadesi penetrarono a Ortona attraverso il piazzale di Porta Caldari, immettendosi nel Corso Vittorio Emanuele, ignari che alcuni edifici erano stati minati, e che vennero fatti prontamente saltare in aria per mettere fuori combattimenti i carri, e costringere le truppe a ripiegare nei vicoli, dove li aspettavano i tedeschi per un sanguinoso combattimento all'arma bianca, tanto che Ortona venne definitiva, per le tecniche di corpo a corpo, la "piccola Stalingrado d'Italia" dal primo ministro britannico Winston Churchill. I canadesi impiegarono di fatto una settimana, sino al 28 dicembre, a conquistare soltanto 500 metri di terreno, poiché tutto il centro storico di Ortona era stato trasformato dai Fallschhirmjager in una trappola mortale, e per arrivare a conquistare l'altro capo della città, presso il castello aragonese, i soldati impiegarono una tattica speciale, scavando buchi sui muri dei palazzi per poter attraversare un edificio dopo l'altro, senza essere scoperti.
Perfino il Natale fu trascorso in furiosi combattimenti, dopo che il pranzo celebrativo dei tedeschi nel refettorio del convento di Santa Maria di Costantinopoli fu interrotto da una granata incendiaria alleata. Il crollo nervoso di ambedue le parti in guerra fu tale che si ricorda l'esempio del sottotenente tedesco Ewald Pick, il quale avendo ricevuto via radio l'ennesimo ordine di resistere a ogni costo, si alzò per fumare una sigaretta, si consegnò, in Piazza San Tommaso, al fuoco di mitraglia dei canadesi. Dopo la distruzione del castello aragonese, esploso perché adibito a polveriera, le due forze erano talmente fiaccate, che il 28 i tedeschi si ritirarono. Ortona veniva così occupata dai canadesi, ma era ormai una città irriconoscibile, persi gli abitanti, sfollati nelle campagne, e senza più una casa.

### I paesi del circondario ortonese, distrutti dai nazisti
Come Ortona, anche i centri limitrofi furono gravemente coinvolti nelle vicende belliche, in particolare Tollo e Orsogna. Il primo paese venne immediatamente occupato dai tedeschi nell'ottobre 1943, e fatto sfollare, mentre gli uomini validi avrebbero dovuto collaborare per innalzare le barricate e le fortificazioni. Per la sua posizione strategica tra Ortona e Francavilla, Tollo venne bombardata via aerea dagli alleati la notte del 5 dicembre, e altri bombardamenti del 14-15 dicembre, fecero completamente spopolare il paese. I tedeschi tuttavia, come nella vicina Orsogna, erano irriducibili per impedire l'avanzata verso Chieti e Francavilla, sicché il 4 marzo 1944 un reggimento corazzato condusse un bombardamento di precisione con 48 carri armati alleati che centrarono un quadrilatero di circa 200 metri per 100, praticamente annientando l'intero paese. Alla fine Tollo venne abbandonata e occupata, gli abitanti poterono ritornare, trovando però soltanto macerie, tanto che Tollo venne soprannominata la "piccola Cassino d'Abruzzo".
Per la ricostruzione si procedette celermente, come a Ortona, e già nel 1946 l'Onorevole Enrico De Nicola consegnò le chiavi a ciascun cittadino per rientrare in un degno alloggiamento. Purtroppo però il centro storico risultò gravemente compromesso: ciò che restava del castello nella parte alta andò distrutto, la chiesa madre dell'Assunta venne ricostruita abbastanza fedelmente nello stile neoclassico, l'abitato che si snodava lungo il Corso A. Nolli venne rifatto daccapo, così come la chiesa cimiteriale di Santa Marina, risalente all'epoca romanica.

### Le quattro battaglie di Orsogna

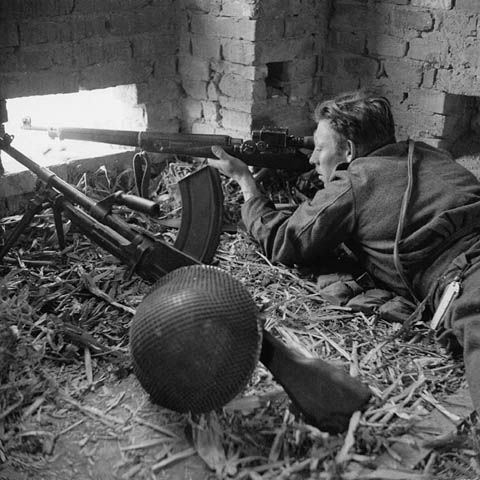
Cecchino canadese a Orsogna, nel gennaio 1944

Stessa sorte, se non peggiore, la ebbe Orsogna, che era posta in crocevia sulla strategica strada statale Marrucina, a raccordo tra mare e montagna (Ortona e Guardiagrele-Chieti). Il generale Montgomery a fine novembre, lanciò l'VIII Armata all'attacco sul Sangro, una svolta guadato a fine novembre, le truppe trovarono una resistenza spietata nel territorio orsognese, a differenza dei paesi lungo il fiume nella Valle Frentana. Orsogna, come Ortona, era difesa dalla divisione dei Paracadutisti "Fallschirmjager", che tennero bloccate per un mese le truppe britanniche, specialmente quelle neozelandesi. Come la battaglia di Cassino, quella di Orsogna dovette comportare 4 attacchi: la prima fase del 2-3 dicembre, la seconda il 7 dicembre, la terza il 15-17 dicembre e la quarta il 24, quando la stanchezza e il terreno impraticabile per via delle piogge, sia per la fanteria che per i carri armati, costrinsero Montgomery a interrompere l'operazione di conquista. Il fronte entrò in una fase di stallo, riprendendo soltanto nel giugno 1944, con la definitiva conquista di Orsogna.
Ma a quale prezzo: fotografie e documenti visivi ripresi dagli inglesi, come un filmato ripreso dal colle di Castelfrentano, dimostrano chiaramente come la cittadina fu messa e ferro e fuoco sia dai nazisti, che sparavano cannonate verso Castelfrentano dai mortali, che dagli alleati, che per facilitare le operazioni di fanteria, con gli aerei bersagliavano continuamente il paese, bombardando senza distinzione case, chiese, palazzi e campagne. La gente sfollata si rifugiò presso i grandi archi dei bastioni-antiaereo sotto il colle del paese, mentre il paese veniva letteralmente cancellato dalla storia: risultarono distrutti i quartieri del Piano Castello, del Borgo Romano e di San Giovanni, con perdita della chiesa omonima. La chiesa di San Rocco venne sfondata, insieme ai portici, Largo Mercato (oggi Piazza Mazzini) venne minato, il castello ducale venne gravemente danneggiato e rimase in piedi la torre maestra, la chiesa di San Nicola, la parrocchia, ebbe il tetto sfondato, la chiesa attigua della Madonna del Rifugio era solo un ammasso di rovine. La ricostruzione successiva post-bellica non terrà conto del valore storico dei monumenti del paese, cambiando per sempre il volto della cittadina.

## Casoli e la formazione della Brigata Maiella

### Dal Sangro al medio Aventino

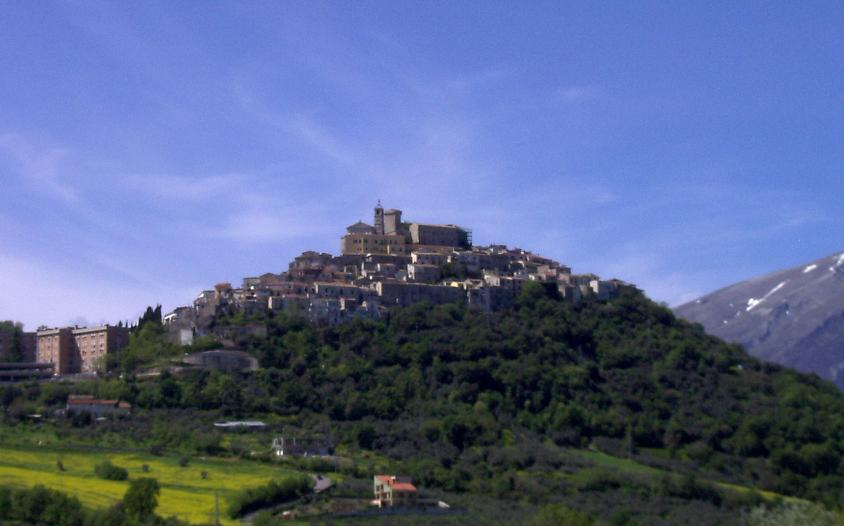
Panoramica di Casoli dal ponte sull'Aventino

Mentre le operazioni militari alleate iniziavano la campagna di conquista, risalendo il Sangro, dividendosi da una parte verso il Sangro, dall'altra verso l'Aventino, in questo contesto si inserì l'azione della Banda Patrioti della Maiella, costituitasi a Casoli (CH), poco distante da Castel Frentano, per volere dell'avvocato Ettore Troilo di Torricella, sostenuto presso il comandante britannico maggiore Lionel Wigram, che credette nell'azione liberatrice chiara del gruppo casolano. Vi confluirono uomini provenienti da altre località dei dintorni: da Palombaro, da Civitella Messer Raimondo, da Gessopalena, Lama dei Peligni e Montenerodomo.
Il trait d'union tra le valli dell'Aventino e del Medio Sangro era costituito da due strade: Palena-Montenerodomo-Civitaluparella e più a monte dal valido della Forchetta-Pizzoferrato, La conquista di quel territorio era tatticamente importante per chiudere i tedeschi tra due fuochi, obiettivo mancato dal tragico esito di Pizzoferrato. La formazione rimase a presidio della zona del medio Aventino, impegnando i tedeschi in pattugliamenti e scontri che si acuirono alla fine del maggio 1944, con l'inizio della ritirata. Ettore Troilo li inseguì al Guado di Coccia di Campo di Giove (AQ) liberando prima Sulmona e poi L'Aquila, fino a raggiungere le Marche, dove il gruppo assunse la forza e le qualità di un Gruppo di combattimento aggregato al 2º Corpo Polacco del Generale Anders.
Inquadrato regolarmente nell'VIII Armata e raggiunto l'organismo di 1 326 unità, la Brigata Maiella combatté sulla linea Gotica, entrando tra le prime truppe a Bologna, inseguendo i tedeschi sino alla conclusione della campagna d'Italia.
La Brigata Maiella si sciolse il 15 luglio 1945, a Torricella Peligna, patria di Ettore Troilo, fu istituito un ufficio studi, connesso al Ministero della Post Bellica, diretto dall'aiutante maggiore Vittorio Travaglini, che dette aiuto alle popolazioni sfollate, collocando molti ragazzi indigenti presso famiglie marchigiane offertesi in segno di riconoscenza per gli eroici combattenti dell'Abruzzo. L'avvocato Troilo dovette "combattere" sino all'11 febbraio 1964 per ottenere la Medaglia d'Oro al Valor Militare alla bandiera della Brigata Maiella, mentre presso la strada che costeggia la Maiella orientale, da Lama a Palena, è veniva realizzato il Sacrario militare dei caduti della Brigata, nel territorio comunale di Taranta.

### Da Altino a Roccascalegna
Altinoposto tra Sant'Eusanio e Casoli, nel paese si svolse una cruenta battaglia per la conquista, dato che il comune è posto nella barriera di divisione del Sangro con l'Aventino. Mentre alcune teste di ponte erano state già realizzate nei pressi di contrada Piane d'Archi-Selva, il 22 e il 23 novembre 1943 le truppe dell'8ª Divisione Indiana, appoggiata da alcuni reparti campali e del genio neozelandese, provarono a creare un'ulteriore forzatura nella rete difensiva tedesca, attaccando le colline attorno ad Altino, su Monte Calvario e in contrada Sant'Angelo. Nel vicino paese di Archi, prima che venisse preso dagli alleati, il quartier generale tedesco era stato stanziato presso il castello baronale Lannutti, che al momento dello sfondamento della linea, venne fatto saltare preventivamente in aria. Il 21 novembre l'operazione alleata fu preceduta da un intenso fuoco da entrambi i fronti: l'artiglieria indiano-inglese si abbatté su Sant'Angelo, mentre i tedeschi bombardarono le truppe che si muovevano sulla valle di Selva; i tedeschi non si fecero prendere dalla sprovvista dall'attacco a sorpresa della notte, e dopo aver guadato il Sangro, gli alleati iniziarono la scalata di Monte Calvario, venendo però bloccati dalle violente raffiche di mitraglia provenienti da Altino. L'arrivo di mezzi corazzati, permise agli alleati di superare il fuoco nemico, e di dirigersi in contrada Sant'Angelo, nonostante il contrattacco tedesco, che però arretrava passo dopo passo.
Le piogge del 25 e 26 novembre causarono una piena del Sangro, che distrusse le teste di ponte, travolgendo i mezzi che lo stavano attraversando, e impedendo di fatto l'arrivo di altri soccorsi per i feriti di Altino; ciò avvantaggiò i tedeschi, che riorganizzarono all'istante per ricacciare il nemico verso il fiume. Lo scontro però non durò a lungo, poiché la posizione non proprio strategica di Altino li indusse a spostarsi verso Gessopalena. La ritirata dei tedeschi avvenne non però senza i soliti soprusi e la tattica della terra bruciata, quando venne fatto saltare per aria una porzione del Palazzo Sirolli, in cima l borgo, presso le mura del vecchio castello, insieme ad altre case popolari a ridosso del borgo medievale. Il 24 novembre gli indiani tornarono sulla linea di Sant'Angelo insieme agli inglesi, e il 25 entrarono ad Altino.
Roccascalegnail paese, situato tra Altino e Gessopalena, entrò nelle vicende belliche il 2 ottobre 1943, quando all'improvviso un mitragliamento aereo, forse alleato, si abbatté sul centro, causando morti e feriti. Nei primi giorni di Novembre le truppe tedesche salirono sul castello medievale, occupandolo, usandolo come posizione strategica per sorvegliare la valle, ma alla fine del mese lo abbandonarono per ritirarsi a Torricella. Si trattò di un allontanamento volontario, senza scontri per fortificare sempre di più i centri dell'alta valle dell'Aventino, alla notizie della guadata del Sangro. Il 3 dicembre Roccascalegna non era stata ancora occupata dagli alleati, come gli altri paesi, e alla vista della distruzione di Gessopalena sotto i loro occhi, da parte dei tedeschi, indusse i paesani a recarsi a Piane d'Archi, dal comando inglese, chiedendo l'occupazione, che avvenne il 6 dicembre per mano degli scozzesi. I tedeschi tornarono a farsi vedere nelle campagne sottostanti, posizionando delle mitragliatrici sulla strada che conduceva da Altino, temendo attacchi nemici, dato che il paese era stato conquistato, nel frattempo il paese di Roccascalegna veniva dato alle fiamme dai nazisti, mentre i paesani si disperdevano nella campagna. Nella notte tra il 7 e l'8 dicembre giunse una pattuglia inglese, e dopo uno scontro a fuoco, finalmente gli alleati ebbero la meglio, prendendo Roccascalegna.

### Casoli "terra di nessuno"

Bandiera della Brigata Maiella

Le prime presenze di militari a Casoli, comune posto in posizione dominante, dopo Altino, sul fiume Aventino, e porta di accesso alla fascia orientale della Maiella, si ebbero alla metà di settembre del 1943, e successivamente le truppe tedesche, sempre più consistenti, occuparono tutto il centro, acquartierandosi in specifiche case requisite. Il 27 ottobre ci fu il rastrellamento di uomini validi ad adibire lavori di fortificazione delle zone montane circostanti, per fortificare la linea Gustav. L'occupazione nei giorni seguenti mostrò i suoi lati peggiori, gli uomini si dettero alla macchia piuttosto che venire reclutati, i principali esercizi pubblici rimasero chiusi, i rapporti tra tedeschi e civili divennero più che ostili.
Il rancore raggiunse il culmine il 14 novembre quando per un incidente provocato da un tedesco che, aveva gettato a terra una sigaretta ancora accesa, saltò in aria il Palazzo Di Florio, nel cui piano terra era depositata una gran quantità di ordigni; lo scoppio provocò la distruzione del palazzo, con la morte di militari tedeschi e di civili.
Prima che il palazzo crollasse, al momento in cui era ancora in fiamme, intervennero dei volontari civili per salvare gli intrappolati, e alcuni rimasero feriti, come i fratelli Belfatto Pietro e Angelo, che venne decorato più avanti con la Medaglia d'Argento al Valor Civile. Il 24 novembre il comando tedesco si installò nel castello ducale in cima al paese, e stabilì un punto di osservazione strategico sulla torre normanna. Il giorno seguente Casoli fu sottoposta a cannoneggiamenti e a bombardamenti aerei da parte degli alleati, che danneggiarono le abitazioni e soprattutto il soffitto della chiesa di Santa Reparata. Il 27 novembre i tedeschi si ritirarono da Casoli, e una pattuglia di neozelandesi in ricognizione, entrò nel paese, attraversando il centro sotto l'applauso della folla, ma non pose un comando militare di occupazione, proseguendo altrove.
Il gesto gettò la popolazione nello sconforto, dato che Casoli dal 28 al 20 novembre divenne letteralmente "terra di nessuno", e si temeva il ritorno delle truppe tedesche, che avrebbero forse dato sfogo a violente rappresaglie.

### Casoli: costituzione della "Corpo Volontari della Maiella"

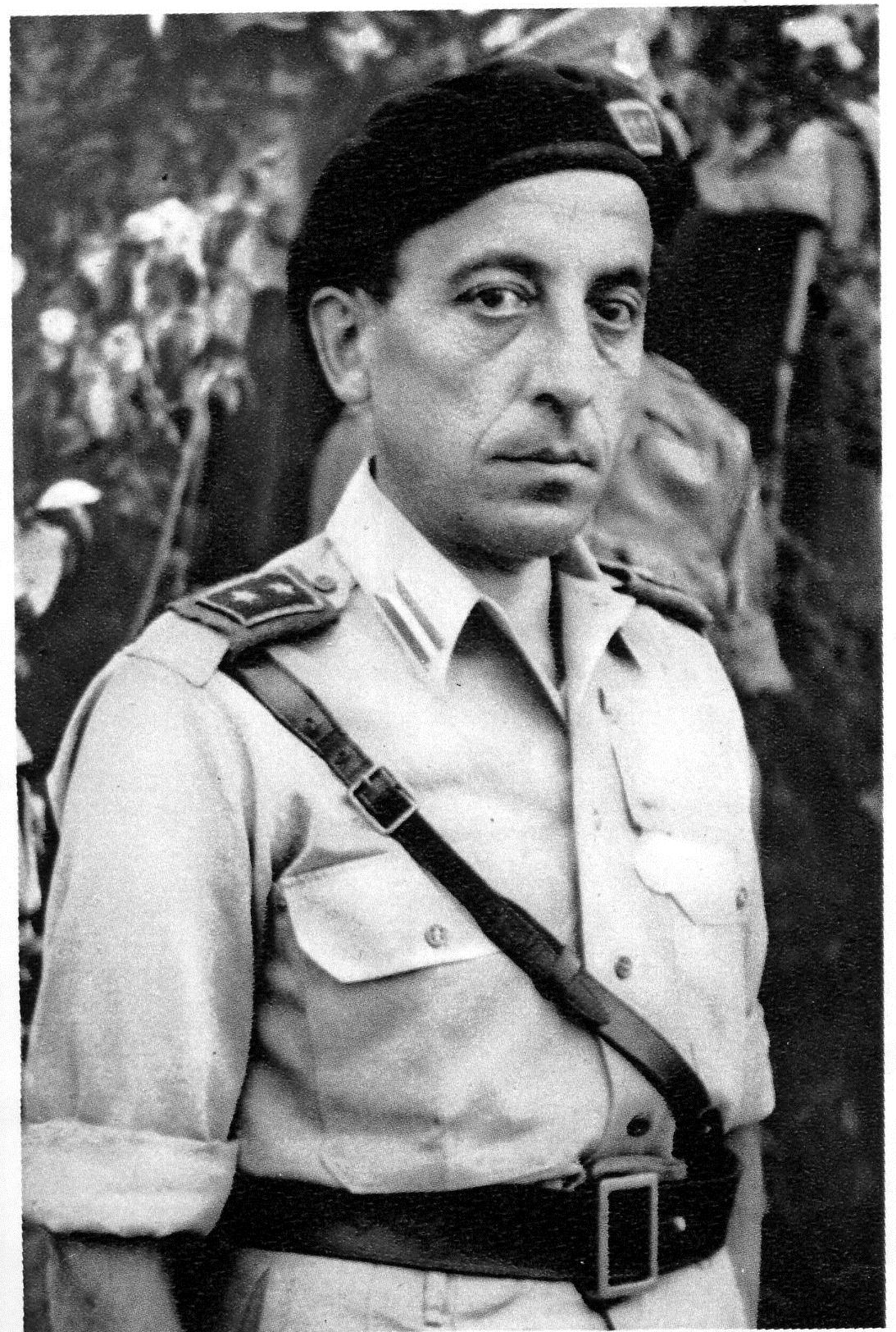
Ettore Troilo, comandante della Brigata Maiella

Il 1 dicembre una delegazione di notabili si recò a Sant'Eusanio dal comandante inglese che amministrava la municipalità, chiedendo di occupare simbolicamente anche Casoli. Il comando inglese si sistemò nel castello, chiedendo dei volontari civili nelle operazioni belliche contro i tedeschi, e numerosa fu l'affluenza, poiché i cittadini ancora ricordavano le vessazioni subite, e coltivavano il desiderio comune di liberare il territorio dagli oppressori.

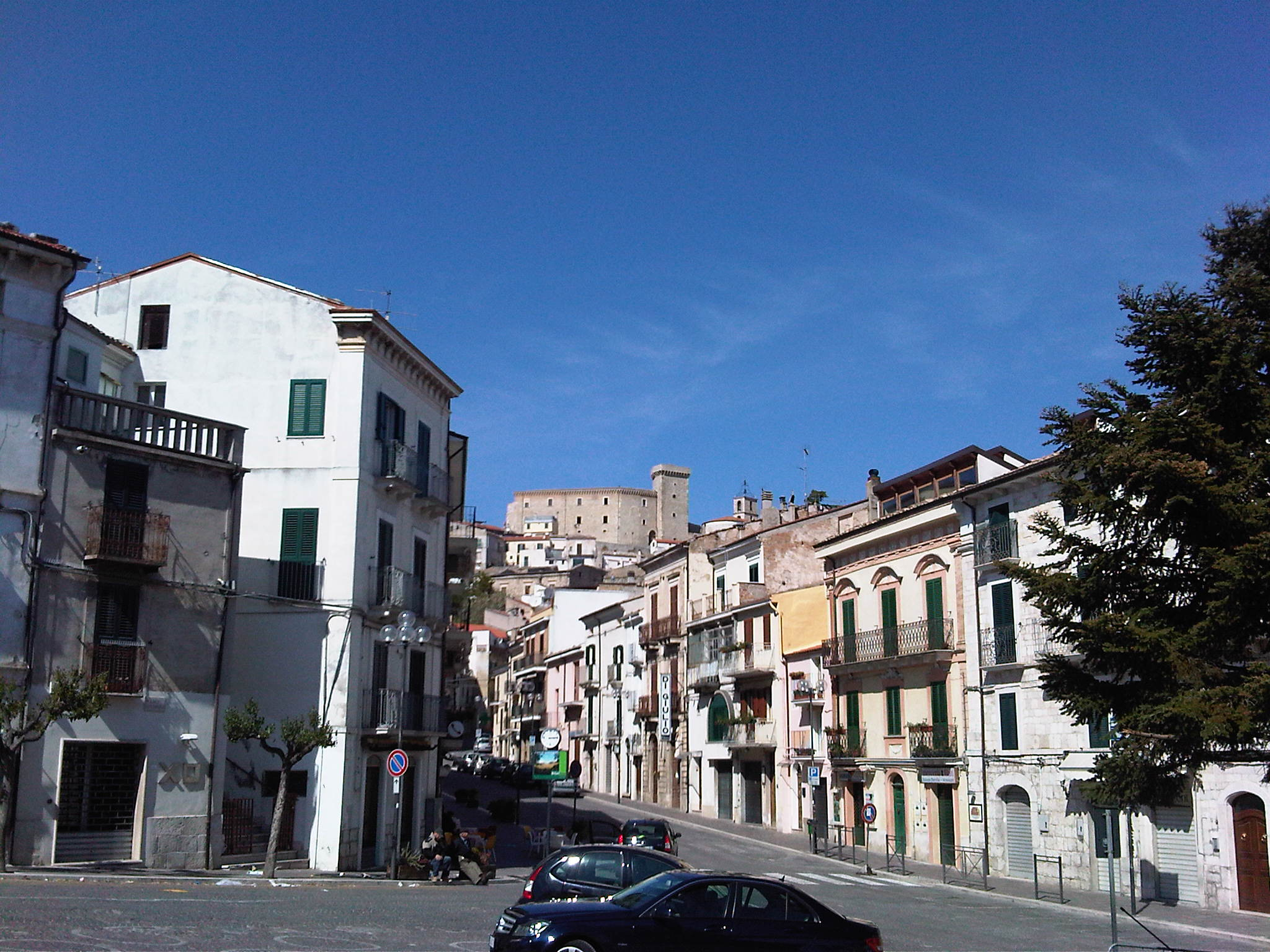
Casoli: Piazzale Brigata Maiella e Corso Umberto I

Inizialmente il comando inglese fu riluttante, quando si presentò l'avvocato torricellano Ettore Troilo per creare il gruppo civile dei giovani volontari, che si stava costituendo, con numerose affluenze di iscritti, provenienti da Casoli e anche dai paesi circostanti di Gessopalena, Torricella, Civitella, Fara, Lama, Pizzoferrato. Quando gli accordi furono presi, giunse a Casoli il Maggiore Lionel Wigram; il progetto di Troilo era di costituire ufficialmente il Corpo Volontari della Maiella, poi strutturato in "Brigata Maiella", aggregato all'VIII Armata Britannica operante sulla direttrice adriatica, sino allo scioglimento del 5 maggio 1945.

Il Maggiore Lionel Wigram

### Il campo di internamento fascista di Casoli
In questo contesto vennero rilasciati anche i profughi ex jugoslavi ebrei rinchiusi nel campo di internamento di Casoli, ossia presso Palazzo Tilli. Casoli benché sotto la protezione britannica, subì alcuni cannoneggiamenti tedeschi nel giugno 1944, provenienti dalla piana di Guardiagrele. Il 5 dicembre 1943 dalle campagne di Torricella Peligna, dove si erano rifugiate le famiglie civili dopo lo sgombero del paese, molti partirono per Casoli, tra cui i giovani guidati da Ettore Troilo. Nei discorsi con i generali neozelandesi, oltre al desiderio di costituite un corpo d'azione partigiano, le richieste di Troilo riguardavano il ripristino della strada da Casoli a Torricella, distrutta dalle mine tedesche, l'occupazione neozelandese di Torricella prima che i tedeschi mettessero in pratica la "terra bruciata", e gli stessi torricellani si offrirono come guide per gli alleati.
Il tenente inglese aderì alla proposta e inviò degli uomini a Torricella, per riparare la strada, cose che avvenne immediatamente, mentre veniva messa in pratica anche la principale richiesta di vettovagliamenti e munizioni per costituire il Corpo Volontari della Maiella.

### Il primo incontro di Ettore Troilo col comando superiore britannico
Tuttavia ci furono momento di diffidenza da parte degli inglesi, poiché, come racconta Nicola Troilo (1930-2017), figlio di Ettore, il comandante inglese precisò che già aveva autorizzato il 6 e il 7 dicembre i cittadini di Civitella M. Raimondo ad armarsi con le munizioni rastrellate sul luogo degli scontri contro i tedeschi, sotto richiesta della moglie inglese di uno dei civili. Il Maggiore inglese consigliò Ettore Troilo di rivolgersi al Quartier generale Alleato che stazionava in località Taverna Nuova a Casoli, e lo avvertì che avrebbe richiesto al suo servizio informazioni di procurarsi armi per proprio conto. I colloqui con gli inglesi divennero degli interrogatori per l'estrema diffidenza, tanto che il desiderio dell'avvocato venne giudicato "assurdo e ridicolo", lamentando inoltre la presunta tipicità degli italiani di comportarsi da traditori nei momenti bellici.
Ettore Troilo continuò la sua attività di mediatore, sopportando anche gli insulti e gli stereotipi inglesi contro gli italiani, mentre pian piano Casoli diveniva una sorta di "città aperta" come Chieti, ospitando gli sfollati dei principali centri dell'Aventino, e vennero usate anche le masserie e le stalle, comprese le chiese di Santa Maria Maggiore e Santa Reparata, che ospitava un centinaio di persone.
Mentre i colloqui continuavano, la vita del paese stentava a riprendere, e Nicola Troilo ricorda l'episodio del tavolo in marmo della pescheria usato dalle donne per impastare il pane da dare alla popolazione che si accumulava in fila indiana, al freddo e al gelo, per ricevere la propria razione.
Il nervosismo generale si acuì sempre di più sino a quando i civili per prendere ulteriori quantità di cibo e legna, si avvicinarono ai paesi ancora occupati dai tedeschi, violando l'ordine del Comando militare alleato di muoversi in prossimità del fronte. Molti contadini vennero arrestati senza precisi motivi, accusati di essere spie collaborazioniste, e tradotte al castello ducale, con interpellazione quotidiano di Ettore Troilo, che doveva riconoscere i presunti colpevoli. Nel gennaio 1944 arrivarono altri profughi, stavolta dall'Alta Val di Sangro e dalla Piana delle Cinquemiglia: Roccaraso, Ateleta, Castel di Sangro, Rivisondoli, Rocca Pia, tutti centri gravemente danneggiati se non distrutti dalle operazioni militari tedesche. I profughi già smistati dal dicembre 1943 rimasero al loro posto, mentre gli altri vennero tradotti nei campi di San Salvo e Vasto, e tornarono alle loro case soltanto nel 1945-46.
Queste decisioni dettate dalla situazione estrema non solo per le condizioni igienico-sanitarie della popolazione civile, ma anche per il complicarsi delle operazioni militari con l'arrivo della neve, comportò una serie di proteste e di sconforto morale da parte degli sfollati.

### Il secondo incontro di Troilo con il comando superiore

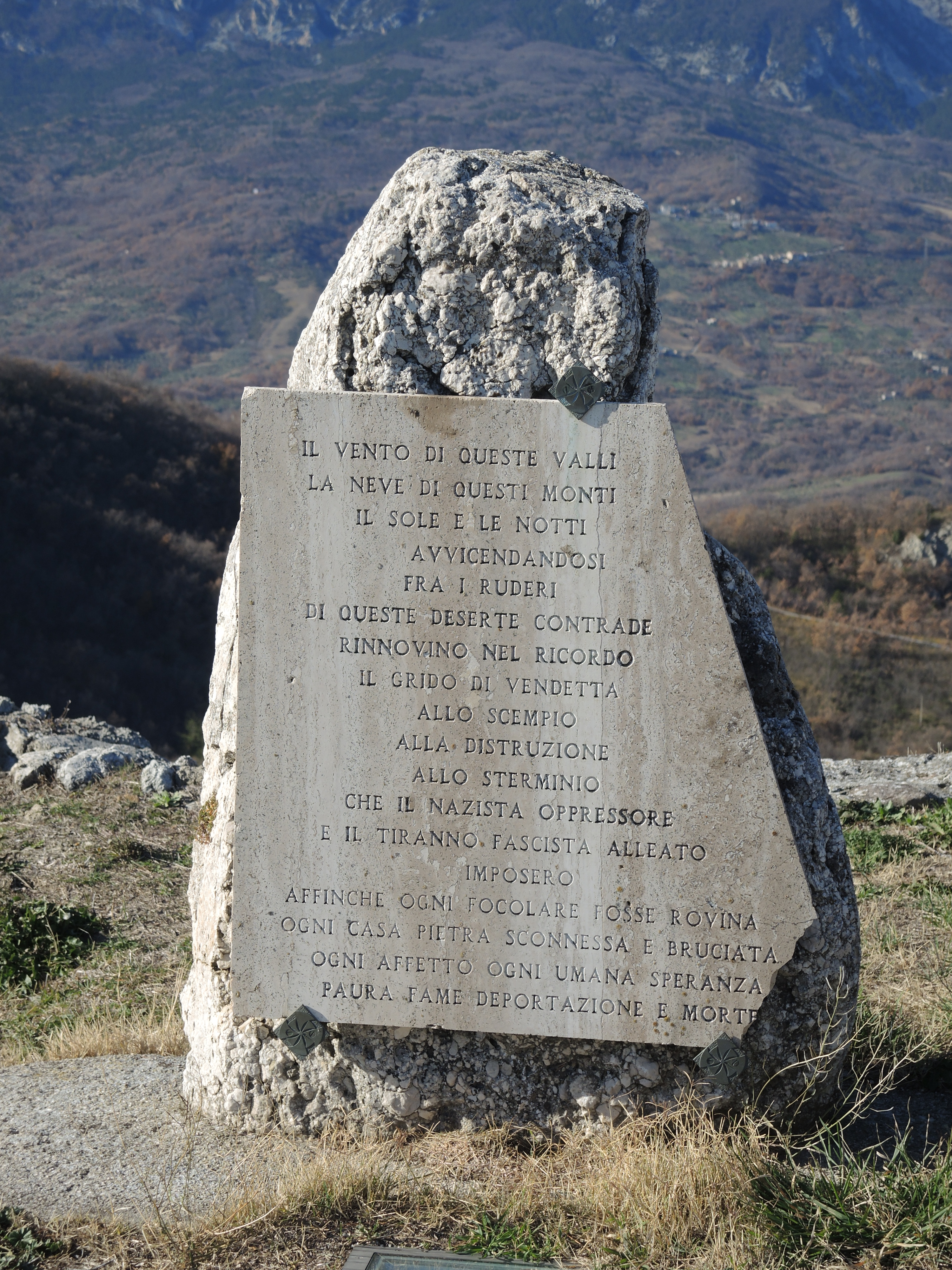
Lapide commemorativa all'eccidio nazista di Gessopalena, nel piazzale-teatro del paese vecchio

L'avvocato Troilo fu incaricato dal Comando Inglese di costituire alcuni reparti di polizia civile per controllare l'abitato e garantire l'ordine pubblico, e di assistere gli sfollati, smistarli e incolonnarli, di controllare e reprimere le azioni di sciacallaggio verso il fronte nemico, di raccogliere notizie sui collaborazionisti, di far rispettare il coprifuoco e di censire eventuali ruberie e saccheggi. Mentre il comitato di Troilo era occupato in questi intenti, anche sotto pagamento, nel momento in cui l'avvocato era occupato nel ripristino della viabilità stradale tra Casoli e centri limitrofi, giunse in paese il Maggiore Lionel Wigram, che si mostrò subito entusiasta delle richieste di Troilo di costituire il corpo volontario della Maiella, arrivando ad addossarsi ogni responsabilità, parlamentando con i suoi superiori del Quartier generale, e offrendosi di fornire il suo personale aiuto nelle prossime operazioni militari contro i tedeschi.

### La nascita della Brigata Maiella
Così Ettore Troilo venne richiamato a località Taverna Nuova dai superiori, e i suoi punti sulla costituzione del gruppo vennero ascoltati con più attenzione, precisando che negli intenti patriottici del gruppo non sarebbero rientrati ideali politici, sovversivi, che non esistessero secondi fini se non quello di ricacciare i tedeschi dal territorio abruzzese. La caratteristica speciale della "apoliticità" del gruppo convinsero i superiori, grazie anche all'intercessione di Wigram, soprattutto, quando Troilo appuntò che il corpo di liberazione avrebbe continuato a combattere al fianco degli alleati sino alla liberazione totale dell'Italia, e non solo della regione Abruzzo. A ciascun militante sarebbe stata concessa la libertà di esprimere il proprio credo politico, purché non cozzasse con il principale punto cardine del contratto di nascita del Corpo volontari, il corpo sarebbe stato equipaggiato adeguatamente per le operazioni belliche, non vi era un capo vero e proprio, ma una guida riconosciuta nella persona di Ettore Troilo.
Nicola Troilo ricorda che non venne spiegato ai volontari il motivo pratico e politico riguardo alle operazioni tattiche contro i tedeschi, ma sembrava che fosse insito in ciascuno degli uomini volontari il desiderio ardente di libertà e di rivalsa contro gli oppressori, di difendere il territorio, le case, le terre e le famiglie anche a costo della vita.
Il primitivo nucleo era composto da un centinaio di uomini, suddiviso in plotoni di 25-30 unità, sottostanti alle leggi militari del Comando Supremo Alleato, e le operazioni iniziarono nel gennaio del 1944, dopo che i casolani trascorsero, stavolta in un clima più festivo e di rivalsa, la notte di San Silvestro con i militari alleati.

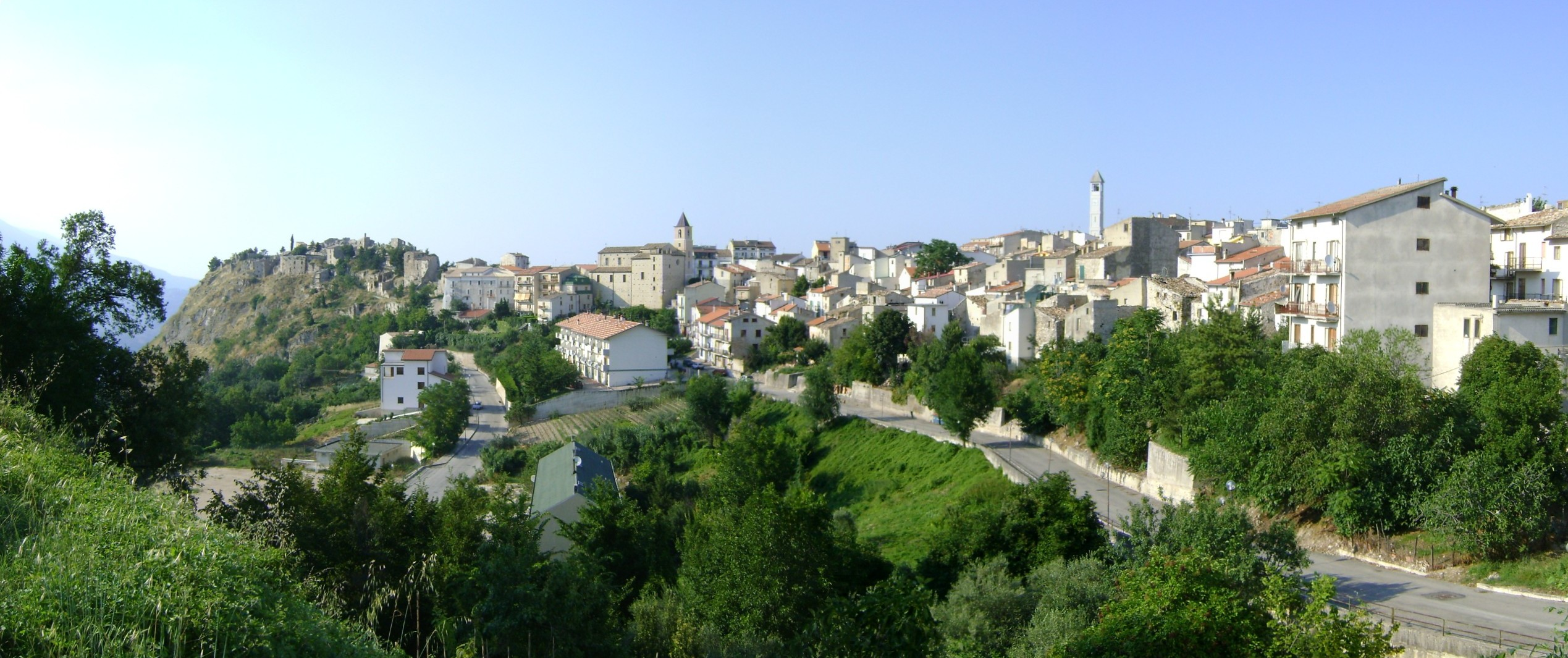
Gessopalena nuova, e in fondo a sinistra il centro vecchio

## Battaglie della Brigata Maiella in Abruzzo

### Distruzione di Gessopalena (30 dicembre 1943)
Gessopalena era un centro di grande importanza strategica sulla valle del medio Sangro, perché posta sulla cima di uno sperone roccioso di gesso (da cui il nome per la cave di gesso), e da lì si poteva controllare la vallata di Roccascalegna, e le gole del Sangro delle contrade di Lama dei Peligni. La città fu raggiunta nel tardo dicembre '43 dai nazisti, che operarono la tecnica spietata della "terra bruciata". Gessopalena in quel tempo era separata in due centri: Terravecchia e borgo Sant'Agata, il primo posto da una parte sullo sperone roccioso, e l'altro e in fondo alla valle.

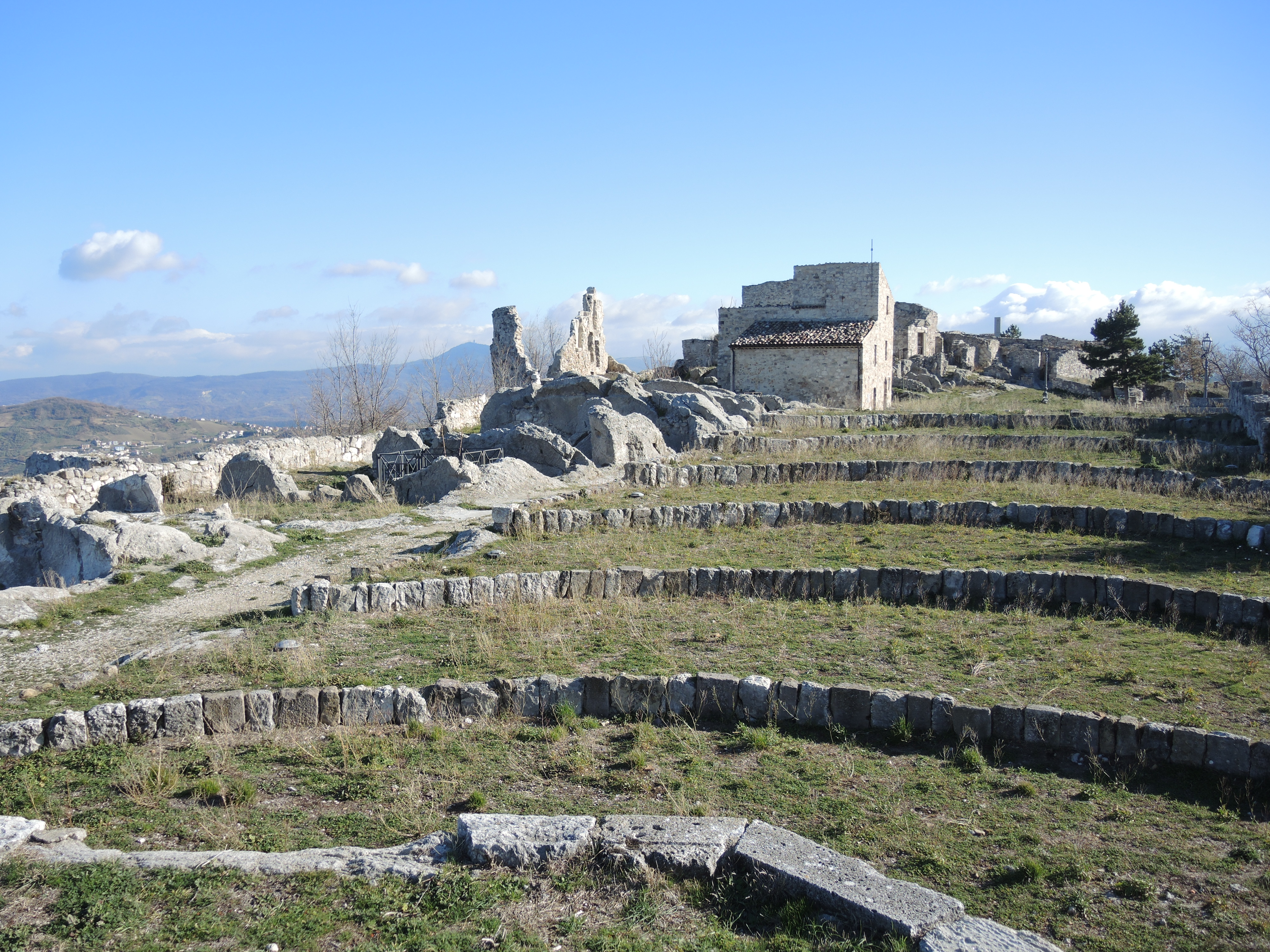
Rovine del paese vecchio di Gessopalena

Questo centro era uno dei paesi "cuscinetto" della zona del Sangro-Aventino, che separavano le operazioni militari dell'Adriatico da quelle della Maiella. Gessopalena venne occupata dai tedeschi nell'ottobre 1943, installandosi in case private, sostanzialmente quelle delle storiche famiglie che governarono la città, nel rione Terravecchia-Castello. Gli abitanti preferirono sfollare nelle campagne, portandosi anche il bestiame dalle masserie, temendo razzie. Nel paese rimasero solamente donne, vecchi e bambini, a fine novembre la guarnigione tedesca si allontanò dal paese, facendo saltare la strada che collegava Gessopalena a Torricella. Il 4 dicembre alcuni soldati rientrarono con un camion e consegnarono al podestà l'ordine di evacuare il centro, al grido di "Gessopalena kaput!", ossia il paese sarebbe stato minato.
La direzione indicata per gli sfollati era la città di Sulmona, e per gli impossibilitati a camminare, sarebbe stato offerto soccorso dagli stessi tedeschi sui camion. Gli abitanti tentarono di salvare il possibile, ma avendo così poco tempo per scappare, presero poche cose, e si allontanarono verso i casali di campagna. Gessopalena, già danneggiata dal recente terremoto della Maiella del 1933, insieme ai vicini centri di Torricella, Palena, Taranta e Lama, nella notte tra il 4 e il 5 dicembre venne fatta saltare in aria casa per casa, sotto gli occhi commossi dei civili.
Ci sono varie storie e testimonianze dei civili che hanno vissuto in prima persona la demolizione tattica del paese: si ricorda l'episodio della madre del tenente Domenico Troilo, secondo comandante principale della Brigata Maiella, che perse la vita mentre si attardava a racimolare altre provviste nella sua casa. Domenico rimase intrappolato sotto le macerie con la madre, ma solo lui sopravvisse, e immediatamente si organizzò con i civili superstiti per organizzare un gruppo militare di liberazione simile a alla Banda della Maiella di Casoli.

### Occupazione di Gessopalena e distruzione del borgo Sant'Agata
La sera del 5 dicembre arrivò a Casoli un consistente numero di soldati alleati che si installò nella contrada Mandre di Sarre (confine con Gessopalena), e che da lì raggiunse Gessopalena il 6 dicembre, scontrandosi con delle truppe tedesche, che tornava verso il paese a completare la distruzione. La battaglia cruenta provocò due morti tedeschi, e l'abbandono definitivo del paese in mani alleate. Gli inglesi si stabilirono nel quartier generale, cercando di far tornare la vita a Gessopalena, nonostante la distruzione di quasi mezzo paese. I tedeschi tuttavia, ritiratisi più sopra a Torricella Peligna, da dove aveano un punto di controllo a 360° della vallata sottostante, cannoneggiarono a più riprese il paese, ancor più per danneggiare psicologicamente i civili già provati dalla distruzione del paese, delle loro case, e dalla perdita di vite umane, piuttosto che per danneggiare ciò che rimaneva di Gessopalena.
Il 21 gennaio 1944 la violenza degli occupanti esplose drammaticamente quando nelle contrade gessane si erano trasferiti alcuni sfollati di Torricella, che avevano trovato ospitalità in alcuni casolari. In quelle zone erano relativamente al sicuro dalle violenze tedesche, anche se stipati in spazi angusti. In alcune frazioni la rappresaglia tedesca continuava, con requisizioni di cibo e bestiame, ed esecuzioni dei contadini che si ribellavano. Di fronte all'ennesimo sopruso, alcuni torricellani reagirono, uccidendo due tedeschi, e la reazione fu violenta.

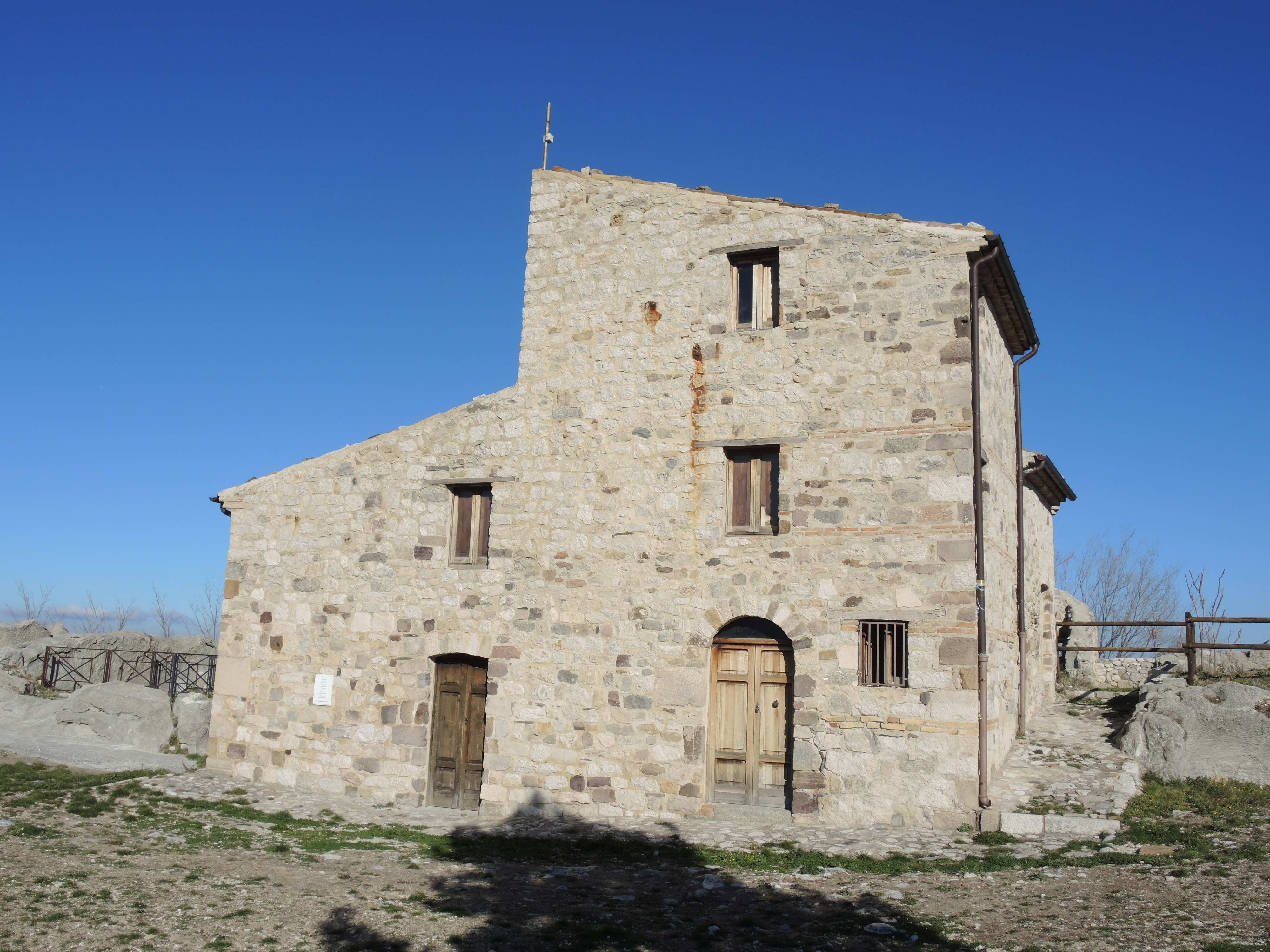
Casa del paese vecchio di Gessopalena, sede della Fondazione Brigata Maiella

La mattina del 21 gennaio 1944 alcuni sfollati di Torricella che si erano rifugiati nel villaggio Santa Giusta, di fronte a Sant'Agata, stavano tornando verso le case per recuperare del cibo, quando vennero fermati dai tedeschi con il chiaro intento di fucilarli. Dall'esecuzione sommaria, senza un perché, si salvò solo Giuseppe D'Amico, che in successive interviste, raccontò di essersi buttato nella vegetazione, mentre 4 membri della sua famiglia venivano passati per le armi. Poco distante si trovavano alcune masserie occupate da famiglie di Torricella, che avevano trovato riparto nel villaggio di Sant'Agata, presso Torricella, anche se nel territorio comunale di Gessopalena.

### Il raduno dei civili dentro le case di Sant'Agata, e distruzione del borgo
All'alba di questo giorno i tedeschi arrivarono, svegliando bruscamente i civili, obbligandole a radunarsi in una sola abitazione. Alcuni civili si ribellarono, venendo fucilati, mentre la gente veniva ammassata nell'edificio, e le porte bloccate in modo da non essere sfondate. Una trentina di bombe a mano vennero lanciate all'interno della casa, provocando morti e feriti, oltre alla creazione di una voragine nel terreno, finendo nel granaio. I tedeschi rientrarono nel casolare, controllando minuziosamente se tutte le persone fossero morte, o fingessero di esserlo, come verrà precisato, e cosparsero i morti di paglia e liquido infiammabile per incendiare il tutto.
Le testimonianze di Nicoletta Di Luzio, il fratello Leonardo e il piccolo Antonio, raccolte in libri ma anche in un video della serie di documentari La guerra in casa, incentrata sulle principali vicende belliche in Abruzzo, prodotta dall'associazione "Territorilink" di Chieti, possono fornire un chiaro resoconto della barbarie nazista, poiché si erano salvati dalla strage. Nicoletta infatti testimonia che Leonardo venne direttamente fucilato sulla porta, lei si salvò coprendosi con un cadavere, e il fratellino Antonio si riparò nella mangiatoia. Nicoletta, allora di soli 16 anni e il fratello Antonio fuggirono dal casolare in fiamme e riuscirono a chiedere aiuto ai gessani, venendo poi curati all'ospedale di Vasto.
Le morti totali del cosiddetto "eccidio di Sant'Agata", furono 42, e rimasero esposti alle intemperie per alcuni giorni, per poi essere sepolti con rito cristiano.
Oltre alla distruzione morale della popolazione, si può contare anche una distruzione quasi totale del patrimonio artistico di Gessopalena, soprattutto nella parte di Terravecchia, dove andarono perse la chiesa-abbazia di Sant'Egidio, la chiesa di Sant'Antonio di Padova, di cui resta la facciata in piedi, il castello medievale e varie case di gesso. Rimane la parte nuova del paese, concentrata tra via Roma, piazza Roma, la chiesa della Madonna dei Raccomandati, via Peligna (ex via Nuova), e con le chiese di Santa Maria Maggiore (che conserva il portale della chiesa di Sant'Egidio) e la chiesa della Madonna dei Raccomandati, sede parrocchiale. Nel corso degli anni il paese del Gesso fu abbandonato dagli ultimi civili, ma recuperato archeologicamente come simbolo della memoria della guerra negli anni '90-

### Terra bruciata: da Torricella Peligna al Valico della Forchetta (novembre-dicembre 1943)

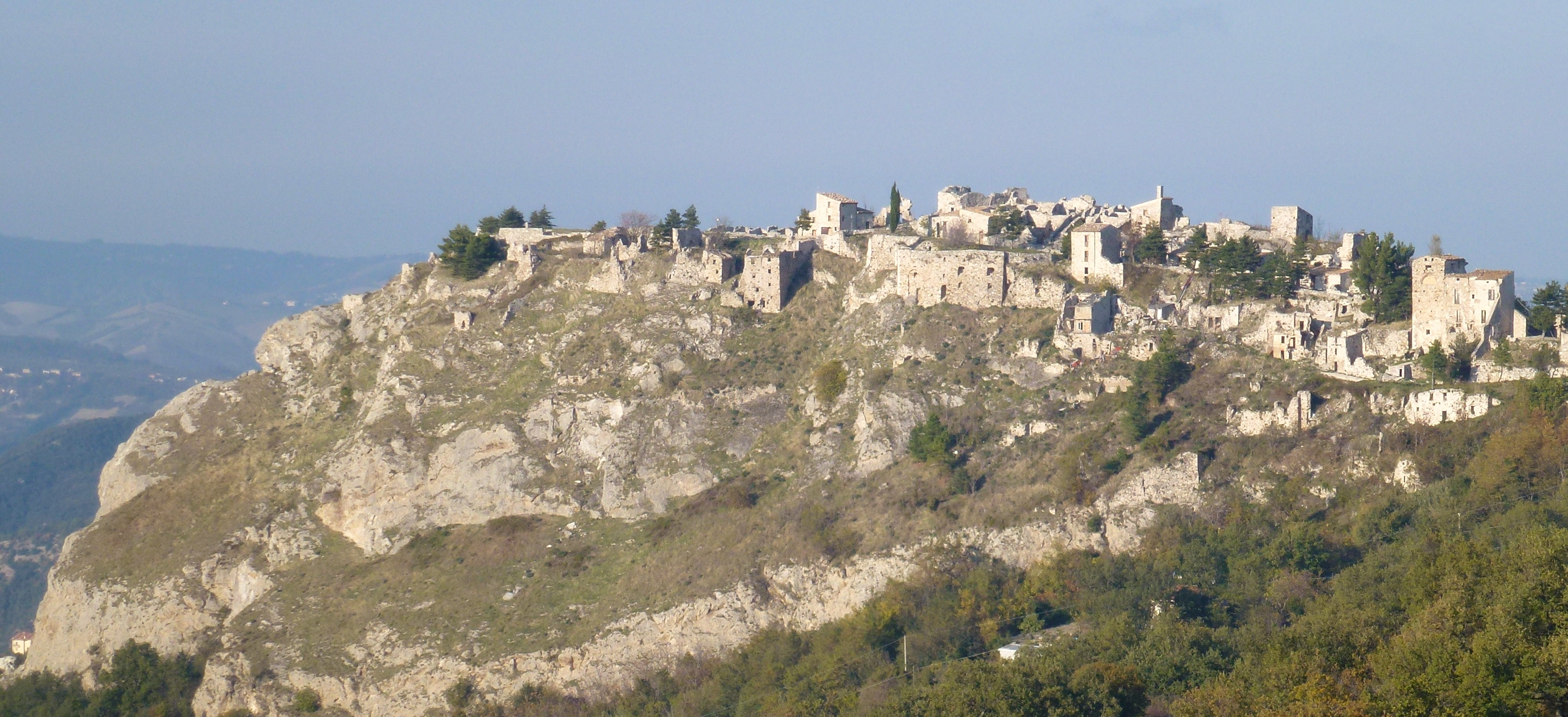
Rovine di Lettopalena vecchia

Torricella Pelignaposta in posizione decisamente dominante sulla valle dell'Aventino e sulla conca dell'attuale Lago Sant'Angelo (realizzato nel 1957), fu immediatamente occupata dai tedeschi dopo l'armistizio. Da una parte gli intellettuali antifascisti, come Ettore Troilo, già da settembre abbandonarono spontaneamente il paese perché ritenuto insicuro, dall'altra già il 3 settembre 1943 degli aerei tedeschi si scontrarono contro gli alleati, ma senza attaccarsi, poiché erano diretti verso Sulmona per bombardare la stazione. Per Torricella passarono i prigionieri inglesi del campo di internamento Fonte d'Amore di Sulmona, che trovarono rifugio presso gli abitanti. Il 19 ottobre Torricella venne occupata ufficialmente dai tedeschi, che dentro dei camion, requisirono quanti più uomini possibile per le opere di fortificazione della linea Gustav, rastrellando circa 100 persone, e installando il presidio del comando generale nel castello baronale, in cima al paese, dove oggi sorge l'Obelisco ai Caduti Civili.
Mentre Casoli veniva liberata dagli inglesi il 4 dicembre, Torricella veniva fatta evacuare, e i paesani si rifugiarono nei casolari di campagna, la stessa notte Ettore Troilo uscì dal suo nascondiglio per recarsi dal comando alleato di Casoli per proporre la nascita del Corpo Volontari della Maiella. La presenza tedesca a Torricella fu segnata da ripetute vessazioni, minacce e azioni di violenza, di cui si ricorda l'eccidio di Sant'Agata (1 febbraio 1944), anche se ciò riguarda i paesani della vicina Gessopalena; così dettero più impulso ai casolani, spalleggiati dai britannici per iniziare le operazioni di liberazione di Torricella.
Un altro truce episodio della barbarie nazista riguarda la "strage di Tre Confini". Nel gennaio 1944 sia Torricella che il vicino villaggio di Fallascoso erano in mano tedesca, il 5 gennaio i coniugi Tranquillino Di Paolo e Concettina Cianci, nascosti tra le tombe del cimitero, vennero scoperti e barbaramente uccisi; l'11 gennaio Antonio Mancini fu mitragliato in contrada La Morgia mentre andava a trovare la moglie che aveva partorito in un casale dove era nascosta, e lo stesso giorno veniva trucidato Giovanni Del Duca in contrada San Venanzio. La strage vera e propria riguardò la famiglia Teti Di Riga: il capofamiglia Giustino fu scoperto dai tedeschi mentre si nascondeva nella masseria per non essere prelevato per le opere di fortificazione, e venne derubato dei suoi animali. Giustino Di Riga raggiunse il comando inglese di Roccascalegna, per provare a richiedere un'azione militare, dato che conosceva bene il percorso dei tedeschi quotidiano lungo la strada Torricella-Fallascoso per compiere le razzie.

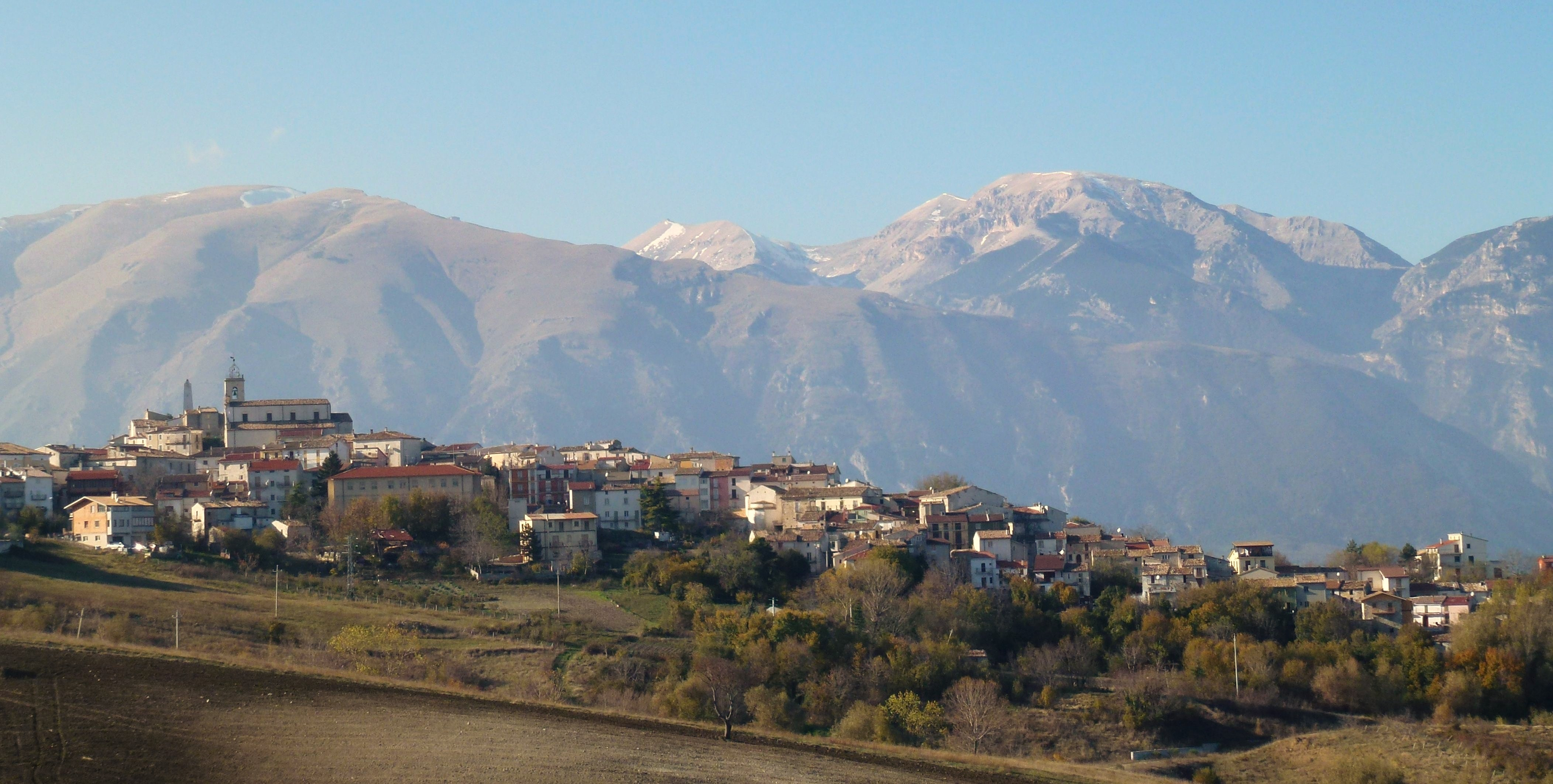
Torricella Peligna

Gli inglesi accettarono, e la notte dell'11 gennaio si appostarono alla fornace Piccone, e all'arrivo dei tedeschi, iniziò la guerriglia, con vittoria degli inglesi, che tornarono a Roccascalegna, non valutando però la presenza di un'altra pattuglia in Colle dell'Irco, che lanciò dei razzi per chiedere aiuto. La vendetta nazista fu spietata contro i civili torricellani, soprattutto verso le donne, i vecchi e i bambini, dato che gli uomini o erano stati prelevati o erano fuggiti nei paesi attorno. I tedeschi dettero fuoco alle masserie e alla scuola elementare, scatenando il panico, sicché i tedeschi poterono più facilmente mitragliarli: morirono Antonietta Crivelli di 15 anni, il fratellino di 6 mesi, Carmela D'Ulisse, Giuseppe, Rosina e Rosa Porreca, Nicola Nunziato Rossi, Costanza Uggè, Maria Antonia di Martino e altri bambini di pochi anni.
Per via della strada impraticabile, distrutta appositamente dai tedeschi, fu difficoltoso per i casolani "maiellini" raggiungere Gesso, e di seguito Torricella alla fine del gennaio 1944, perché la via dovette essere ricostruita quasi daccapo, e all'arrivo, i partigiani trovarono il paese semidistrutto, minato appositamente dai tedeschi, specialmente il castello baronale venne fatto saltare in aria.
Lettopalenaposta presso il fiume Aventino nella grande forra che la separa dalla montagna Maiella e dall'altura di Colledimacine, divenne punto strategico per i tedeschi durante la ritirata. Occupata l'11 ottobre 1943, i tedeschi rastrellarono sempre uomini, e fecero sfollare il paese il 3 novembre. Dopo ciò il paese venne minato da cima a fondo, per operare una distruzione completa ancor peggiore di quella di Gessopalena, e tra il 19 e il 20 novembre la distruzione fu messa in atto: rimasero in piedi soltanto parte della parrocchia di San Nicola, il campanile, la casa di Felice De Vitis e la casa di Pietro Palmieri, dove i tedeschi avevano il loro quartier generale, e parte dell'abbazia di Santa Maria in Monteplanizio. Dopo lo sfollamento, i tedeschi abbatterono anche il ponte di pietra che permetteva l'unico collegamento con Palena e Lama. Di Lettopalena, borgo medievale che mostrava ancora la cinta muraria e le due porte di accesso, rimaneva solo il ricordo, e dopo la guerra non venne più rifatto sul luogo d'origine, ma più in alto la chiesa del Monteplanizio, completamente nuovo.

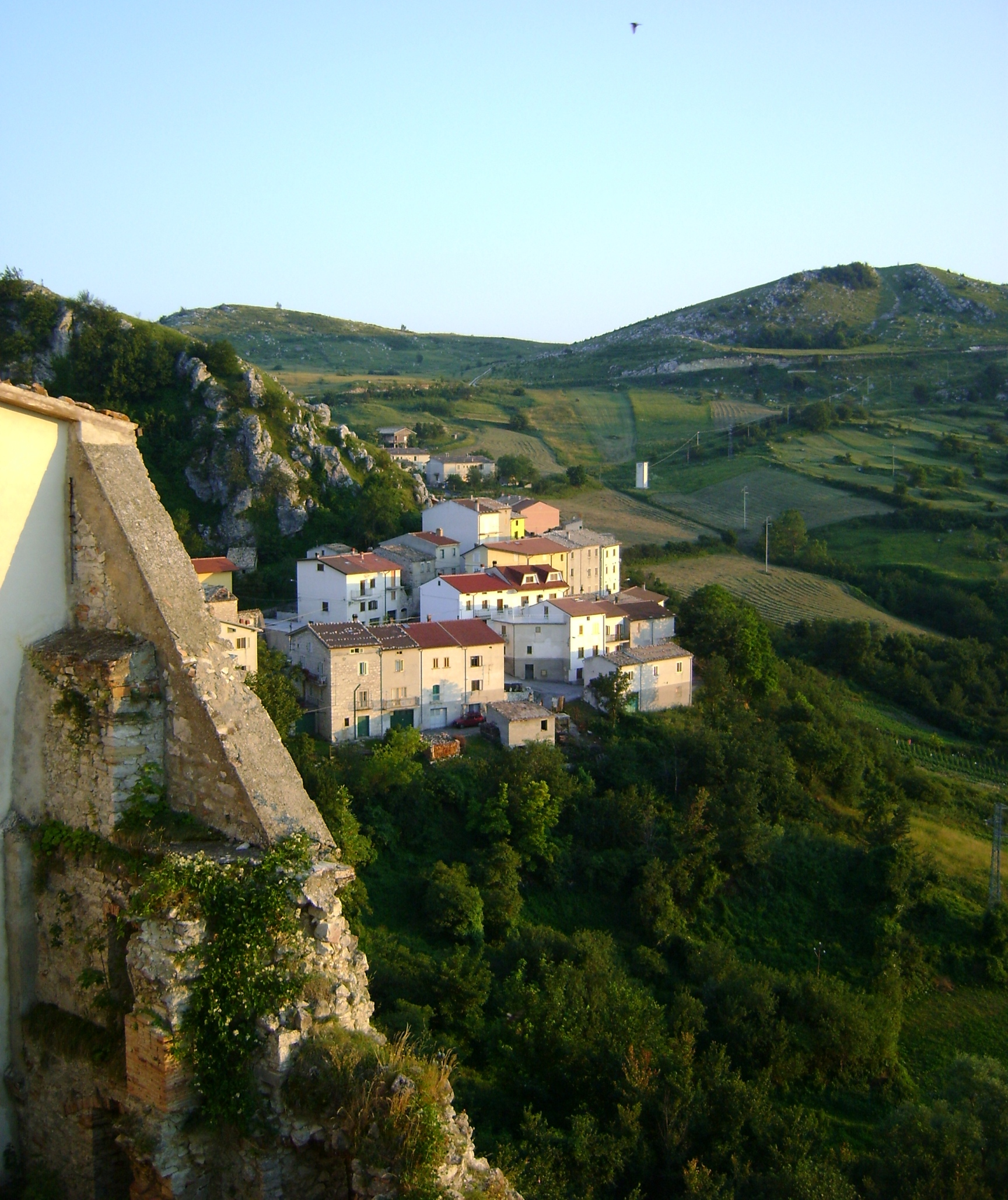
Panorama di Montenerodomo dalla parte alta del paese

Nel febbraio 1944 alcuni paesani cercarono di tornare a Lettopalena, dormendo nelle rovine delle case, delle stalle, ma in 200 vennero intercettati e catturati dai tedeschi, condotti prima a Palena, e poi fatti marciare a piedi sotto la neve sino al paese di Rocca Pia (AQ), oltre il valico della Forchetta. Alcune persone morirono durante questa marcia estenuante, voluta appositamente dai tedeschi per decimare la folla ingombrante, e durante la marcia una donna partorì in mezzo alla neve il piccolo Giuseppe Pio, a cui dette questo secondo nome in ricordo di Rocca Pia, paese che accolse calorosamente i prigionieri stremati dal gelo. Solo nel giugno di quell'anno, a guerra finita, i paesani poterono tornare nel loro paese ridotto in macerie.
Lama dei Pelignisituata lungo la cosiddetta "tagliata" della Maiella orientale, che collega Fara San Martino a Palena, Lama venne interessata dalle operazioni militare tedesche, che come negli altri centri, applicarono la terra bruciata nel novembre 1943, distruggendo la parte vecchia del paese. A Lama si formò il 4º Plotone della Brigata Maiella, con a capo Filippo Cocco, che respinse un attacco tedesco presso il convento della Misericordia; tuttavia cadde vittima in un'imboscata al Colle delle Ciavole, il vicecomandante Donato Ricchiuti. Durante le operazioni belliche, gli sfollati di Lama si rifugiarono nella grotta del Cavallone.

### Distruzione di Taranta e Montenerodomo
Taranta Pelignaposta vicino a Lettopalena, occupata dai tedeschi nell'ottobre 1943, il 26 comparve l'avviso pubblico che annunciava lo sfollamento totale del paese perché sarebbe fatto saltare in aria, e così fu. Infatti oggi gran parte del paese è stato ricostruito, e rimangono poche tracce dell'antico abitato, se non nel colle della chiesa madre di San Nicola di Bari; la chiesa di San Biagio venne fatta saltare in aria, sicché rimasero solo la facciata col portale barocco e una parte della torre campanaria, su cui venne affissa una lapide con i versi del poeta abruzzese Cesare De Titta riguardo ai caduti della Grande Guerra. Dopo la fine della guerra, lungo la strada della cosiddetta "tagliata", venne realizzato il Sacrario dei Caduti della Brigata Maiella.
Montenerodomouno dei paesi più alti dell'Alto Aventino, posto tra Pizzoferrato e Torricella, venne occupato dai tedeschi il 4 ottobre 1943, durante la rituale processione di San Francesco. Dopo alcuni giorni la presenza tedesca divenne sempre più cospicua e stabile, e alcuni abitanti preferirono abbandonare il paese alla volta di Palena. Per i tedeschi Montenerodomo fu un punto speciale strategico, così come Pizzoferrato e Torricella, perché avevano una visuale a 360° di tutti i Monti Frentani, della Maiella, e anche del mare Adriatico, vennero requisite case e gli uomini dovettero fornire assistenza, mentre alcuni civili ammassavano i loro beni in grotte del bosco Paganiello. In seguito allo sfollamento, i civili andarono ad Altino e Casoli, mentre anche qui veniva applicata la tattica della terra bruciata il 26 novembre 1943. La distruzione durò tre giorni, e l'8 dicembre ci fu una seconda operazione perché le case di pietra e roccia della montagna resistettero in parte all'esplosione: il 98% del paese vecchio fu cancellato, suscitando la rabbia dei civili, che iniziarono a ribellarsi con piccole operazioni di sabotaggio, divenuto successivamente più aspre e decise, quando a Fallascoso giunsero le truppe capitanate da Domenico Troilo, e a Torricella quelle di Ettore. I tedeschi divennero più nervosi, il 2 febbraio 1944 rastrellarono uomini, accusati di spionaggio, fucilandoli nelle masserie, mentre i bambini vennero ammassati in una casa del quartiere San Martino, nella parte alta del paese, e barbaramente trucidati. Tale azione fu nominata la "strage della Candelora", con la morte di 12 bambini di età compresa tra 7 e 13 anni. Il 24 marzo tre giovani di Montenero vennero catturati dai tedeschi e condotti al comando di Palena, ma durante il viaggio fuggirono uccidendo 2 tedeschi, senza però contare la feroce rappresaglia tedesca: nelle notti seguenti i tedeschi rastrellarono altre persone, sia donne che bambini, uccidendone 11. L'eccidio peggiore si verificò nella contrada Vallone Cupo, dove in una stalla vennero ammassate una donna con i suoi tre fili di appena 10 anni e fucilati. Dato che le truppe britanniche di Wigram e Troilo incalzavano, i tedeschi preferirono ritirarsi a Pizzoferrato e a Roccaraso, lasciando il paese in macerie: la distruzione che si presentava davanti agli occhi dei partigiani e dei civili era quasi totale: delle 400 case che componevano il paese solo 5 erano in piedi, il 5 maggio 1944 giunse una truppa indiana dell'VIII Armata britannica, acquartierata a Casoli, e grazie al loro aiuto Montenerodomo lentamente si riprese; nel conflitto, persero la vita in totale 55 civili, 17 combattenti di Montenero, mentre di essi 7 partigiani erano stati arruolati nel gruppo della Brigata Maiella.

## La Wigforce a Pizzoferrato

### Pizzoferrato e Quadri
Pizzoferrato

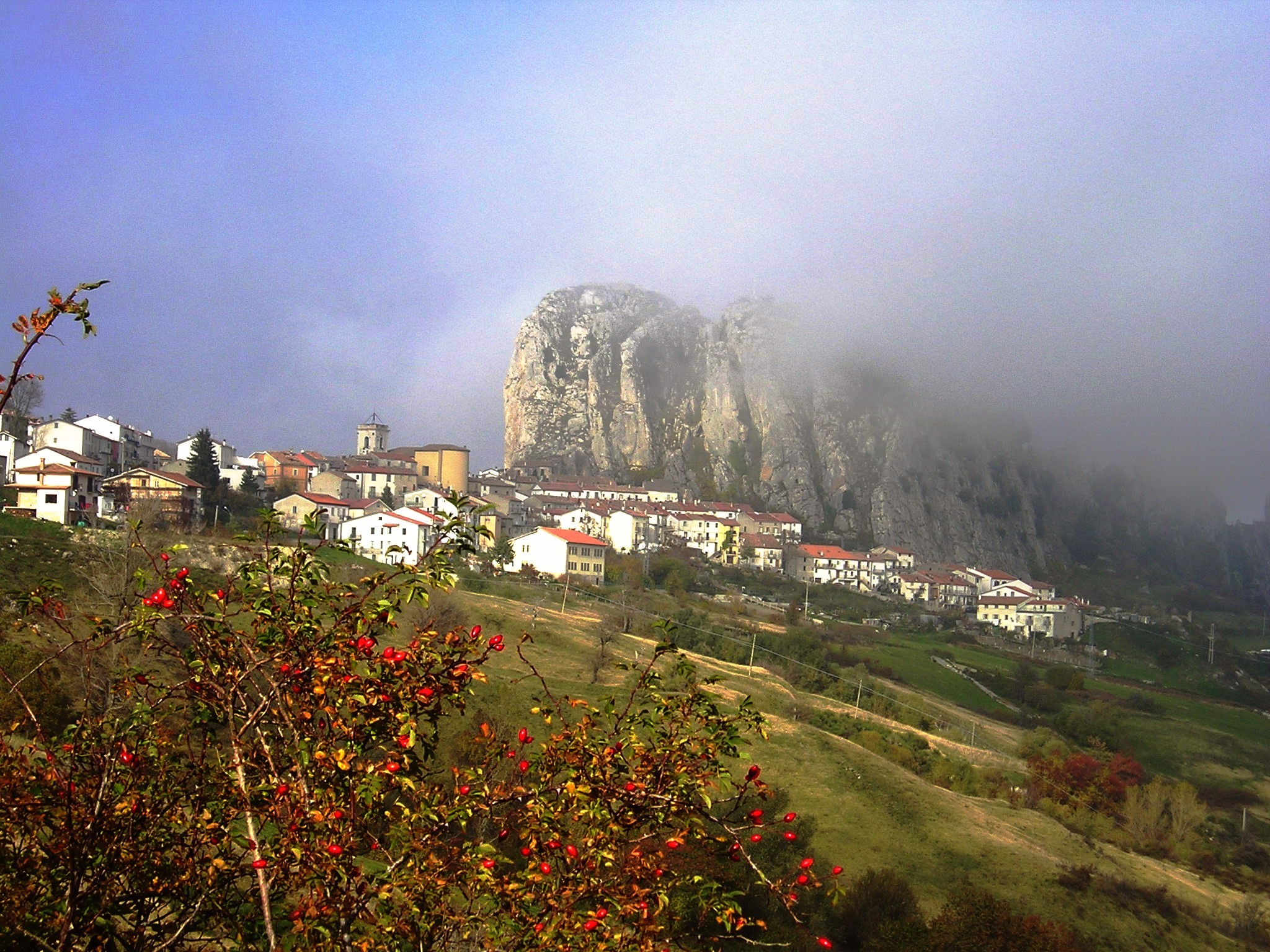
Pizzoferrato: il paese sotto la Morgia

Il 15 gennaio 1944, una forza mista di maiellini e britannici guidata dal maggiore Wigram, da qualcuno battezzata Wigforce, partì per una missione congiunta, la prima. Conquista, non senza difficoltà, Colle dei Lami (Lama dei Peligni); il 17 arriva a Colle Ripabianca.
Il 30 gennaio una nuova missione per la Wigforce, con obiettivo Pizzoferrato paese posto in posizione strategica, a quota 1300 metri e lungo il corso del fiume Sangro, occupato dalla 305ª Divisione di Fanteria Tedesca. La notte del 30 gennaio viene liberata Quadri. Il 31 procedono lungo Torricella Peligna e Lama dei Peligni distrutti e abbandonati dai Tedeschi. La notte dopo il 2 febbraio si parte da Fallo con destinazione Pizzoferrato. L'attacco, all'alba del 3 febbraio, fallisce e tra i caduti si registra lo stesso maggiore Wigram. I maiellini ripiegarono con una rocambolesca fuga lungo un ripido pendio, riuscendo a recuperare la posizione iniziale a Fallo.
Tuttavia dopo lo scontro i tedeschi abbandonarono Pizzoferrato, temendo un secondo attacco. Il 4 febbraio uomini della Brigata Maiella e del ricostituito Esercito Italiano raggiungono il paese e lo presidiano. Negli scontri la Brigata registra 14 uomini caduti, 10 prigionieri e 12 feriti.

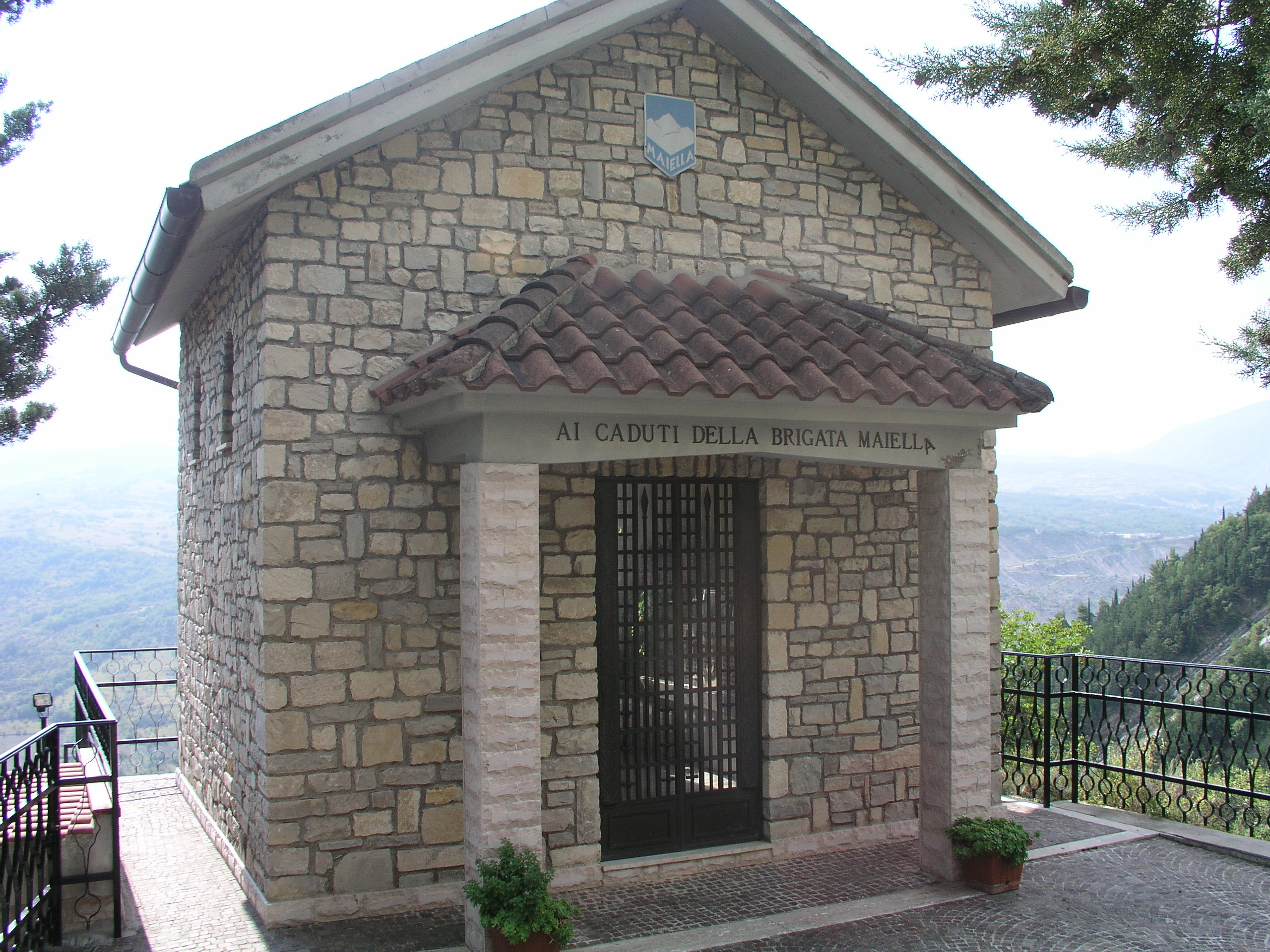
Sacrario dei caduti a Taranta Peligna

Nell'analisi dei combattimenti viene considerata eccessivamente spregiudicata la condotta del maggiore Wigram che avrebbe potuto attendere rinforzi, ovvero una unità di paracadutisti della Nembo agli ordini del capitano Francesco Gay, peraltro già in marcia. I patrioti della Maiella devono molto al maggiore Lionel Wigram, del V Corpo d'Armata Britannico, che diede a questo strano esercito l'occasione di dimostrare il suo valore. Adesso gli Alleati non poterono che riconoscere il valore di questo gruppo di Patrioti e concedere loro quello che volevano: battersi contro gli invasori.
A partire dal febbraio 1944 Domenico Troilo si distinse in una leggendaria difesa di Fallascoso, una frazione di Torricella Peligna, avamposto sulla Linea Gustav. Il 23 febbraio con soli 20 uomini fronteggiò per tutta la notte un possente attacco della divisione tedesca degli Jäger. La difesa riuscì senza perdere neanche un uomo. La difesa resse intatta a tutti gli attacchi sferrati.
Dopo gli innegabili successi riportati, il 28 febbraio il Capo di Stato Maggiore Giovanni Messe riconobbe la formazione con il nome Banda Patrioti della Maiella e li inquadrò nella 209ª Divisione di fanteria. Divennero, finalmente, una unità militare pienamente riconosciuta e la loro bandiera di combattimento la prima al di fuori di quella del ricostituito Regio Esercito.
Gamberale-QuadriGamberale è il paese più elevato della provincia di Chieti, ad oltre 1300 mlm, in decisa posizione dominante sulla piana del Medio Sangro, punto di osservazione sui Monti Frentani e sulla Maiella, fino al mare Adriatico. Per questo venne scelto dai tedeschi. Nell'ottobre 1943 venne occupata, collegata col comando militare di Pizzoferrato, appostarono mitraglieri nelle posizioni strategiche per controllare la strada di collegamento. La cittadina fu bombardata dagli alleati nel novembre e nel dicembre, anche il 24 del mese, distruggendo la parte alta e parte del castello. Gli edifici rimasti in piedi vennero requisiti e usati come alloggiamento dai tedeschi, che tennero il controllo di Gamberale sino alla primavera del 1944. Il 6 febbraio un gruppo di volontari di Pizzoferrato e di paracadutisti italiani venne colto di sorpresa dalle guarnigioni tedesche, e ci fu uno scontro a fuoco con 11 morti. Il 7 maggio la "banda di Pizzoferrato", risorta dalle ceneri del drappello capitanato da Wigram, con al comando il Maggiore D'Aloisio, tentò la nuova e più pianificata conquista di Gamberale, con 37 patrioti che sferrarono l'attacco contro i militari, liberando il paese. Per le sofferenze subite dall'occupazione tedesca, Gamberale venne decorata con la Medaglia d'Argento al Merito Civile, con la motivazione: "centro strategicamente importante, occupato dalle truppe impegnate a bloccare l'avanzata alleata sulla linea Gustav, subiva la perdita di numerosi dei suoi cittadini, vittime delle mine anti-uomo sparse sul territorio, di violenti cannoneggiamenti e fucilazioni. Ammirevole esempio di spirito di sacrificio e di amor patrio."

### Da Gamberale a Quadri
I tedeschi oltre a fortificare il paese, si erano trincerati anche nella "fortezza naturale" del valico di Pietra Cernaia e del laghetto Sant'Antonio, stazionando anche nei bivacchi sopra le alture di montagna. Quest'area era assai strategica, perché permetteva il collegamento con Pietransieri, Roccaraso e Pizzoferrato, nonché i paesi nella Fondovalle del Sangro come Ateleta, Quadri e Castel di Sangro. I presidi di Gamberale comunicavano con quelli di Roccacinquemiglia, Pietransieri, Pizzoferrato, soggette a cannoneggiamento alleato, che offrivano tuttavia ancora valido rifugio per gli occupanti. Da qui partivano i pattugliamenti a controllo del territorio, con alcune scaramucce contro le truppe alleate in avanscoperta. Il rigido inverno rese inutilizzabili le opere costruite dal genio tedesco nel mese di ottobre, da parte tedesca si aggiunga l'alternarsi dei reparti, prima il genio, poi i paracadutisti, e infine le truppe alpine con i Panzergrenadieren. Dopo la sfortunata spedizione della "Wigforce" comandata da Wigram a Pizzoferrato, le truppe di D'Aloisio riuscirono all'alba del 6 febbraio a sferrare l'attacco, provenendo da contrada San Domenico. Si salvarono il Capitano Guy e il suo attendente, e al ritorno, il 21 febbraio truppe polacche sferrarono l'attacco a Colle Bucci presso Gamberale, con la morte di 4 tedeschi e la cattura di altri 3.
Anche il paese di Quadri, appena sotto Gamberale, posto in posizione dominante sopra il Sangro, venne occupata dai tedeschi, come i vicini centri di Fallo, Civitaluparella e Villa Santa Maria. Tuttavia subì nel novembre 1943 la tattica della terra bruciata, tutto il paese venne minato, massacrato anche dai bombardamenti alleati, sicché oggi rimane poco delle tracce storiche del borgo medievale, se non alcuni palazzi sopra il colle, e un muro del castello. Anche la chiesa parrocchiale fu gravemente danneggiata e rifatta daccapo.

## Gli alleati contro i tedeschi nell'Alto Sangro

### Alta Valle del Sangro: "la distruzione dei borghi"

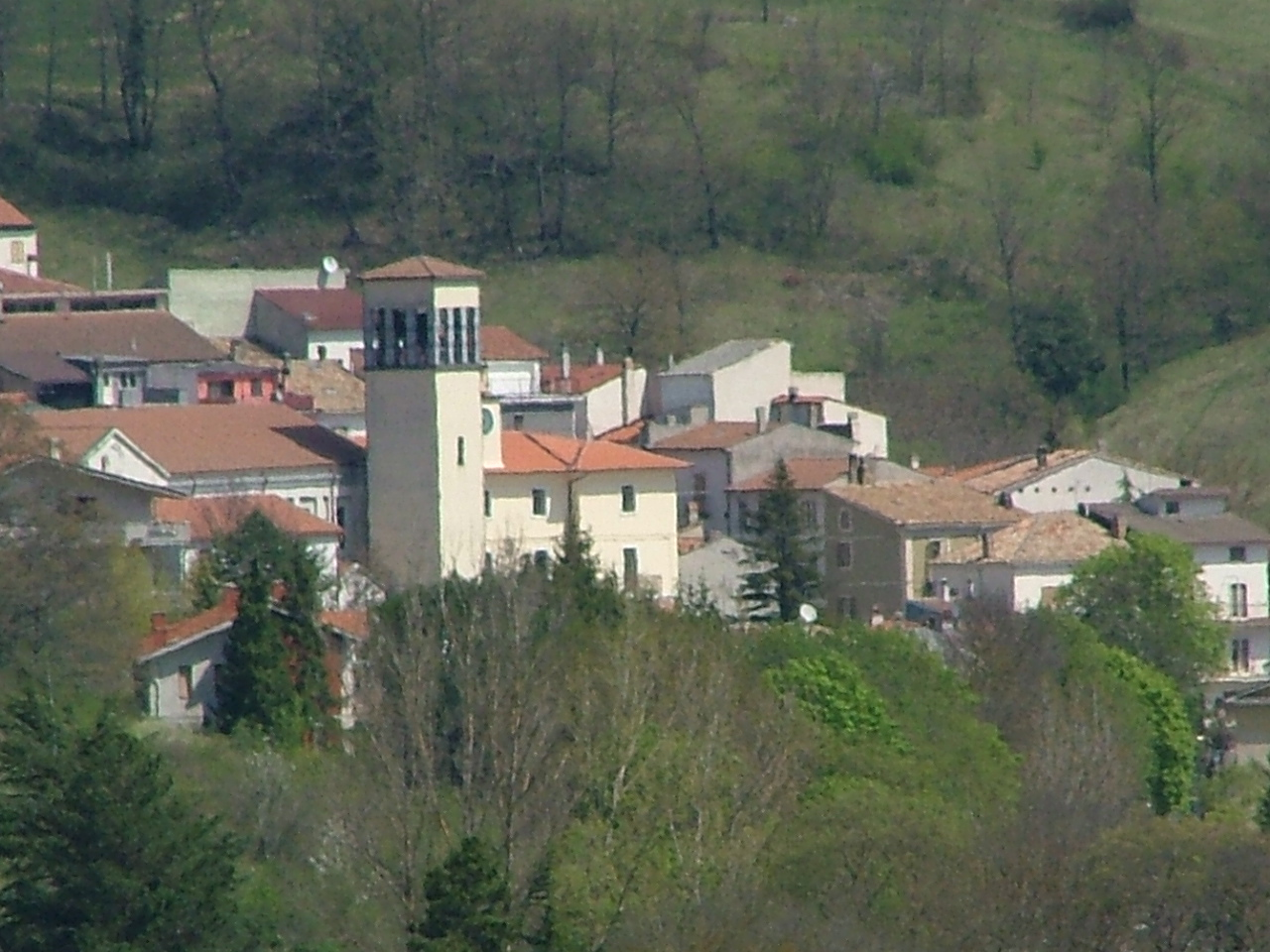
Veduta di Ateleta (AQ)

In questa fascia dell'Abruzzo, che a partire da Ateleta e Borrello si andava ad unire alla provincia aquilana e al Molise mediante i borghi di Ateleta (AQ), San Pietro Avellana (Is), Pescopennataro (IS), Gamberale (CH), Agnone (IS), Castel di Sangro (AQ) e Roccacinquemiglia (AQ), si concentrò il grosso delle forze lungo il percorso della linea Gustav voluta da Kesselring. I punti fermi avanzati dovevano essere costituiti dai fiumi Sangro, Aventino, Volturno e Garigliano, gli alleati arrivarono in prossimità delle foce del Sangro nel novembre 1943 percorrendo la statale 16, arrivando a Fossacesia e poi a San Vito Chietino. Le vie di accesso a monte vennero difese dai tedeschi sono alla fine di novembre, dopo che gli alleati poterono passare sulla parte sinistra della Valle del Sangro, ad eccezione della sponda sinistra di Civitaluparella e Alfedena. Si trattava delle traverse dei borghi di Castiglione Messer Marino, Perano, Agnone, Pescopennataro, Sant'Angelo del Pesco, Vastogirardi, San Pietro Avellana, che dalla strada statale 86 Istonia (Staffoli, Agnone, San Salvo), scendevano alla provinciale Sangritana (Castel di Sangro - Ateleta - Quadri - Civitaluparella - Villa Santa Maria - Colledimezzo - Bomba - Pennadomo - Piane d'Archi - Paglieta Scalo - Piazzano - Sant'Onofrio - Saletti - Torino di Sangro Marina), la quale solcava la valle quasi tutta in sponda destra. Un sistema stradale antiquato e sterrato, di cui solo la via Adriatica erano asfaltata, che però permise all'VIII Armata di avvicinarsi, qui primi di novembre, alla valle.
L'obiettivo di attraversare il fiume nei pressi della foce di Fossacesia Marina, utilizzando oltre al ponte della statale anche quello della via provinciale per Lanciano, all'altezza di Mozzagrogna, il quale apriva anche la strada per Castel Frentano e Casoli. La conquista britannica dei ponti dette luogo alla prima grande battaglia svoltasi tra la prima e la seconda decade di novembre, facendo arretrare i tedeschi tra Guardiagrele e Orsogna. Un secondo drappello molto cospicuo di tedeschi però risalì il Sangro, distruggendo tutti i ponti e le strade, facendo terra bruciata dei paesi occupati, arrivando sino a Castel di Sangro e Roccaraso. Alla fine di novembre i tedeschi persero anche la presa sulla Media Valle del Sangro,m concentrandosi nella parte alta, al confine con l'Altopiano delle Cinquemiglia, tra Alfedena e Castel di Sangro, a partire dal territorio presidiato di Civitaluparella, nella provincia di Chieti, con una divaricazione verso nord, fino a chiudere la valle dell'Aventino, distruggendo sistematicamente i paesi di Gamberale, Pizzoferrato, Montenerodomo, Torricella, Lama, Lettopalena, Gessopalena.
Nella media Valle del Sangro i tedeschi compirono ugualmente la terra bruciata, distruggendo i centri di Monteferrante, Roio del Sangro, Rosello e la contrada Giuliopoli, Borello, Pescopennataro, Sant'Angelo del Pesco, Castel del Giudice, Capracotta, San Pietro Avellana, Castel di Sangro e Alfedena; giunti nel cuore dell'altopiano delle Cinquemiglia, si concentrarono sulla distruzione sistematica di Roccaraso, Pietransieri, Roccacinquemiglia, Ateleta. In queste aree si ebbero scontri tra i due schieramenti durante il rigido inverno, dal dicembre sino al 2-3 febbraio 1944, con lo sfortunato assalto a Pizzoferrato, mentre Gamberale diveniva una vera e propria fortezza contro i partigiani della Brigata Maiella.

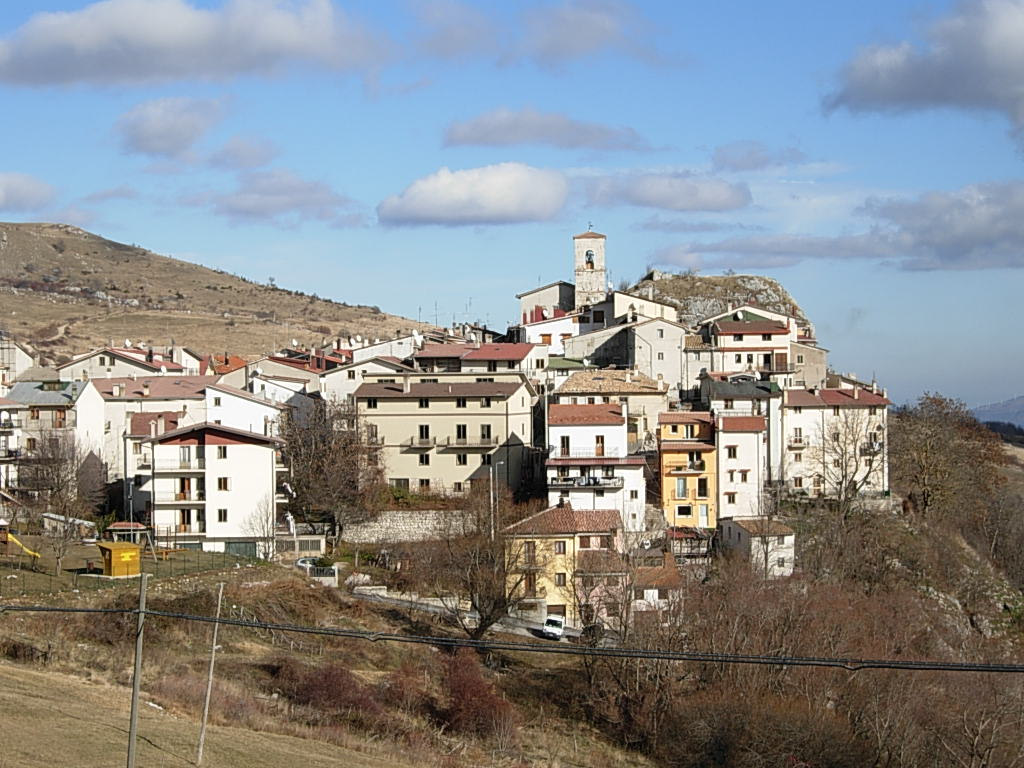
Il paese di Pietransieri, frazione di Roccaraso

La furia dei tedeschi si concentrò principalmente su Roio e Borrello, qui la mattina del 9 novembre 1943 i guastatori iniziarono l'orrenda devastazione del paese minando le case per due settimane, distruggendo anche la chiesa madre di Sant'Egidio, poi ricostruita. Il 25 novembre il ponte di Quadri per Pizzoferrato e Gamberale fu l'ultimo fatto saltare in aria.

## Fine della battaglia del Sangro

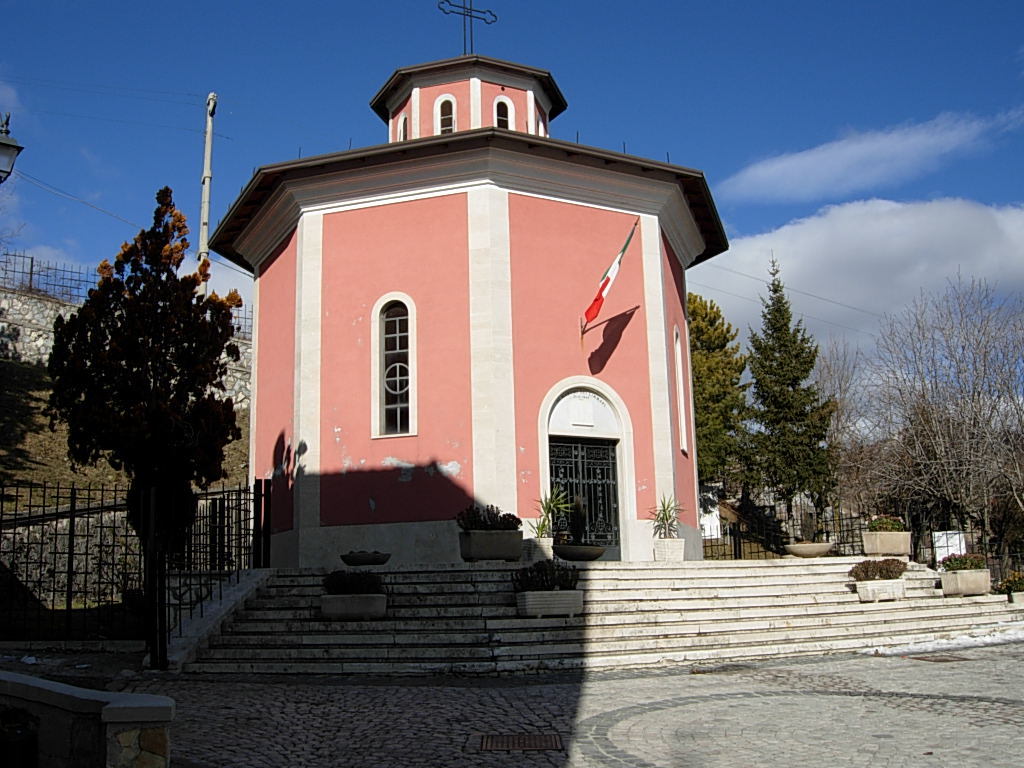
Il sacrario alla strage del Limmari, presso Pietransieri (AQ)

La battaglia del Sangro può dirsi conclusa con la liberazione dell'Abruzzo nel giugno 1944. Infatti la battaglia contro i nazisti si spostò nell'attuale provincia dell'Aquila per i centri di Roccaraso, Ateleta e Rivisondoli, arrivando infine al leggero bombardamento di Sulmona.
Con l'abbandono del versante destro del Sangro, a fine novembre il mantenimento di tutto il territorio fu di competenza della 1ª Divisione Paracadutisti, una delle unità più potenti della Wehrmacht. A Pietransieri, frazione di Roccaraso, nel bosco del Limmari in prima linea era schierato il reggimento. Dopo la metà del mese di novembre, i tedeschi iniziarono a distruggere sistematicamente i paesi di questa sponda dell'alto Sangro (Roccaraso, Roccacinquemiglia, Castel del Giudice, Ateleta), obbligando la gente a sfollare i centri. Pochi obbedirono, e delle vendette tedesche si ricorda la "strage del Limmari" compiuta il 23 novembre contro la popolazione civile, con la morte di 124 persone.
Pietransieri fu occupata il 21 novembre, e sgomberata per essere minata. Dato che i civili si rifiutarono di abbandonare le loro case i tedeschi, sospettando che nella maggior parte di essi si nascondessero partigiani e spie, li catturarono e li portarono nel bosco del Limmari. Prima di ciò, i tedeschi capitanati dal tenente Schulemburg razziarono il bestiame e i viveri, che scannarono nel bosco affinché non potesse servire da rifornimento per gli alleati. I paesani tuttavia tornarono alle loro case, benché sfollati, cercando di prendere qualcosa per il loro sostentamento, ma le case erano state già minate, e vi morì ad esempio Maria Cordisco, colpita da una mina, come ricorda sua figlia Pia Cocco.

### Da Ateleta a Roccaraso
Fu così che i tedeschi presero la popolazione, e la condussero in un casolare nel bosco, fucilando 128 persone circa, di cui rimase superstite solo la piccola Virginia Macerelli, che si nascose sotto i cadaveri. Delle vittime numerose erano le donne, una sessantina, più 34 bambini, di cui uno soltanto di un mese; i corpi restarono a lungo insepolti nel bosco, sino alla primavera del 1944. Alla strage, nel centro di Pietransieri, fu eretto un piccolo sacrario a pianta ottagonale in eterna memoria, con i corpi dei trucidati in degne tombe.
Ateletail paese, il primo venendo dal valico di Sant'Angelo del Pesco, fu la prima postazione di distruzione totale dei tedeschi. Occupato già nel settembre 1943, il 5 novembre la cittadina venne evacuata, e dal giorno successivo iniziarono a saltare in aria le case, sino a quando l'11 novembre quasi tutto il paese risultava distrutto, compresi palazzo comunale e chiesa madre. Alcuni paesani, almeno in 100, rimasero a vivere ad Ateleta, anche se la rappresaglia tedesca fu feroce, fino a che i superstiti si diressero a San Pietro Avellana per trovare rifugio, in mano alle truppe canadesi. In tutto i morti furono 23 militari, 120 civili. Ateleta venne abbandonata dai nazisti il 5 giugno, dirette a nord verso Castel di Sangro. Il paese riprese lentamente a vivere soltanto nel 1945, nell'anno seguente prese avvio la ricostruzione, nel biennio 1957-59 venne rifatta la parrocchia, divenendo il simbolo della rinascita di Ateleta, mentre nell'area dove si trovava l'edificio storico distrutto, nel 2006 venne costruito il Monumento ai Caduti.

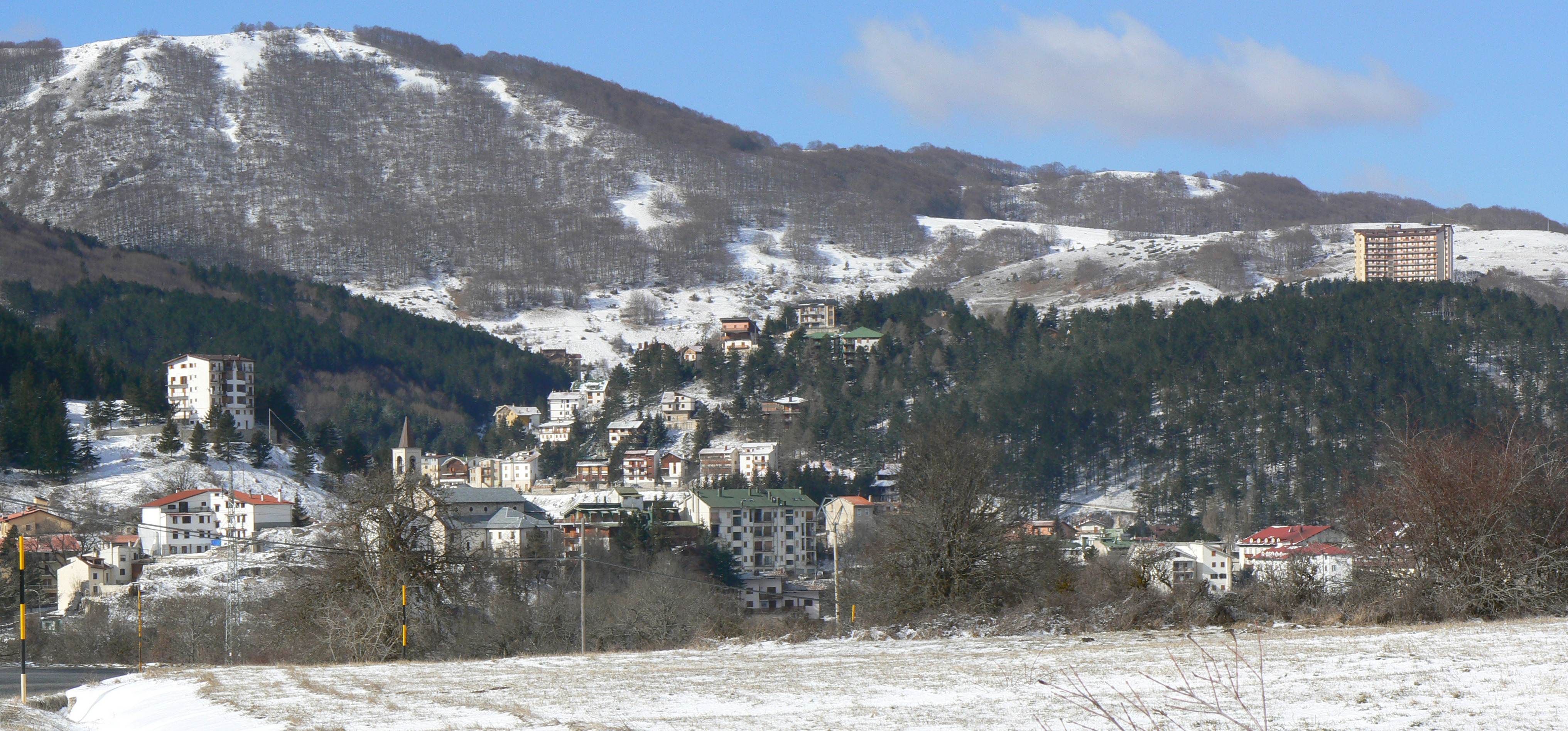
Veduta di Roccaraso

Roccarasoposto nel cuore della Piana delle Cinquemiglia, tra Rivisondoli e Castel di Sangro, era in posizione strategica per il passaggio dei mezzi da Roma e da Napoli. Le truppe tedesche arrivarono nel settembre 1943, iniziando i lavori di fortificazione della linea Gustav, e dato il terreno estremamente pianeggiante, vennero scavate fosse, disboscate le aree verdi con i tronchi accatastati in mezzo alla strade e alle porte del paese per impedire in ogni maniera l'avanzata alleata, tronchi ammassati anche nel resto delle vie della Piana delle Cinquemiglia, fino a Rocca Pia e Castel di Sangro, in tutto gli alberi abbattuti furono 2 000. Il 3 novembre giunse l'ordine di sfollamento del paese, con indicazione di ricovero Sulmona, mentre gli aerei ricognitori degli alleati perlustravano l'altopiano. Quando gli alleati presero Castel di Sangro, il piano di distruzione di Roccaraso fu attuato, minate le case, i palazzi, le chiese, e tutto fatto brillare. Praticamente macabra risultò la distruzione, poiché, nel vero senso della parola, dell'abitato medievale-rinascimentale non rimase alcune traccia, se non brandelli di mura della chiesa madre di Sant'Ippolito, la torre campanaria e la facciata, e la chiesa di San Rocco, miracolosamente rimasta intatta dalle distruzioni. Altri monumenti di pregio, come il teatro Angeloni, il primo realizzato in Abruzzo nel XVII secolo, e la torre dell'orologio, rimasuglio del castello medievale (posta davanti alla chiesa madre), scomparvero per sempre.
Distrutta Roccaraso, i tedeschi si diressero a nord, lasciando lo scenario apocalittico ai civili e ai militari alleati. Soltanto nel biennio 1945-46 iniziò la ricostruzione, piuttosto celere, con la riapertura di un albergo per il turismo invernale, dacché Roccaraso era metà turistica, anche dei reali di Napoli, già dalla seconda metà dell'Ottocento, e successivamente del Municipio, della chiesa madre (1957 ca.) e di altre strutture ricettive, contando più sul rifacimento celere dell'abitato per dare alloggio ai cittadini, piuttosto che rispettare l'antico aspetto storico-artistico, in modo che già negli anni '50 Roccaraso potesse diventare nuovamente un florido centro turistico per l'Abruzzo e i villeggianti romani e napoletani.

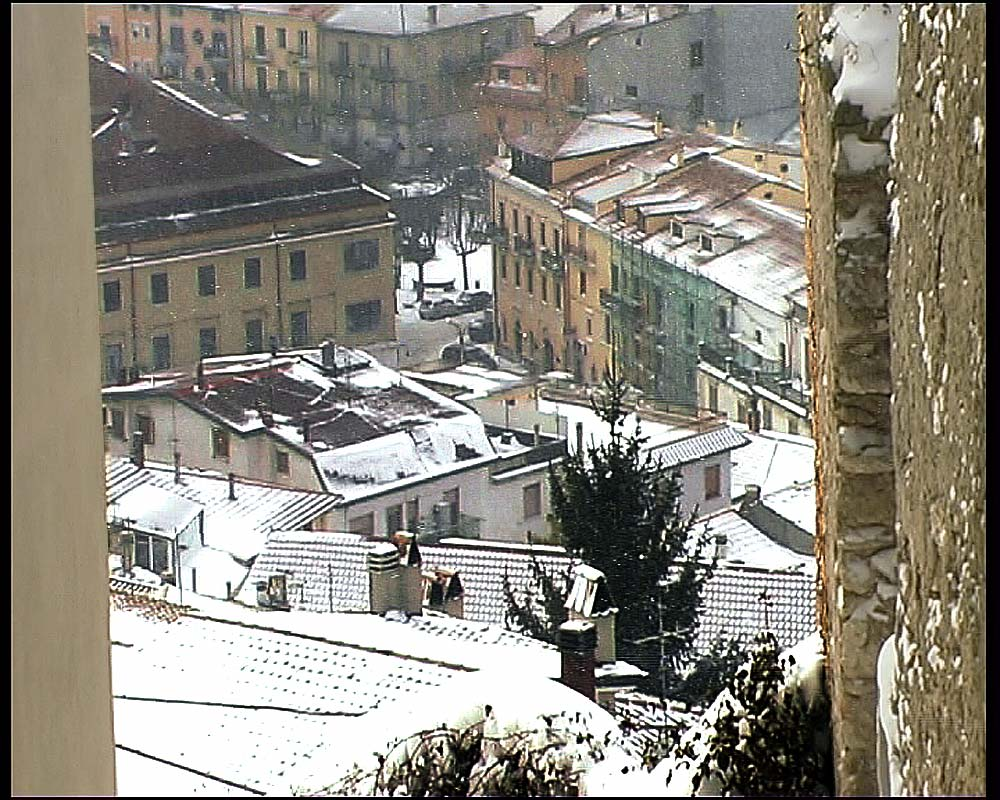
Piazza del Plebiscito a Castel di Sangro, vista dalla Civita, dove si erano piazzati i mitragliatori tedeschi contro gli alleati

Castel di Sangroi tedeschi stazionarono nel paese nel luglio 1943, e nel settembre dopo l'armistizio, la loro presenza si fece oppressiva e crudele. Castel di Sangro era un importante punto di collegamento da Napoli per il centro d'Abruzzo, una guarnigione di militari stazionò nel convento della Maddalena sulla sponda sinistra del Sangro, mentre in paese si compivano saccheggi e razzie. Il 17 ottobre dei camion di SS prelevarono dozzine di uomini per i lavori di fortificazione della linea Gustav, addirittura irrompendo negli edifici sacri durante la santa messa. Il primo bombardamento alleato si ebbe il 1 ottobre, poi altri seguirono il 5-7 ottobre e il 1 novembre, con la distruzione della ferrovia Sangritana, e del palazzo del Principe Santobono, sede della guarnigione tedesca, in Piazza del Plebiscito. Dato che l'abitato veniva bersagliato costantemente dai canadesi, le operazioni della terra bruciata ritardarono, e non vennero attuate, piuttosto il paese fu fatto sfollare verso Sulmona e San Pietro Avellana, alcuni cittadini si rifugiarono nelle masserie presenti nei boschi circostanti. Una parte del centro storico, nel quartiere attorno alla Basilica, fu minato e semi-distrutto nel 7-9 novembre, ma gli alleati incalzavano, cannoneggiando l'area di Colle San Giovanni, dove si trovava un presidio presso il castello, stando a pattugliare l'area con binocoli dal paese di San Pietro Avellana.
La sera del 20 novembre 1943 una pattuglia canadese mosse verso Castel di Sangro, ma non riuscirono a superare la Piazza del Plebiscito per il fuoco di mitraglia nemico proveniente dall'altura del castello, ma il giorno seguente un contingente più equipaggiato riuscì ad entrare nel cuore del paese, liberando Castel di Sangro. Il 22 giunse una pattuglia canadese della West Nova Scotia Regiment, con circa 80 uomini, che presero il castello, non senza difficoltà e scontri, dove morirono in tutto 14 soldati, 10 feriti e 16 prigionieri. La conquista del castello fu ritentata il 24 novembre preceduta da un intenso bombardamento che danneggiò irrimediabilmente la struttura, che tuttavia venne occupata dai canadesi. Nei giorni seguenti, dal 25 in poi, venne presa anche Roccacinquemiglia, piccolo paese fortificato sopra uno sperone roccioso, posto tra Castel di Sangro e Roccaraso, anch'esso pesantemente minato dai tedeschi e bombardato dagli alleati, il cui esempio di distruzione è la torre della chiesa di San Giovanni. Il 1 Dicembre 1943 un velivolo tedesco in avaria atterrò con successo nella Piana Santa Liberata, vicino alla chiesa di Santa Lucia, con una bomba di 500 kg agganciata sotto la fusoliera.
Le operazioni belliche in Abruzzo continuarono, in questa parte detta "terra di nessuno", sino alla tarda primavera del 1944: Castel di Sangro perse 155 vite civili e militari, e fu insignita della Medaglia di bronzo al Merito Civile; inoltre presso il convento della Maddalena c'era un campo di internamento di prigionieri ebrei e cittadini inglesi, di cui si ricorda Harry Bernard Dawson jr., ufficiale dell'Intelligence di Sua Maestà.
Rivisondoliposto accanto Roccaraso, faceva parte della "fascia di sicurezza" delle retrovie tedesche, e per questo venne occupata nell'ottobre, furono compiuti rastrellamenti e razzie, e uomini impiegati per la costruzione di casermette e fortificazioni della linea Gustav, di cui ancora oggi restano alcuni esempi abbandonati nel cuore della Piana, lungo il tratto ferroviario Palena-Roccaraso. Il 29 ottobre fu dato l'ordine di sfollamento del paese, il 31 il paese era completamente abbandonato, il 31 ottobre alcuni abitanti rimasti nascosti in casolari vicino al paese assistettero al bombardamento alleato della stazione di Roccaraso, mentre i tedeschi facevano saltare in aria il ponte di collegamento. L'arrivo di altre truppe tedesche, costrinse gli ultimi rimasti a fuggire a Sulmona, oppure a Scanno prendendo la via del Monte Pratello, dove rimasero sino al giugno 1944. Rivisondoli non venne minata, ad eccezione del campanile della chiesa di San Nicola, ma subì alcuni bombardamento alleati.

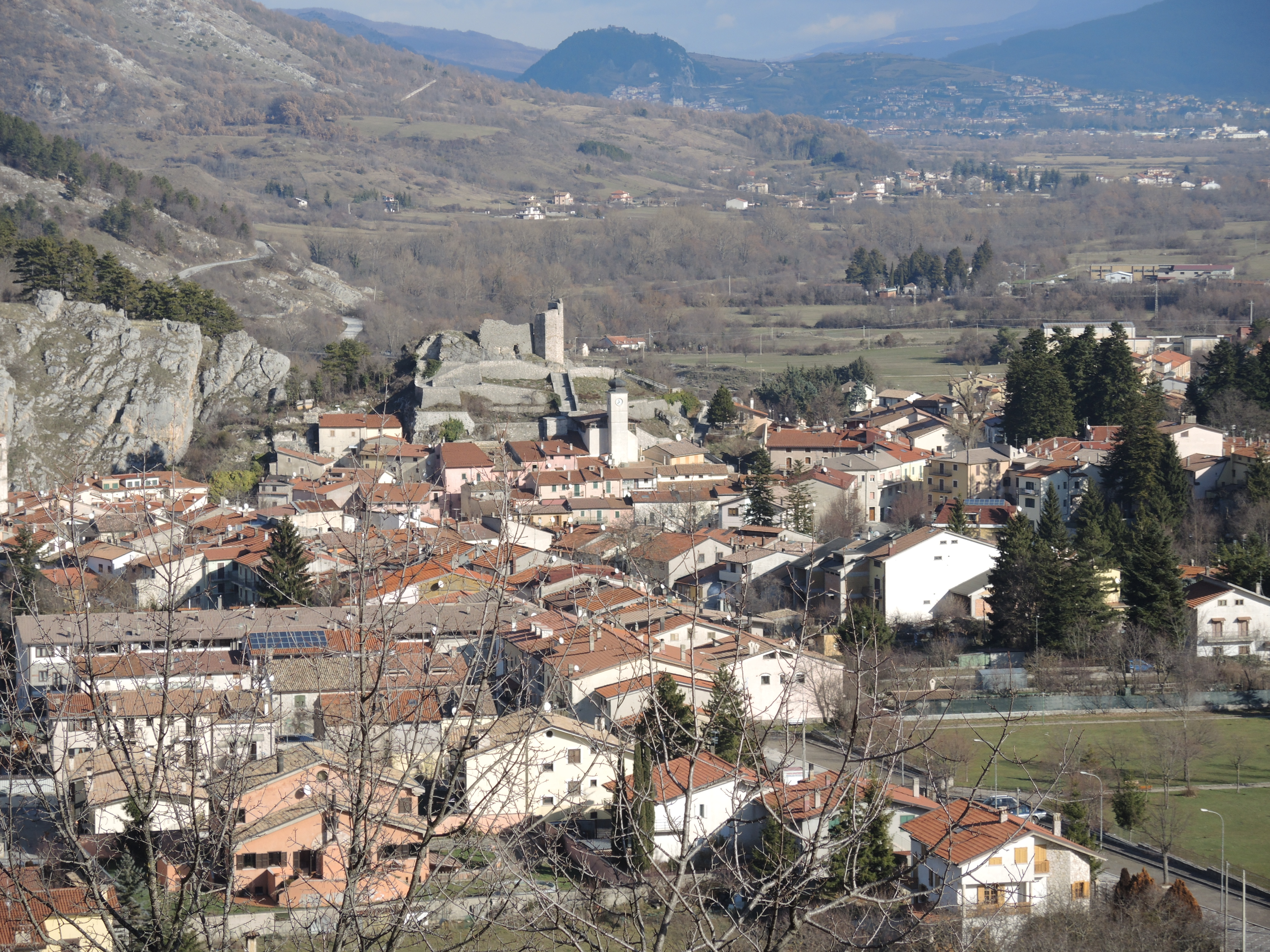
Veduta di Alfedena, e sullo sfondo il monte di Castel di Sangro

Scontroneposto tra Alfedena e Castel di Sangro, il paese venne occupato nel settembre 1943, e la popolazione per difendersi iniziò a nascondere sottoterra i propri beni perché non venissero razziati. La notte dell'8 ottobre, il paese fu bombardato dagli alleati a sorpresa, le bombe incendiarie colpirono le case, e il paese venne bruciato, molte furono le vittime, come racconta Bianca Levi Zagari, ebrea fuggita da Napoli, che assistette all'incendio del paese. Il 26 ottobre 1943 il comando tedesco emanò l'ordine di sfollamento, da Scontrone sino ad Alfedena e Barrea, con trasferimento, su camion tedeschi, ad Avezzano. La popolazione del vicino paese di Villa Scontrone non subì la stessa sorte, perché attraversò il Sangro, raggiungendo il comando militare alleato di Rionero Sannitico, ricevendo protezione. La popolazione tornò a Scontrone solo nel giugno 1944.
Alfedenai tedeschi arrivarono quasi subito dopo l'armistizio dell'8 settembre, rastrellarono uomini per scavare le trincee lungo la strada per Barrea e Civitella, che aveva il suo punto di massima levatura in contrada Aia della Forca. Lungo questa dorsale appenninica, si era posizionata la contraerea con i cannoni a lunga gittata che bersagliavano le postazioni alleate di Rionero e Montenero, ma anche verso la strada di Cassino, minando oltretutto il territorio della piana nei punti strategici lungo le strade di collegamento. Il 5 ottobre gli alleati bombardarono il paese, e nei giorni successivi la popolazione abbandonò le case per disperdersi nella campagna. Nei successivi bombardamenti, vennero gravemente danneggiati i monumenti del castello medievale con la torre maestra e la chiesa madre dei Santi Pietro e Paolo, oltre alla torre civica del Municipio. Il 26 ottobre i tedeschi organizzarono nella piazza del paese le operazioni di sfollamento dei paesani di Alfedena e dei centri limitrofi, per partire alla volta di Avezzano, dove rimasero sino alla tarda primavera del '44. Alfedena resistette ancora sino a dicembre agli alleati, venendo in seguito conquistata.
Con la capitolazione di questo comune, al confine col Molise dell'attuale provincia di Isernia (Rionero Sannitico e Montenero Val Cocchiara), si può dire conclusa la campagna militare del fiume Sangro.

## Opere commemorative

### Il sentiero della memoria (Freedom Trail)

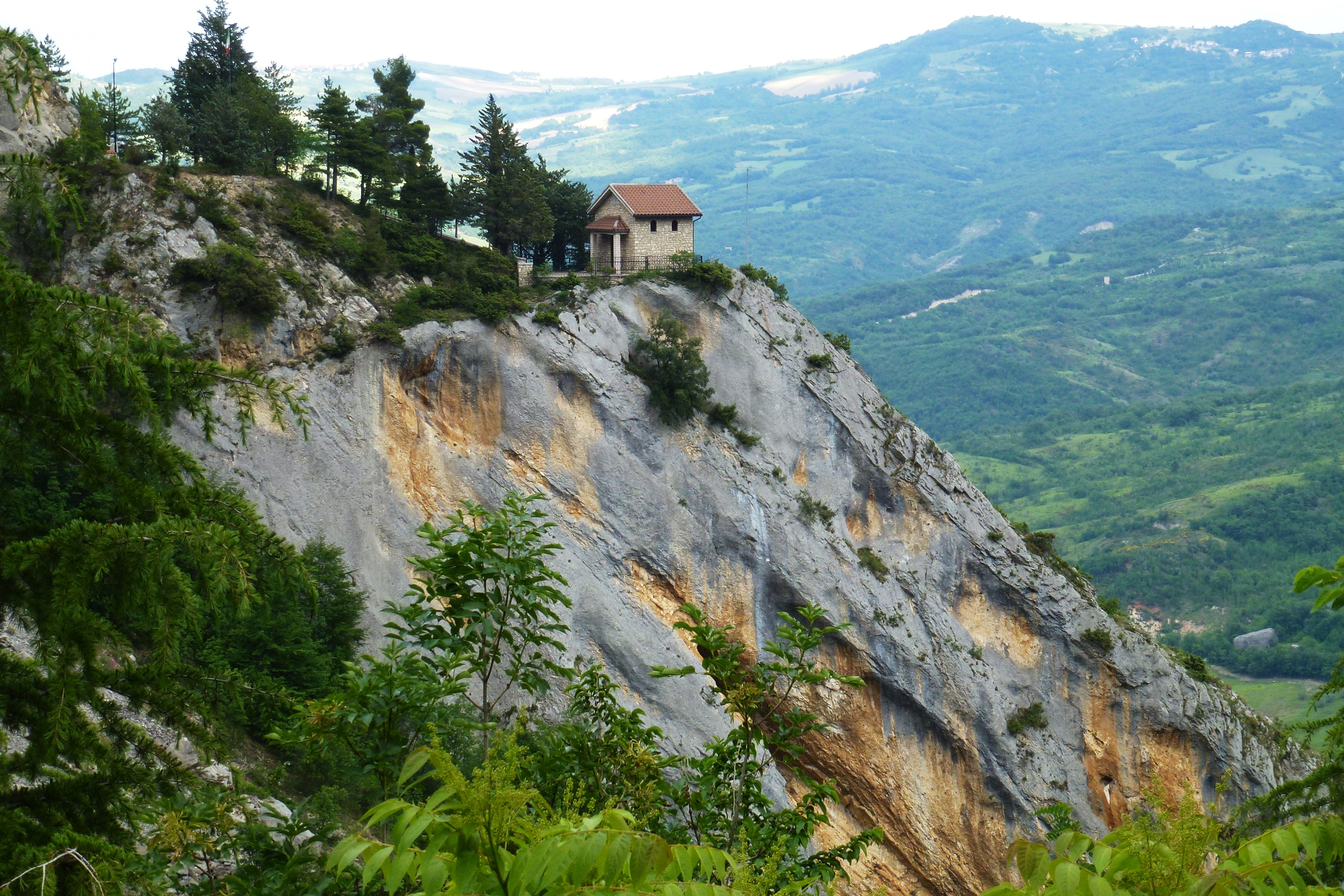
Veduta della roccia della Maiella e del Sacrario dei Caduti della Brigata (Taranta Peligna)

Tra le varie opere commemorative delle vicende belliche, oltre alla testimonianza dei sopravvissuti raccolta in speciali volumi e interviste video, raccolte in documentari, attualmente l'opera di ricerca storica e del ricordo delle vicende belliche consumatesi sul Sangro e sull'Aventino è rappresentata dall'istituzione della Fondazione Brigata Maiella, con sede di un casolare storico del borgo vecchio di Gessopalena (CH), collegato al sito privato "Territorilink", che raccoglie ancora oggi testimonianze e documenti al riguardo.
La commemorazione annuale in ricordo del cammino della Brigata Maiella, si ripete ogni anno intorno al 25 aprile, giorno della liberazione dell'Italia, con una processione che parte da Casoli (CH), e arriva a Sulmona (AQ), ripercorrendo i momenti della fuga dei prigionieri del campo d'internamento Fonte d'Amore di Sulmona, che valicarono la Maiella per trovare rifugio e protezione. Il percorso, una volta rifatto a ritroso, sosta con solenne commemorazione presso il Sacrario dei Caduti della Brigata Maiella, sulla strada per Taranta Peligna.

### Monumenti commemorativi

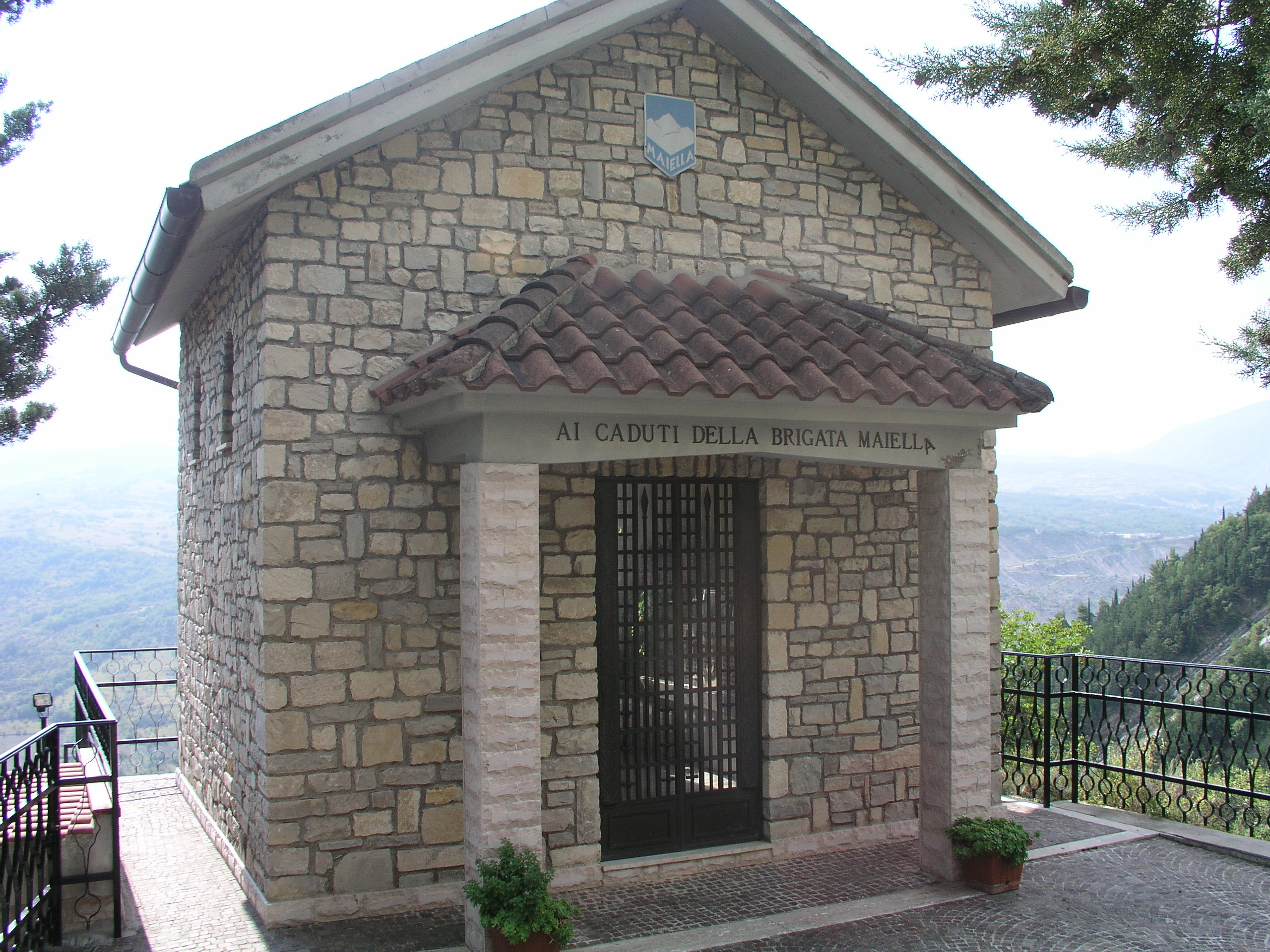
Sacrario dei Caduti della Brigata Maiella

- Sacrario dei Caduti della Brigata Maiella: si trova nel comune di Taranta Peligna, eretto simbolicamente a strapiombo sulla roccia della Maiella, lungo la strada che da Lama dei Peligni conduce a Palena, a significare la fortezza e la tenacia dei partigiani abruzzesi, nelle operazioni di guerriglia sulle alture della montagna. Il sacrario è stato realizzato qualche anno dopo la fine della guerra nel 1945, composto da una cappella a forma di capanna, in conci di pietra regolare, molto modesta, con sopra l'architrave del portale la lapide con l'iscrizione "Onore ai caduti" e lo stemma ufficiale della Brigata. L'interno conserva le lapidi tombali con le fotografie dei principali brigadisti caduti durante le operazioni di liberazione del territorio del Sangro-Aventino. Il sacrario è preceduto da un percorso a piedi lungo la parete rocciosa, dove sono scolpite le principali tappe, da Casoli a Brisighello in Veneto, conquistate dai brigadisti di Ettore Troilo, tale cammino è detto "della Liberazione", fino al raggiungimento del piazzaletto del sacrario,dove si trovano delle lapidi commemorative che ricordano le visite di onorevoli e presidenti della Repubblica, di cui si ricordano Carlo Azeglio Ciampi, legato fortemente al territorio abruzzese, poiché fu ospitato da esule in un palazzo a Scanno (AQ), poi Luigi Einaudi, anche gli sfollato in Abruzzo, e di recente, nella visita speciale del 25 aprile 2018, il presidente Sergio Mattarella, che ha visitato anche Casoli, e il museo della Memoria allestito nel castello ducale.
- Borgo medievale di Gessopalena: l'intero paese vecchio di Gessopalena è per così dire un monumento vivente alla distruzione tedesca, e in particolare si ricordano la lapide ai caduti civili posta nel piazzale anfiteatro affacciato verso la Maiella, e la casa che ospita la Fondazione della Brigata Maiella, oltre al Monumento ai Caduti eretto nella piazza della cittadina.
- Monumento alle Vittime Civili di Torricella Peligna: è stato eretto negli anni '50 sopra l'area del vecchio castello, fatto saltare in aria dai tedeschi. Sovrasta l'intero abitato di Torricella
- Percorso della Memoria di Pizzoferrato: si trova nella parte alta del paese, presso la Morgia, provenendo dal Corso Umberto I. Il sentiero di battaglia della cosiddetta Wigforce capitanata dal Maggiore Lionel Wigram, nell'assalto del 2-3 febbraio 1944, è costellato di monumenti commemorativi, iscrizioni esplicative che rievocano le vicende principali della guerriglia partigiana contro i tedeschi, una grossa scultura a forma di cappello alpino, e infine il percorso termina nella chiesetta di Santa Maria del Girone, anch'essa interessata dalla battaglia, poiché i tedeschi vi fucilarono i superstiti brigadisti che si erano riparati nell'altare, di cui ancora oggi sono visibili i colpi scavati nel muro interno.
- Sacrario dei Caduti Senza Croce di Monte Zurrone: sorge sopra un'altura che sovrasta Roccaraso, ben visibile sia dal paese che dalla strada della Piana delle Cinquemiglia, raggiungibile attraverso la strada per l'Aremogna. Il sacrario è stato eretto negli anni '50 a forma di cappella triangolare in conci di pietra con una grande croce in cima. Al centro di questo grande piedistallo-cappella, si trova una nicchia con una campana, fatta suonare in segno di lutto il giorno della distruzione di Roccaraso e il 25 aprile.
- Museo della Memoria del castello ducale di Casoli: il castello Masciantonio è stato adibito di recente a vari usi, e una sala in particolare, intitolata a Lionel Wigram, ricorda con documenti e fotografie, e pannelli esplicativi le principali vicende della nascita della Brigata Maiella a Casoli, per volere di Ettore Troilo, con diretto interessamento del Wigram.
- Piazza della Memoria a Casoli: piccolo piazzale posto al termine di via Aventino, realizzato tra il 2017 e il 2018, con un grosso pannello espositivo con i volti e i nomi degli internati nel campo di prigionia di Palazzo Tilli. È stato visitato il 25 aprile 2018 dal Presidente Sergio Mattarella.

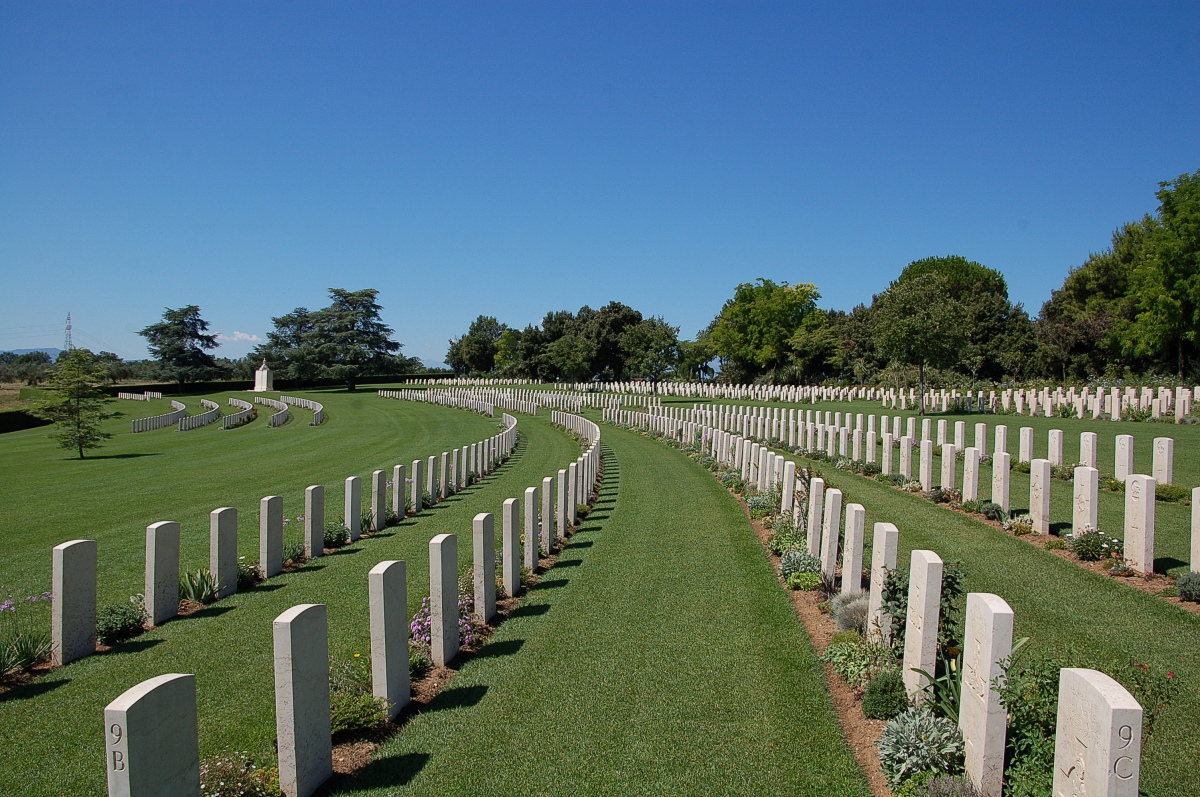
Tombe del cimitero militare britannico di Torino di Sangro

- Monumento agli Eroi Ottobrini (Lanciano): situato nei pressi dell'ingresso al Corso Roma nel Piazzale VI Ottobre, si tratta di una sorta di sacrario composto da tre grandi lapidi in cemento convesse che formano una sorta di "abbraccio" verso lo spettatore. I blocchi di cemento hanno al centro un bassorilievo ritraente una scena allegorica della morte degli "eroi ottobrini" per mano tedesca, negli altri riquadri in marmo sono affisse targhe commemorative e i nomi dei caduti.
- Monumento alla Brigata Maiella (Guardiagrele): sorge nel piazzale della villa comunale, eretto in ricordo della liberazione della cittadina da parte degli alleati, successivamente dai brigadisti. È composto da un blocco di travertino, spezzato nel centro da una forma geometrica romboidale con scene allegoriche, e la lapide in ricordo dei caduti.
- Cimitero militare canadese di Ortona (Moro River War Cemetery): cimitero di guerra con i corpi dei soldati canadesi, impegnati nella liberazione della città di Ortona tra il 21 e il 28 dicembre 1943. Si trova in contrada San Donato, affacciato sul mare Adriatico.
- Cimitero militare britannico di Torino di Sangro (Sangro River War Cemetery): sorge alle porte di Torino di Sangro, posto su un'altura che guarda verso il fiume e il mare Adriatico. Vi sono sepolti i caduti militari dell'VIII Armata Britannico di Montgomery, di cui i membri dell'8ª Divisione Indiana e della 78ª Inglese, che combatterono nei primi giorni di novembre sul "ciglione del Sangro", gettando la testa di ponte sulla foce del fiume per conquistare Fossacesia e Lanciano.

### Media
- Nel 1992 è stato prodotto per la Rai il documentario di Massimo Sani Abruzzo 1943-1945: la Guerra dimenticata, con la consulenza storica di Costantino Felice, in 2 puntate della durata di circa 60 min l'una.
- L'associazione di documentaristi "Territorilink" di Chieti nel 2011-2012 ha prodotto dei filmati della serie "La guerra in casa", con interviste ai sopravvissuti patrioti, ai civili testimoni, e altri che hanno avuto a che fare con le principali vicende belliche in Abruzzo. Fino al 2018 la Rai ha trasmesso in versione ridotta queste puntate.